# Estilo neorruso

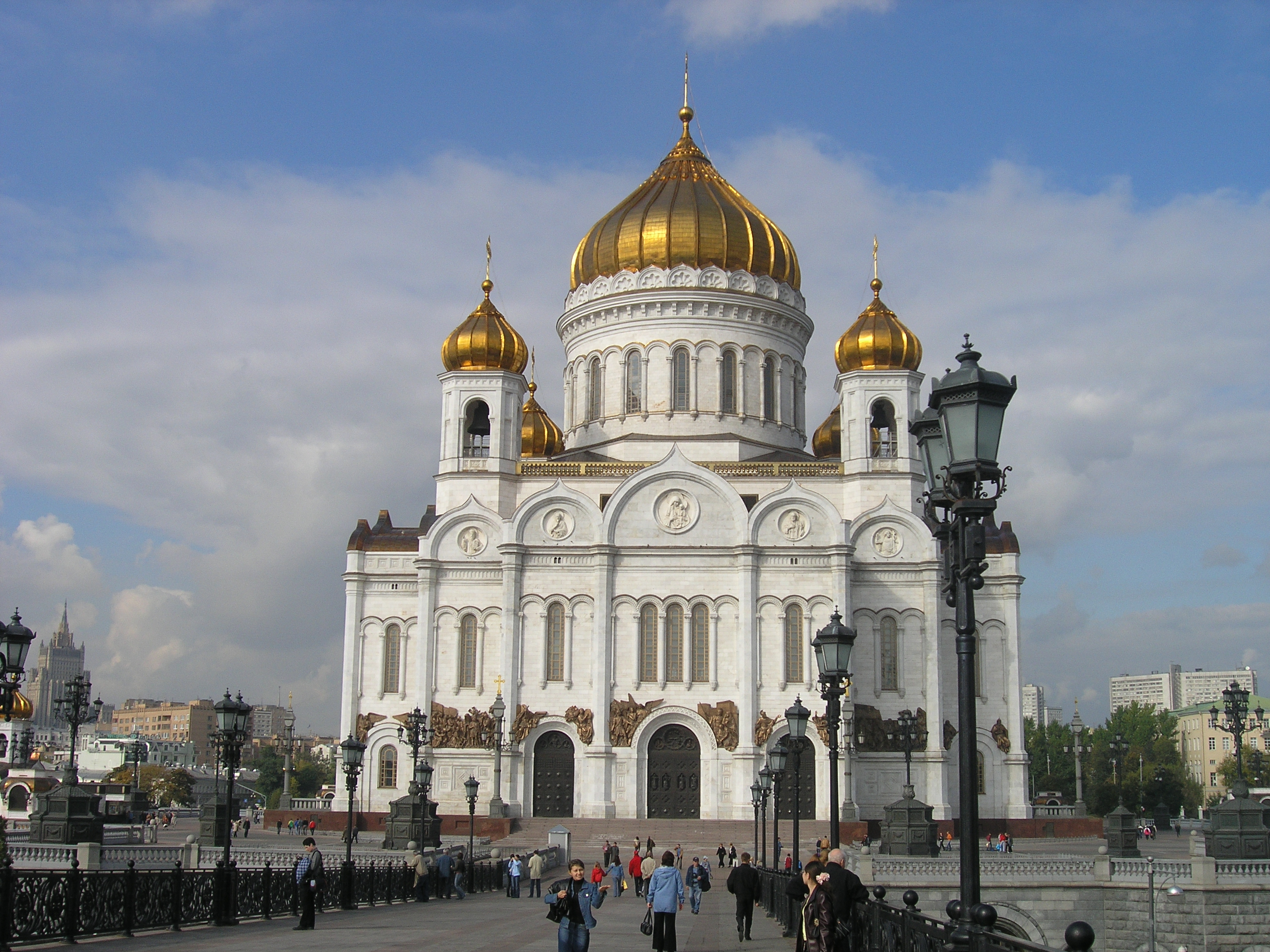
Catedral de Cristo Salvador de Moscú, Moscú (1839-1860), obra de Konstantín Thon.

El estilo neorruso o estilo ruso-bizantino o estilo pseudorruso (en ruso: псевдорусский стиль, неорусский стиль) son designaciones genéricas convencionales que designan una tendencia de la arquitectura rusa del siglo XIX y principios del siglo XX hasta el eclecticismo, basado a la vez tanto en el uso de las tradiciones de la arquitectura antigua como del arte popular, asociados a elementos de la arquitectura bizantina. Este estilo ruso nació como parte del resurgimiento del interés por las arquitecturas nacionales en toda Europa, y representa, en este caso, la interpretación y la estilización arquitectónica específicamente rusa. Con habilidad, el estilo ruso se combinó sucesivamente con otros estilos, desde el romanticismo de la primera mitad del siglo XIX hasta el estilo modernista y el art nouveau.

## Terminología
Los términos usados para describir la dirección que tomó la arquitectura rusa durante la segunda mitad del siglo XIX y principios del siglo XX, y que está asociada con la búsqueda de un estilo nacional distinto, es todavía relativamente poco clara y los diferentes fenómenos existentes en el sentido de esta investigación no están bien diferenciados.
Aparecido a principios del siglo XIX, el nombre de «estilo ruso-bizantino», que actualmente se abrevia a menudo en «estilo bizantino», se refiere a diferentes tipos de arquitectura nacional, como «la arquitectura tonesca» (por el nombre del arquitecto Konstantín Thon), que no tiene nada que ver con los edificios de arquitectura bizantina, como edificios que imitan por su aspecto las arquitecturas del Cáucaso o de los Balcanes. Introducido en la segunda mitad del siglo XIX, el término «estilo ruso» aún incorporaba más fenómenos diferentes, desde los pequeños patios suburbanos construidos en la década de 1830 en «estilo campesino», para idealizar la vida campesina, hasta las masivas edificaciones en madera en parques o los pabellones de exposiciones de la década de 1870, e incluso los grandes edificios públicos de la década de 1880.
A principios del siglo XX, el conjunto de fenómenos aparecidos en la arquitectura del siglo XIX y que estaban relacionados con la investigación sobre la identidad nacional rusa se conocen como «estilo pseudorruso» (término utilizado por Vladímir Kurbátov (1878-1957)), por oposición al «estilo neorruso». Al mismo tiempo que ese término pseudorruso, que ya llevaba un juicio de valor, aparece otra expresión con un tono aún más negativo, pero para designar el mismo fenómeno, es el «estilo falso-ruso».
La cuestión de la génesis de la designación de «estilo neorruso» (o incluso la expresión «nuevo-ruso») es controvertida. Yevguéniya Kirichenko, Andréi Ikónnikov y varios otros autores consideran el estilo neorruso como una variante o una rama nacional-romántica del art nouveau. A pesar de su preferencia por la novedad, el art nouveau incluía en su enfoque ciertos elementos del estilo ruso que encontraron su origen en la década de 1880. El estilo neorruso difiere del estilo ruso en su preocupación por la integración, la unidad artística entre la estructura del edificio y sus componentes. También por su gusto por las imágenes metafóricas en parentesco espiritual con las raíces antiguas de la nación. Es ante todo una arquitectura simbólica, un signo de los tiempos transformadores de las ideas. Da un nuevo tono a la utopía estética del art nouveau: la renovación de las tradiciones estéticas y culturales de la nación.
Según Dmitri Sarabiánov, el estilo neorruso ya existía como una variante del art nouveau, pero estaba tratando de liberarse de él. María Naschókina y Elena Borísova consideran que el estilo neorruso y el estilo modernista (art nouveau) no se pueden distinguir el uno del otro.  Kirichenko considera el estilo neorruso como una tendencia del art nouveau y el estilo ruso como una tendencia de eclecticismo.
D. Sarabiánov, por su parte, cree que los investigadores tienen razón en separar el estilo ruso y los estilos neorrusos: «De hecho, la frontera entre estos estilos es la línea que separa el eclecticismo del modernismo».

## Trasfondo cultural
Al igual que los revivals románticos de Europa occidental, el resurgimiento ruso fue informado por un interés académico en los monumentos históricos de la nación. El historicismo resonó con el nacionalismo popular y el pan-eslavismo de la época. El primer relato ilustrado de la arquitectura rusa fue el proyecto del conde Anatole Demidoff (Anatoli Demídov) y el dibujante francés André Durand, registro de su gira por Rusia en 1839 que se publicó en París en 1845, como Album du voyage pittoresque et archaéologique en Russie. Las litografías de Durand reflejan la sensibilidad de un extranjero ante la aparente alteridad de la arquitectura rusa, mostrando algunas características curiosamente distorsionadas; y si bien, en general, son representaciones bastante precisas, las publicaciones que produjo pertenecen al género de la literatura de viaje en lugar de a la investigación histórica.
El intento de discernir la cronología y el desarrollo de la edificación en Rusia comienza en serio con Iván Sneguiriov y A.A. Martýnov Rússkaya stariná v pámyatnikaj tserkóvnago i grazhdánskago zódchestva [Antigüedades rusas en los monumentos de la iglesia y la arquitectura civil] (Moscú, 1851). El estado se interesó en el esfuerzo al patrocinar una serie de folios publicados como Drévnosti rossíiskago gosudavstva [Antigüedades del Estado ruso] (Moscú 1849-1853, 6 vol.) que representan antigüedades y obras de arte decorativas. En este momento, la Sociedad Arqueológica de Moscú emprendió una investigación sobre el tema, formalizándolo como un campo de estudio. Se instituyeron una serie de conferencias trienales de 1869 a 1915, y sus informes incluyeron estudios sobre la arquitectura de la Rus de Kiev y los primeros períodos de Moscú. Tal vez el logro más significativo de la Sociedad fue la publicación de la Kommíssiya po sojranéniyu drévnij pámyatnikov [Comisión para la preservación de monumentos antiguos] en 6 volúmenes entre 1907 y 1915. También la Academia Imperial de las Artes encargó la investigación de V.V. Súslov en la forma de sus dos obras en varios volúmenes Pámyatniki drévnyago rússkago zódchestva [Monumentos de la antigua arquitectura rusa] (1895-1901, 7 vol.) y Pámyatniki drevne-rússkago iskusstva [Monumentos del antiguo arte ruso] (1908-1912, 4 vol.). Con la aplicación de los principios históricos positivistas, la cronología de la arquitectura rusa se estableció firmemente en el momento de la publicación de esa encuesta definitiva de 6 volúmenes del arte ruso Istóriya rússkogo isskustva [Historia del arte ruso] (1909-1917), editada por Ígor Grabar, la aparición del volumen final fue, sin embargo, interrumpido por la revolución.

Ejemplos de catedrales de estilo neorruso
Iglesia del Salvador sobre la sangre derramada
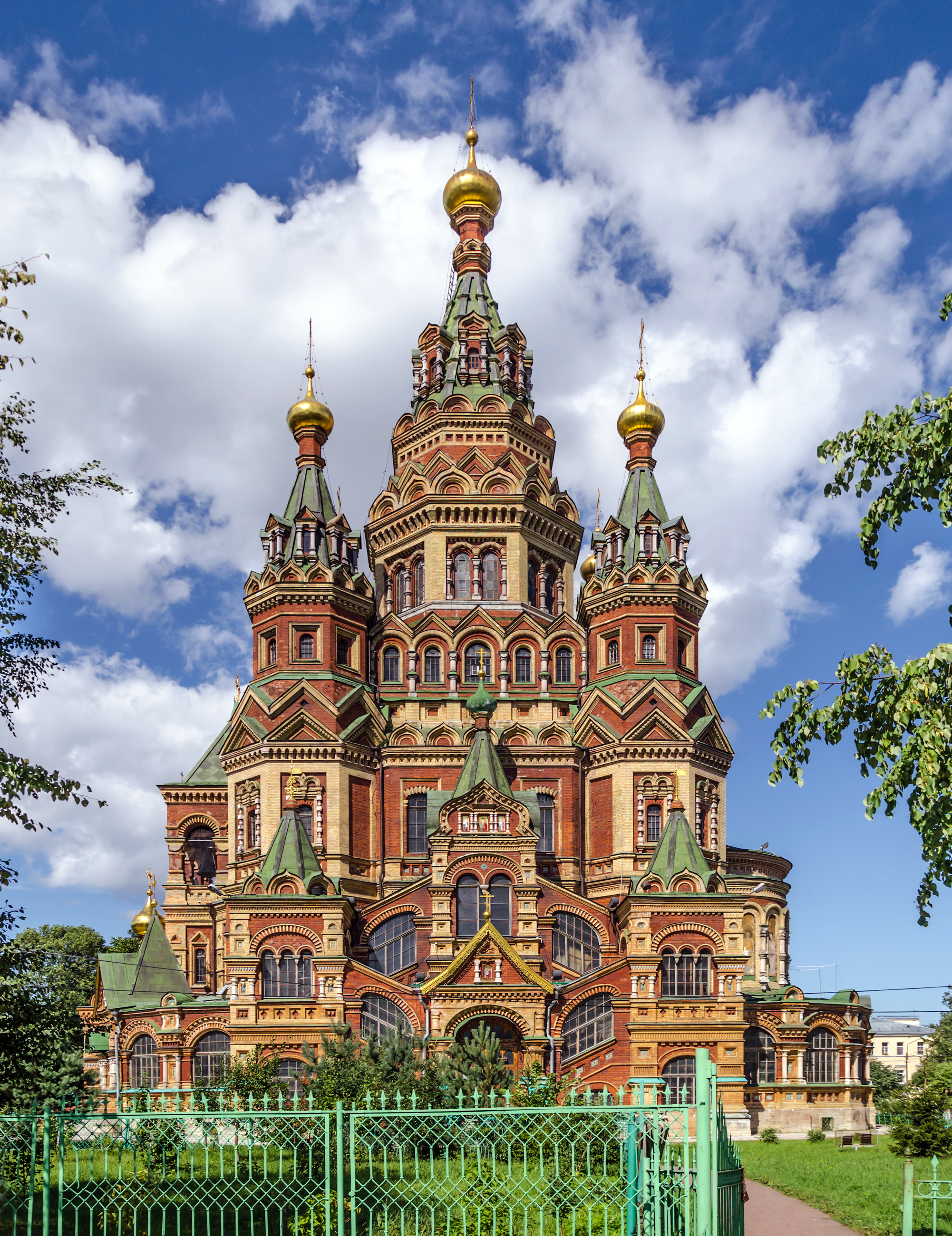
Catedral de San Pedro y San Pablo, en Peterhof
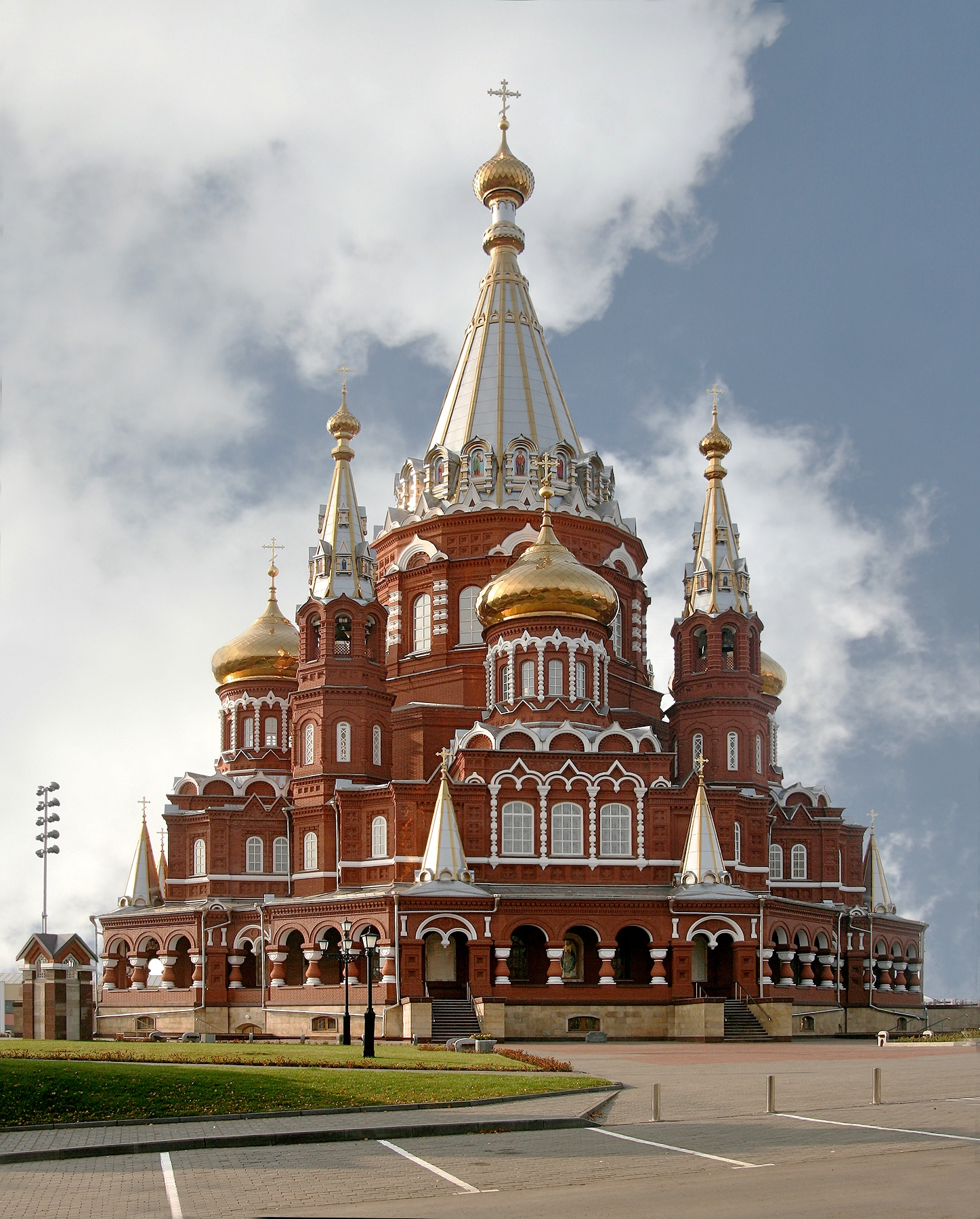
Catedral de San Miguel, en Izhevsk
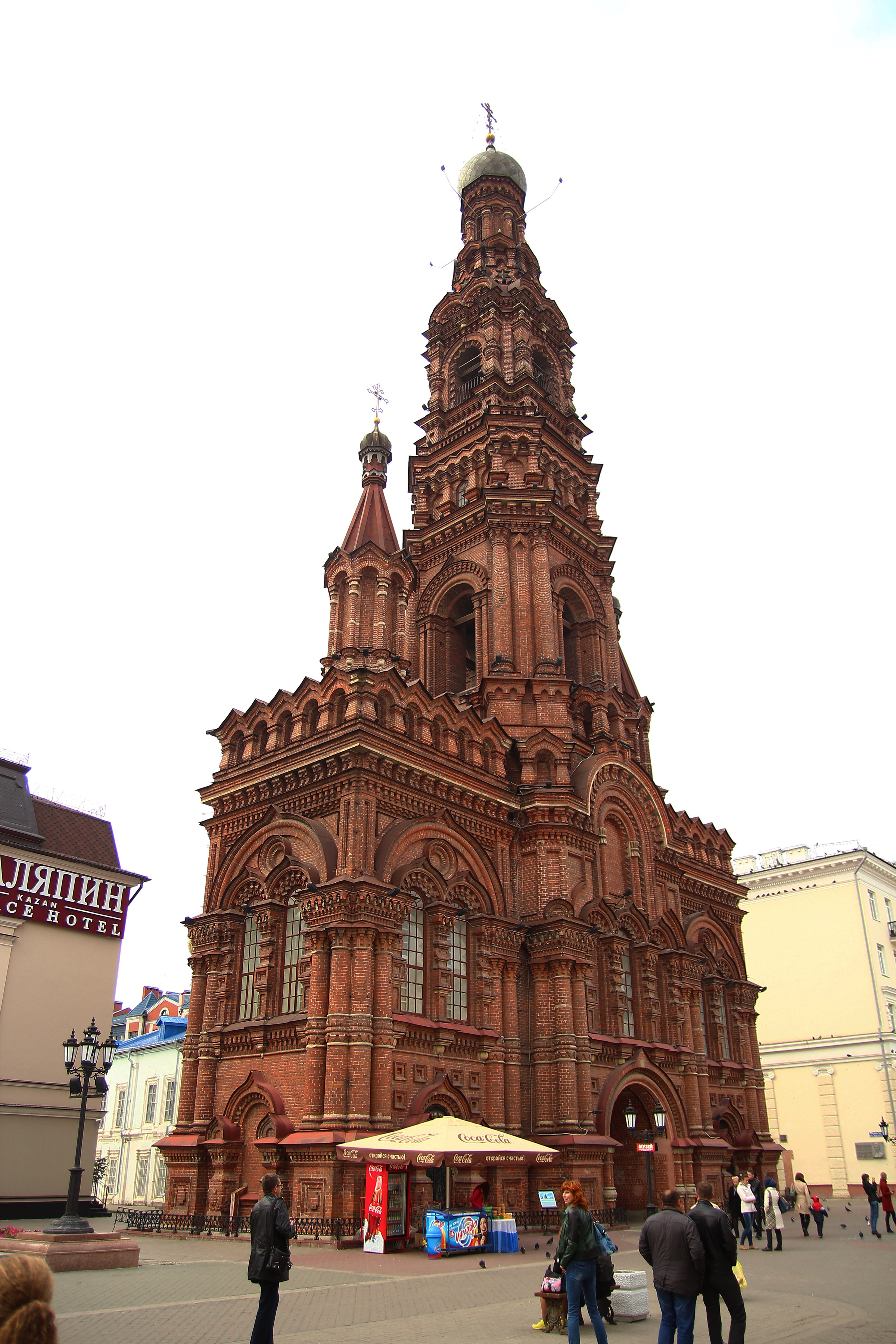
Campanario de la catedral de la Epifanía de Kazán
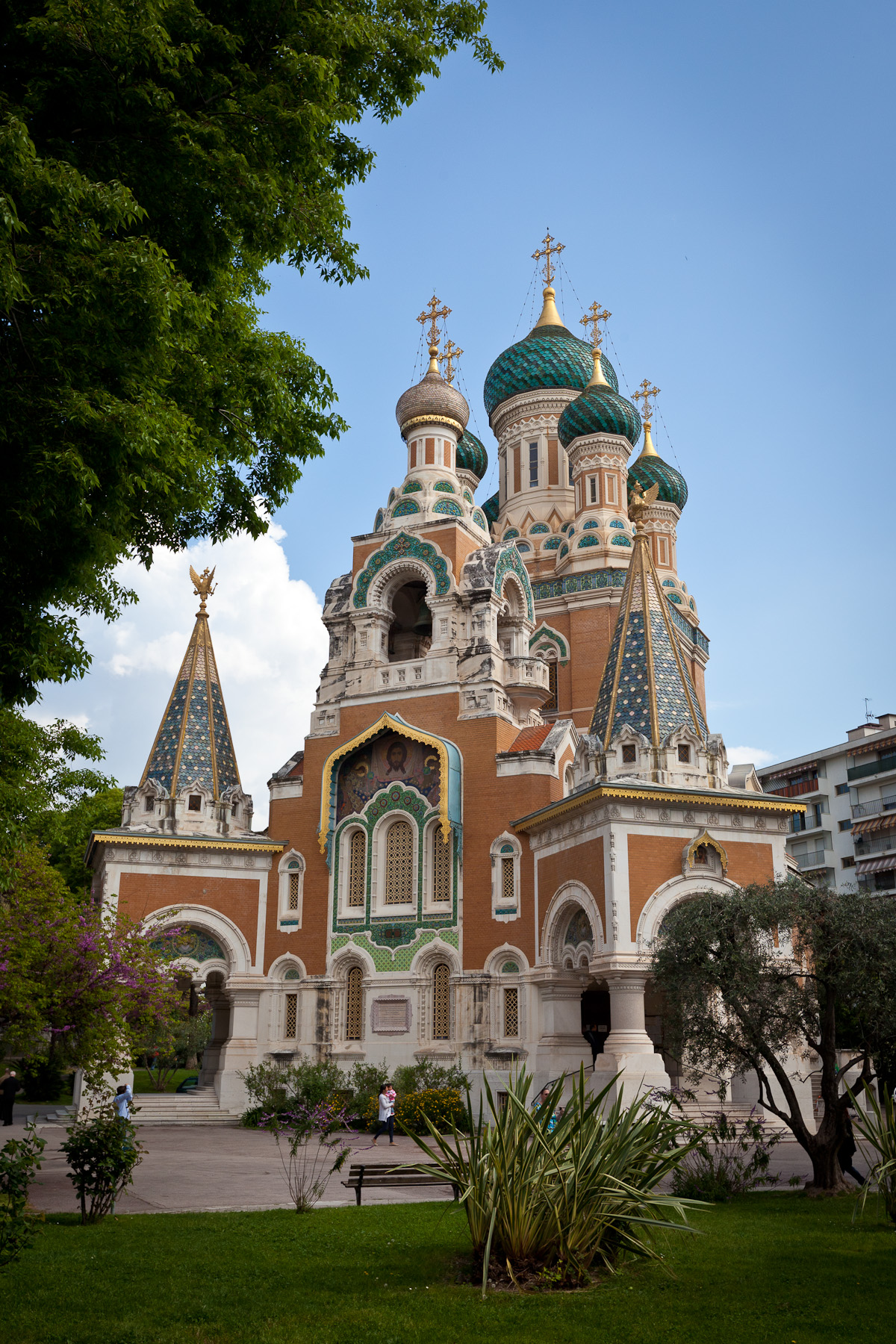
Catedral ortodoxa de San Nicolás en Niza

## Desarrollo

### Años 1825-1850

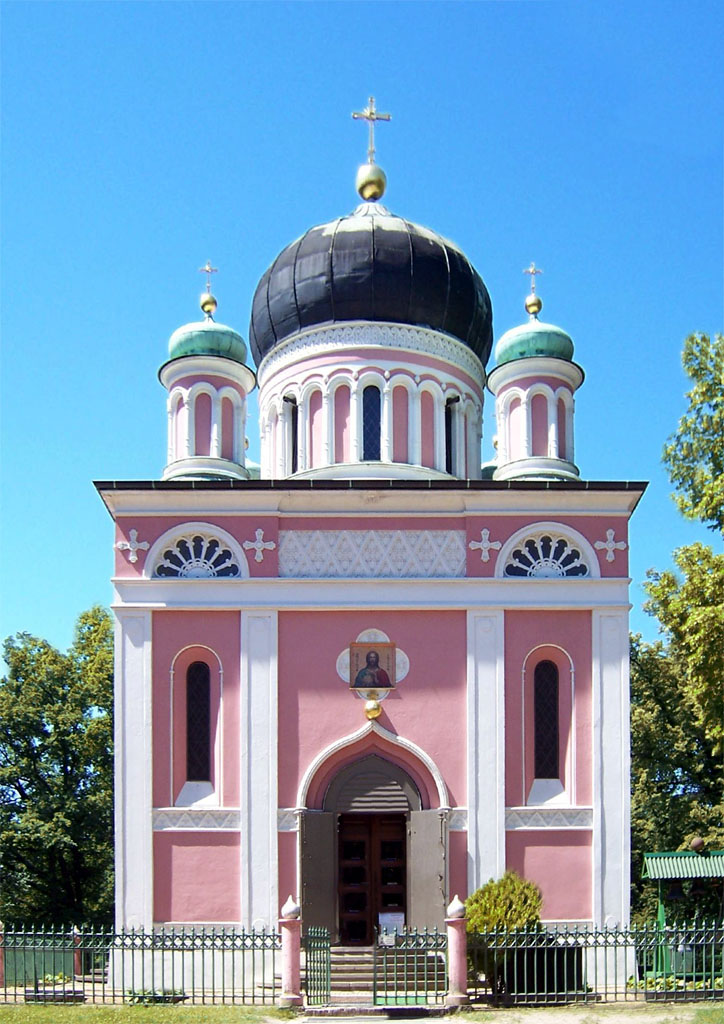
La realización más antigua del revival ruso, en 1826, la iglesia de Aleksandr Nevski en Potsdam.

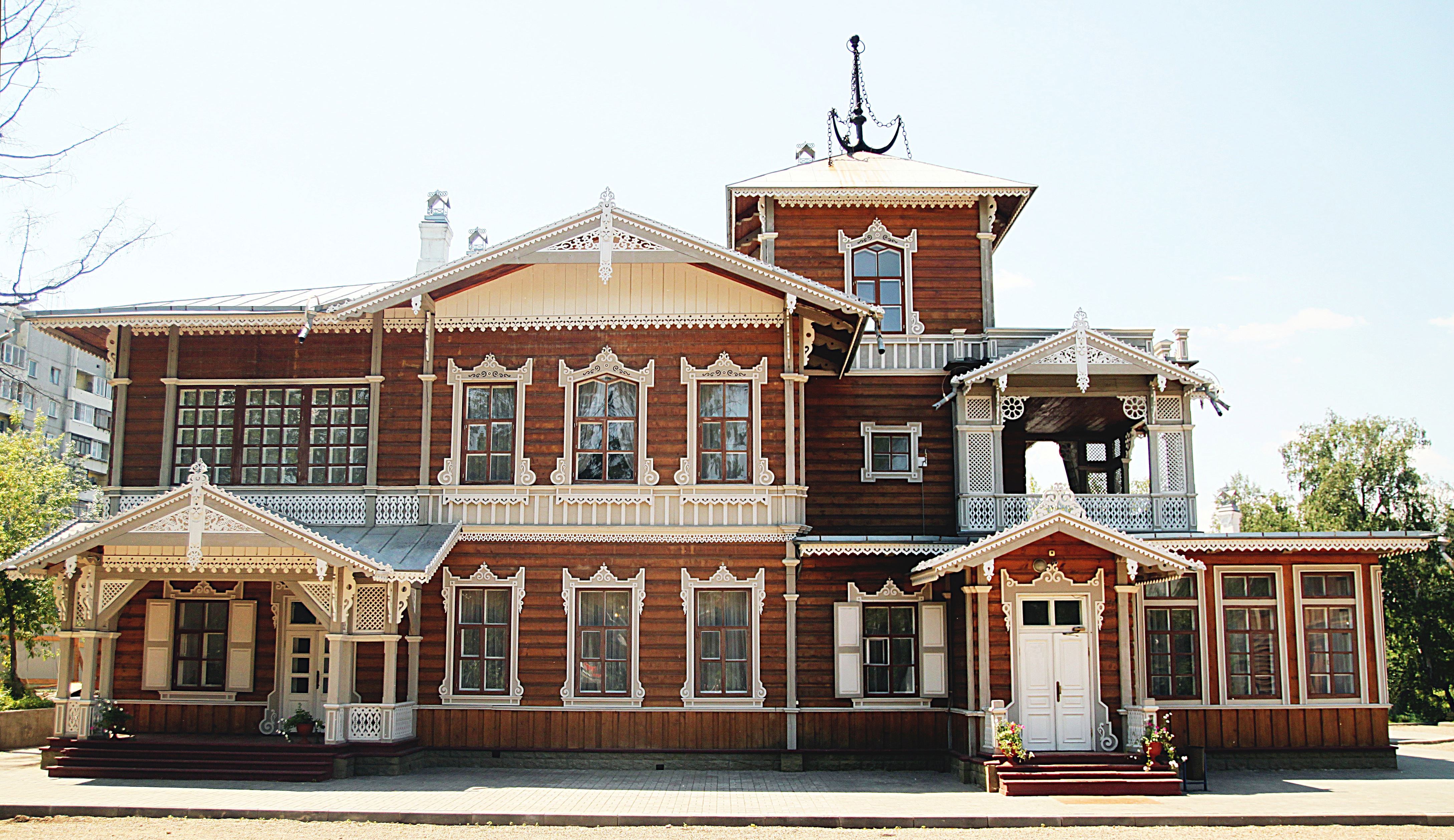
Galería de la finca de Vladímir Sukachov, Irkutsk.

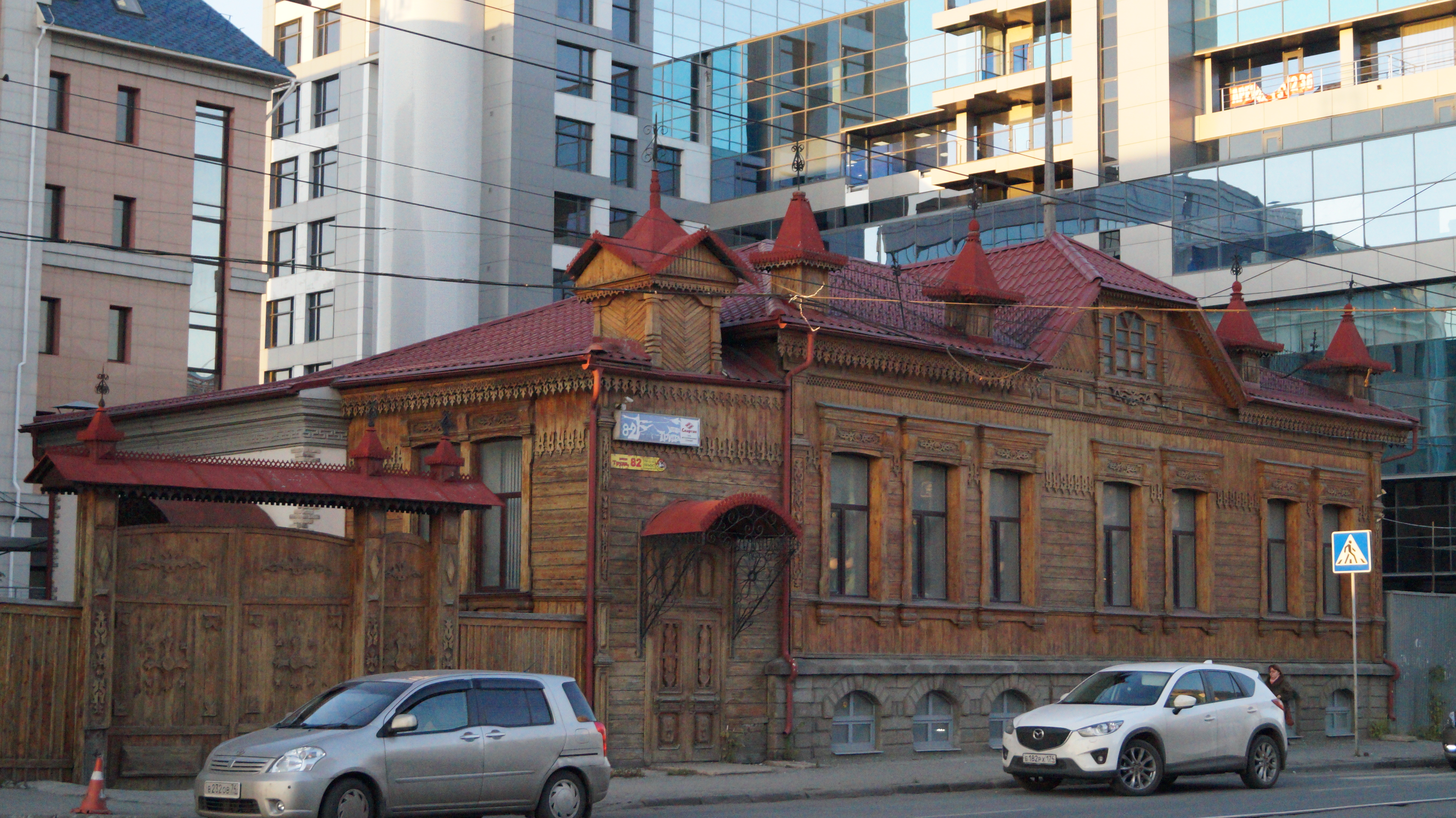
Casa de los Stepánov, Cheliábinsk.

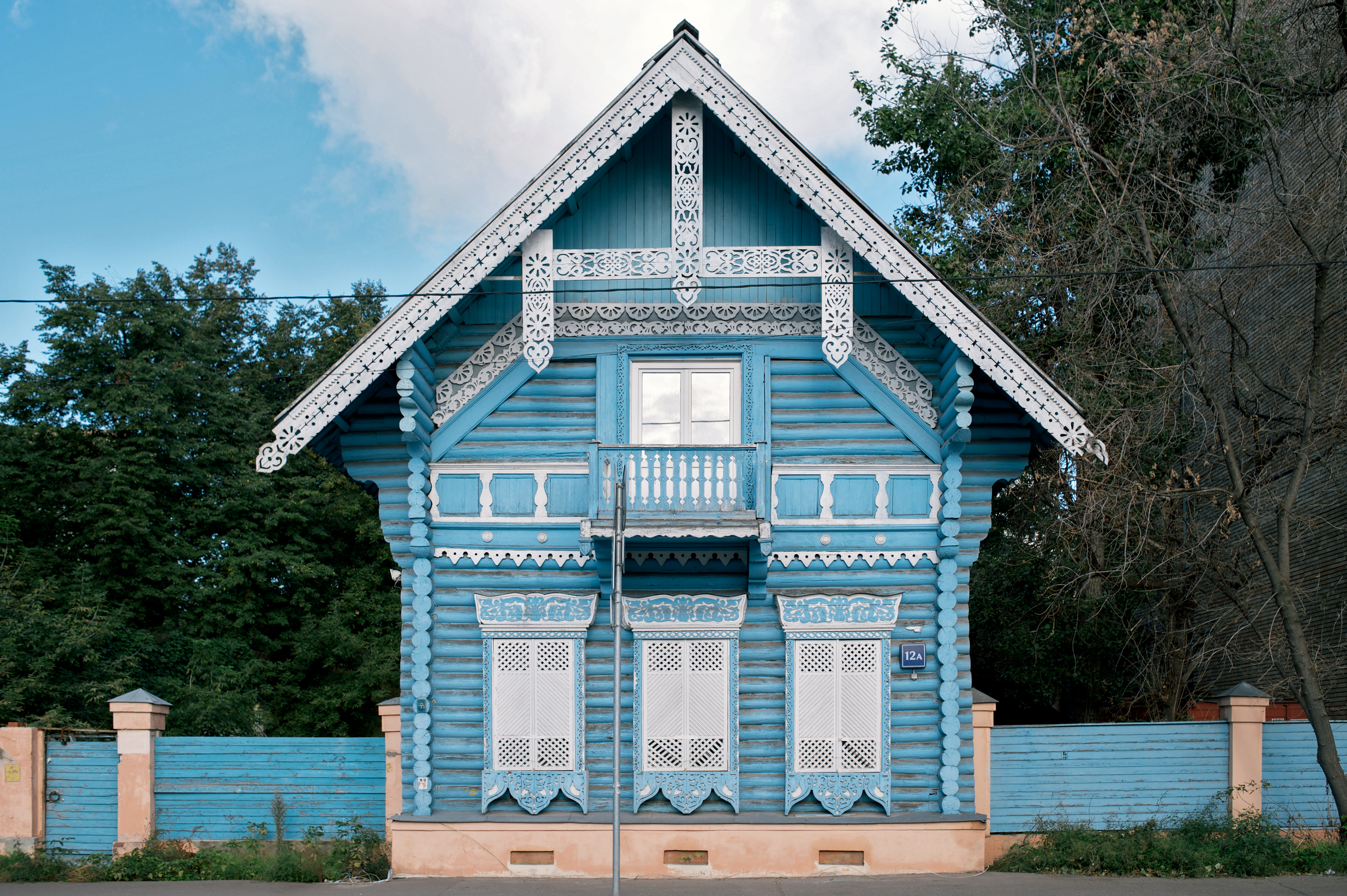
Pogódinskaya izbá (1856), Moscú.

El primer ejemplo existente de revival bizantino en la arquitectura rusa y el primer ejemplo jamás construido, se encuentra en Potsdam, Alemania, la iglesia memorial Aleksandr Nevski, una iglesia con cinco cúpulas diseñada por el neoclasicista Vasili Stásov (constructor de la neoclásica catedral de la Santa Trinidad de San Petersburgo, y padre del crítico Vladímir Stásov). El año siguiente, en 1827, Stásov completó una nueva iglesia de cinco cúpulas, más grande, en Kiev, la iglesia de los Diezmos.
Una de las primeras corrientes que se desarrolló en el estilo pseudorruso es la que apareció en la década de 1830 bajo el nombre de «estilo ruso-bizantino». La idea ruso-bizantina fue llevada adelante por Konstantín Thon con la firme aprobación del zar Nicolás I. El estilo de Thon encarnaba la idea de la continuidad entre Bizancio y Rusia, que encajaba perfectamente con la ideología de Nicolás I: Ortodoxia, Autocracia y Nacionalismo (véase Serguéi Uvárov). La arquitectura ruso-bizantina se caracterizó por mezclar los métodos de composición y los arcos abovedados de la arquitectura bizantina con los ornamentos exteriores rusos antiguos, y se realizaron vívidamente en los «proyectos modelo» de Thon. En 1838, Nicolás I señaló el libro de Thon de proyectos modelo como ejemplo a todos los arquitectos, siendo de aplicación entre 1841 y 1844.
Thon había levantado el Gran Palacio del Kremlin (1838-1850), la catedral de Cristo Salvador de Moscú (1839-1883) y el edificio de la Armería del Kremlin de Moscú (1844-1851), y también la iglesia de Suomenlinna y las catedrales de Sveaborg, de la Ascensión de Yeléts (1845-1889), de la Trinidad de Tomsk (1845-1900), de la Natividad de Krasnoyarsk (1845-1861), y de la Natividad de la Santísima Virgen María de Rostov del Don (1854-1860).
La aplicación oficial de la arquitectura bizantina era, de hecho, muy limitada: se aplicaba solo a la construcción de nuevas iglesias y, en menor medida, a los palacios reales. La construcción privada y pública procedía de forma independiente. Los edificios públicos de Thon, como la pseudorrenacentista Estación terminal Nikoláievski de San Petersburgo, carecen de características bizantinas. Una mirada más cercana a las iglesias construidas en el reinado de Nicolás revela la creación de muchos edificios neoclásicos de primer orden, como la catedral de Yelójovo en Moscú (1837-1845), obra de Yevgraf Tyurin. El arte bizantino no fue oficial en absoluto en el reinado de Nicolás; es escaso hoy día, ya que las iglesias bizantinas, declaradas «sin valor» por los bolcheviques, fueron las primeras en ser demolidas en la era soviética.

Obras neorrusas de Konstantín Thon
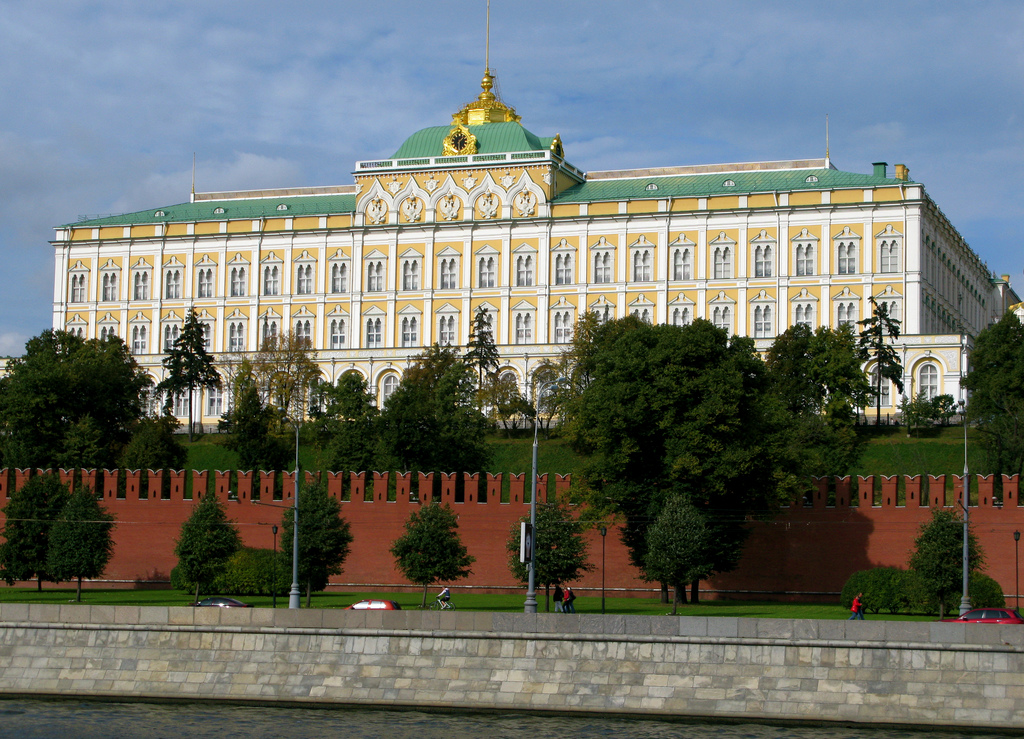
Gran Palacio del Kremlin (1838-1850)
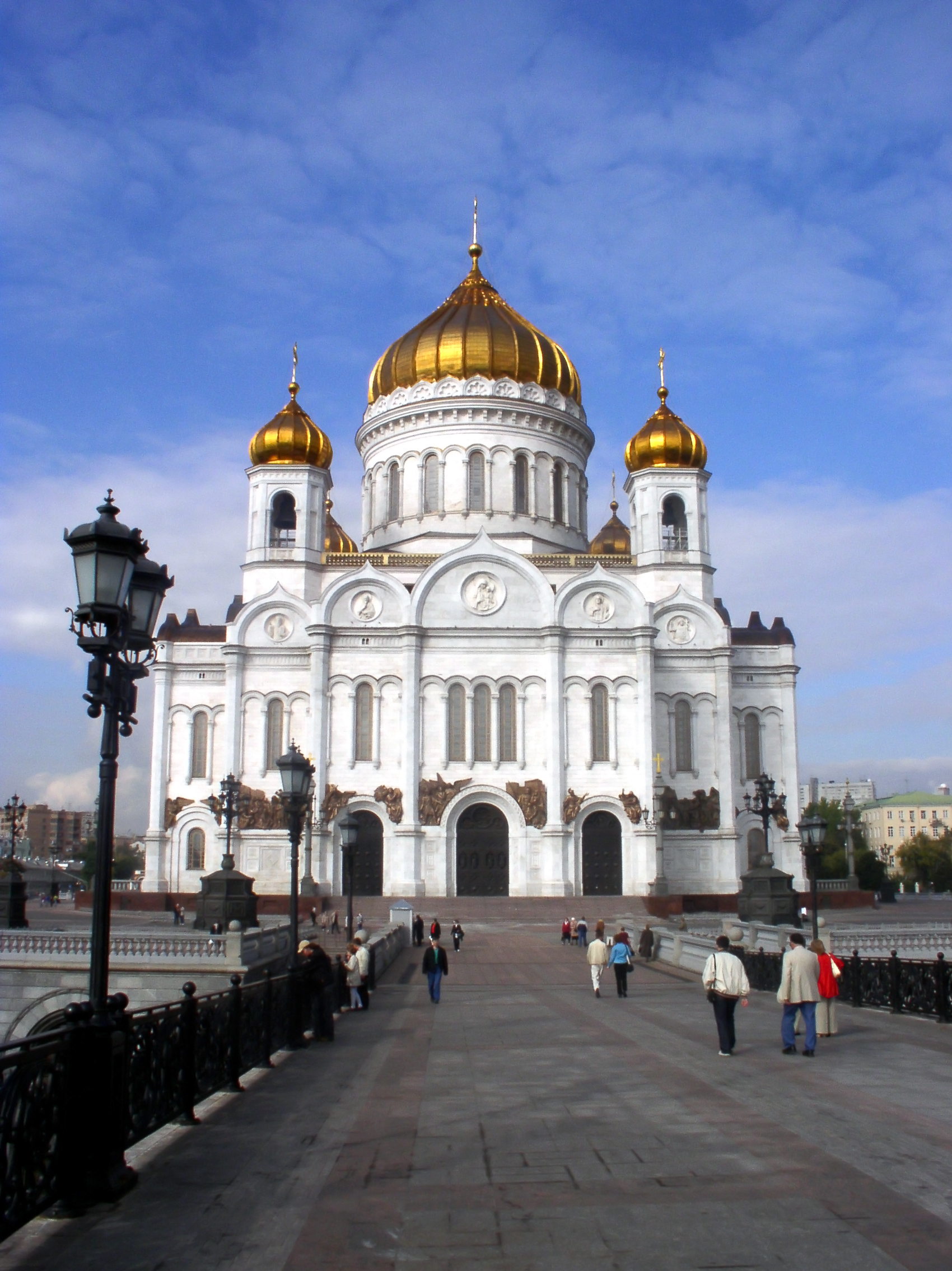
Catedral de Cristo Salvador de Moscú (1839-1883)
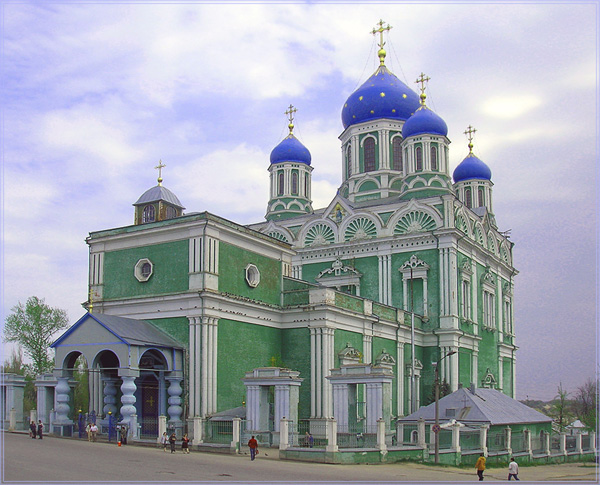
Catedral de la Ascensión Yeléts (1845-1889)
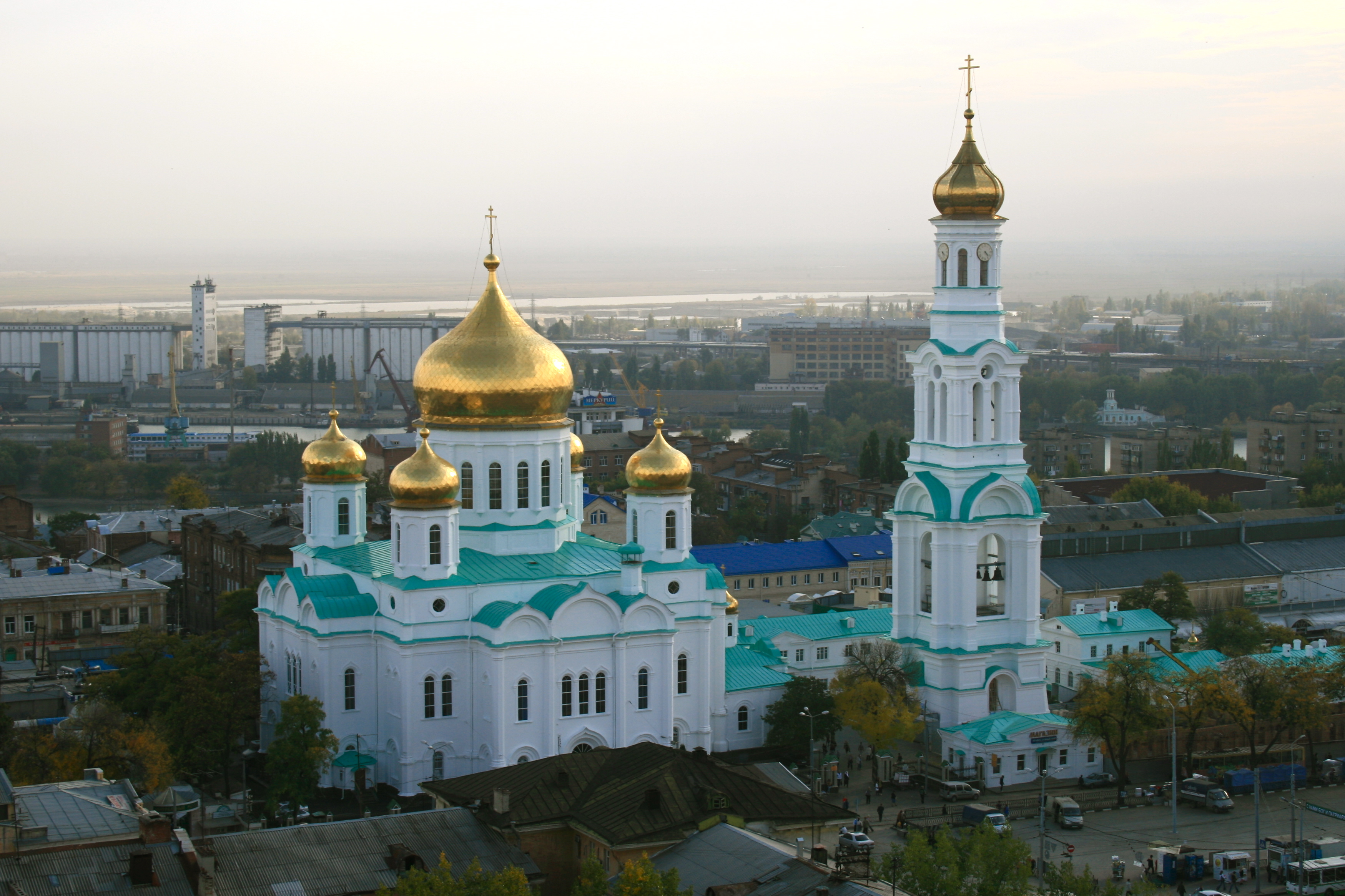
Catedral de la Natividad de la Santísima Virgen María (Rostov del Don), una iglesia-modelo (1854-1860)

En cuanto al «estilo pseudorruso», se desarrolló bajo la influencia del romanticismo y de la eslavofilia, y es característico de los edificios que utilizaban interpretaciones de motivos procedentes de la arquitectura antigua. Los ejemplos son numerosos entre las construcciones debidas a Alekséi Gornostáiev. Otro ejemplo de esta tendencia es el de la «Pogódinskaya izbá» (la izbá de Pogodin) que el arquitecto Nikolái Nikitin diseñó para el coleccionista Mijaíl Pogodin.

### Años 1850
Otra dirección tomada por el estilo neorruso fue una reacción contra el arte oficial de Thon, influenciado por el romanticismo, el eslavófilos y estudios detallados de la arquitectura vernácula. El precursor de esta tendencia en el diseño de la iglesia fue Alekséi Gornostáiev (en sus últimos años, 1848-1862), notable por reinventar el techo carpado del norte de Rusia, aumentado con una estructura abovedada románica y renacentista. Un temprano ejemplo existente en la arquitectura civil es la izbá de madera de Pogodin en Dévichye Pole, Moscú, de Nikolái Nikitin (1856).

### Después de 1861

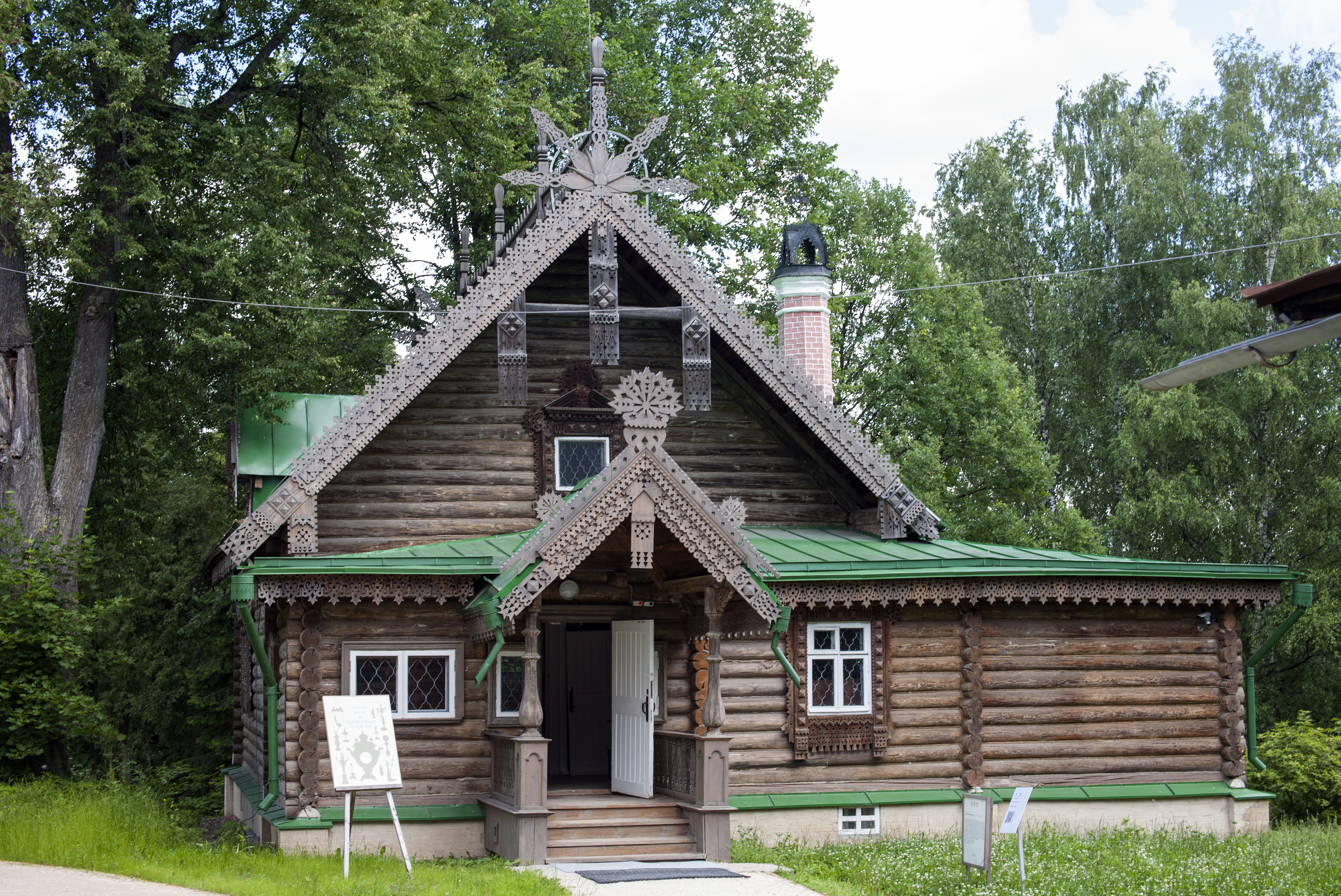
Colonia de Abrámtsevo

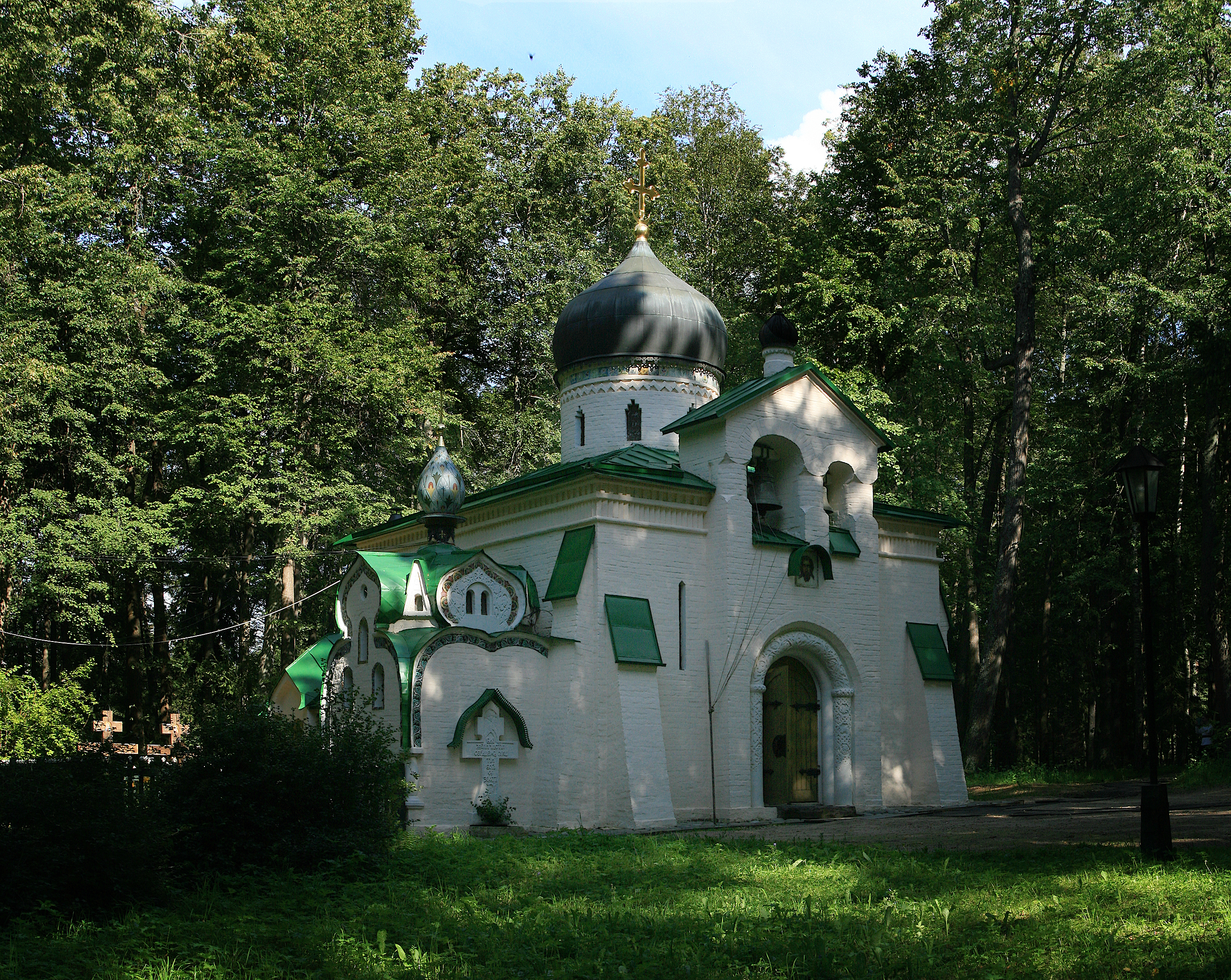
Iglesia en Abrámtsevo (1881-1882), diseñada por Vasili Polénov y Víktor Vasnetsov.

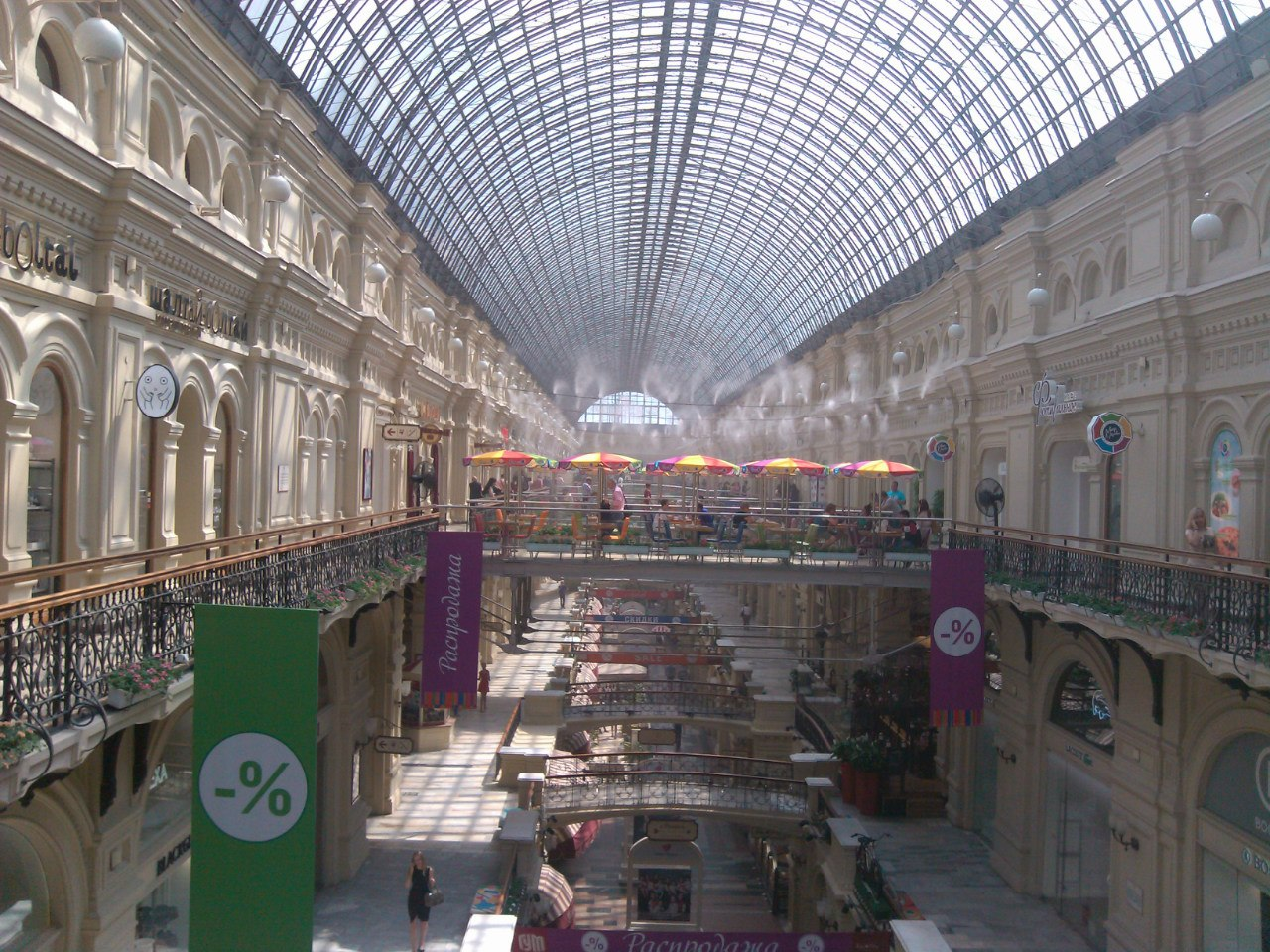
Interior del edificio de tiendas de la actual GUM

La reforma de emancipación de 1861 y las posteriores reformas de Alejandro II empujaron a la élite liberal a explorar las raíces de la cultura nacional. A principios de la década de 1870, las ideas populistas rusas de los Naródnikis despertaron un creciente interés en los círculos artísticos por la cultura popular, la arquitectura campesina y la arquitectura rusa de los siglos XVI y XVII. El primer resultado de estos estudios en arquitectura fue el nacimiento del "folk" o estilo pseudorruso, ejemplificado por las obras de Ivan Ropet de los años 1870 («Terem» en Abrámtsevo, cerca de Moscú, 1873) y de Víktor Hartmann (imprenta de Mámontov en Moscú, 1872). Estos artistas, idealizaban la vida campesina y crearon su propia visión de la arquitectura vernácula. Otro factor fue el rechazo de los eclécticos occidentales que dominaron la construcción civil de los años 1850-1860, una reacción contra el «Occidente decadente», promovido por el influyente crítico de arte Vladimir Stásov y que se propagó en la arquitectura en madera de pabellones y de pequeñas casas de pueblo, y luego a los edificios monumentales en piedra.
Ivan Zabelin, un teórico del movimiento, declaró que «El Khoromy ruso, desarrollado naturalmente a partir de las cabañas de madera campesinas, conserva el espíritu de hermoso desorden... la belleza de un edificio no está en sus proporciones, sino por el contrario, en la diferencia e independencia de sus partes». Como resultado, ropetovschina, como enemigos de Ropet, marcó su estilo, concentrado en el acaparamiento juntos de brillantes, pero sin relacionar piezas de arquitectura vernácula, notablemente altos techos, techos barril y tracería de madera. La madera era el material preferido, ya que muchas fantasías no se podían construir físicamente en mampostería. Esto fue bueno y malo para ropetovschina: malo, porque las edificaciones de madera, especialmente aquellas de forma no convencional, no eran escalables y tenían una vida muy corta y muy pocas sobreviven hasta la fecha; y bueno, porque la velocidad de construcción y el aspecto poco ortodoxo fueron la combinación perfecta para erigir pabellones de exposiciones, stands de coronación y proyectos similares de corta vida. La tendencia continuó en el siglo XX (Fyodor Schechtel) y años 1920 (Ilya Golosov).

Ejemplos en pabellones
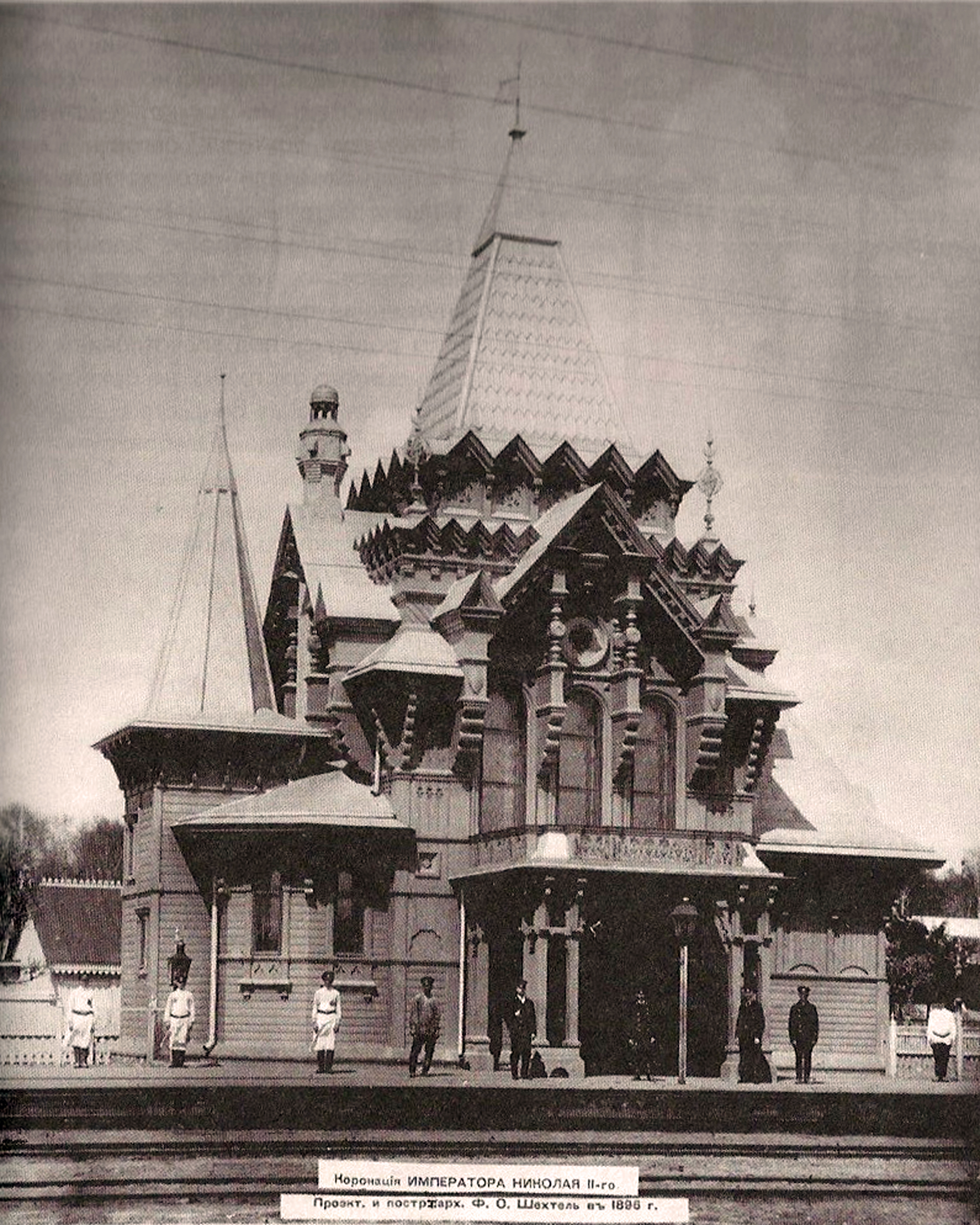
Pabellón real en la estación de Odintsovo (arq. Fedor Shekhtel, 1896)
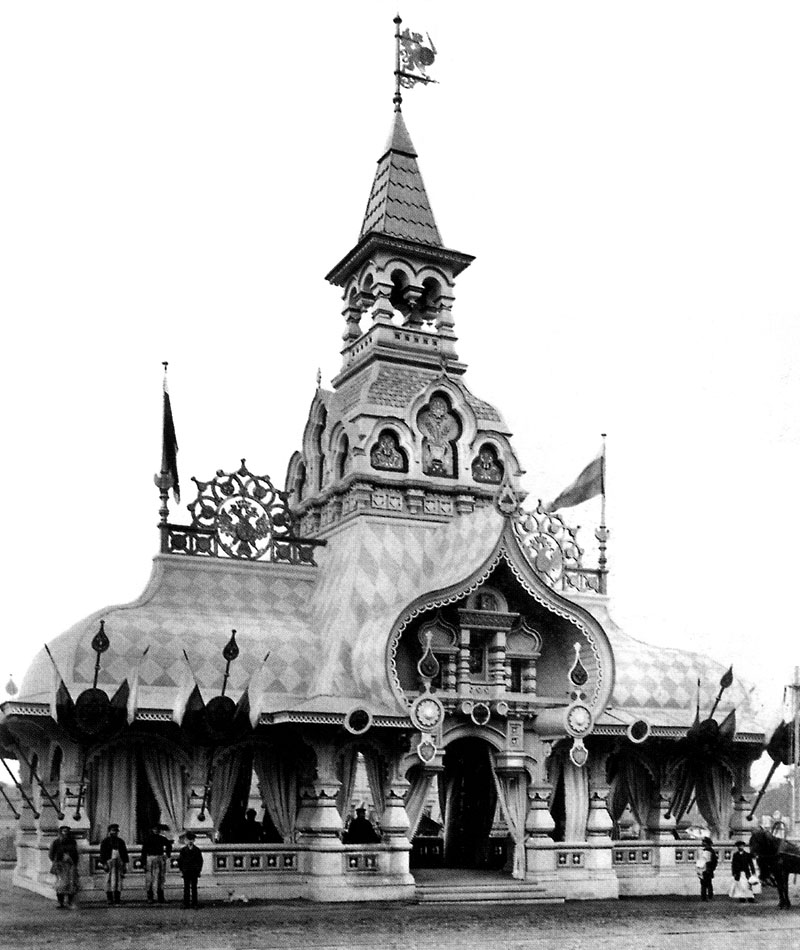
Pabellón en la plaza Triumfalnaya
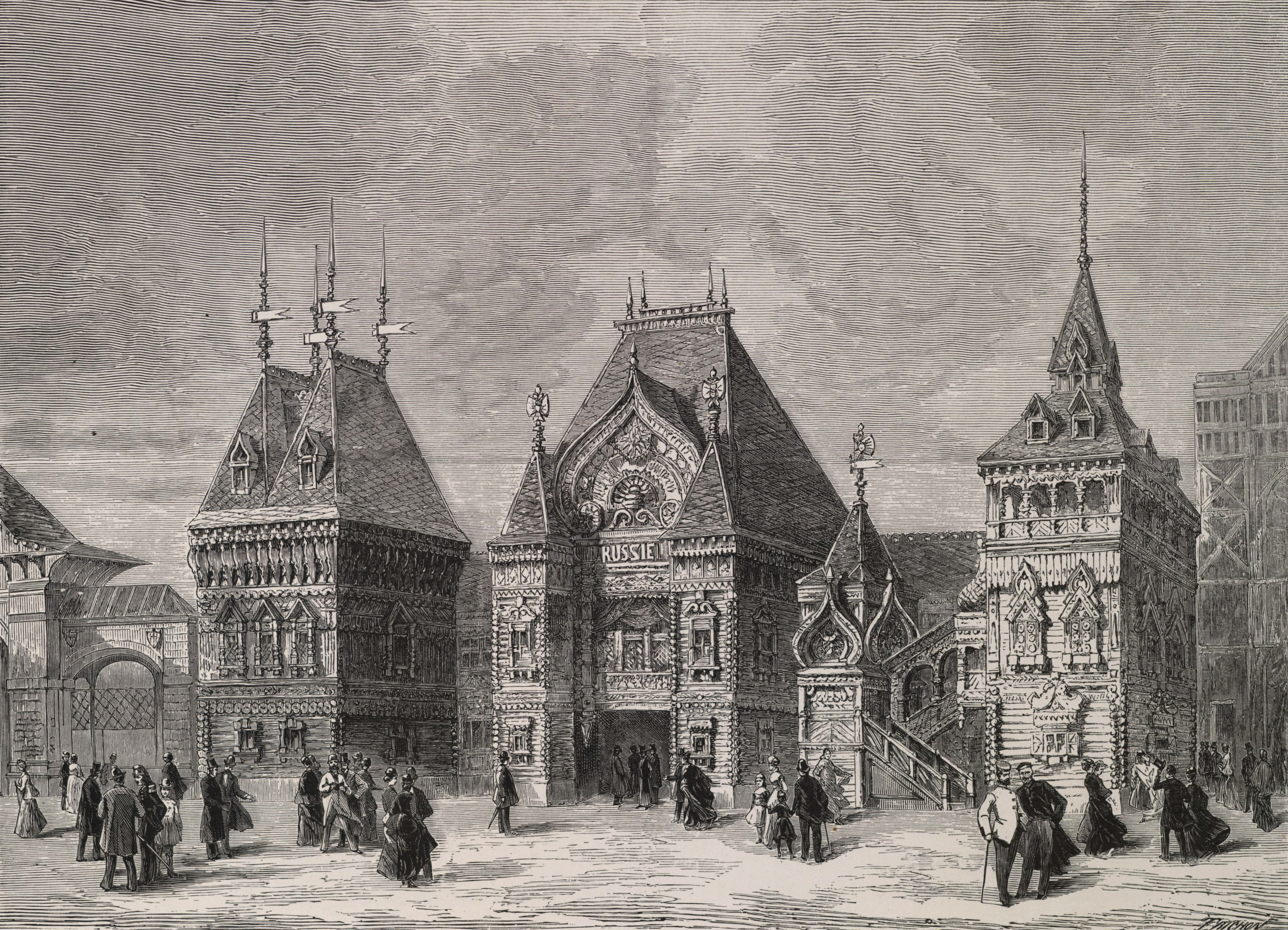
Pabellón ruso en la Exposición Universal de París (1878)
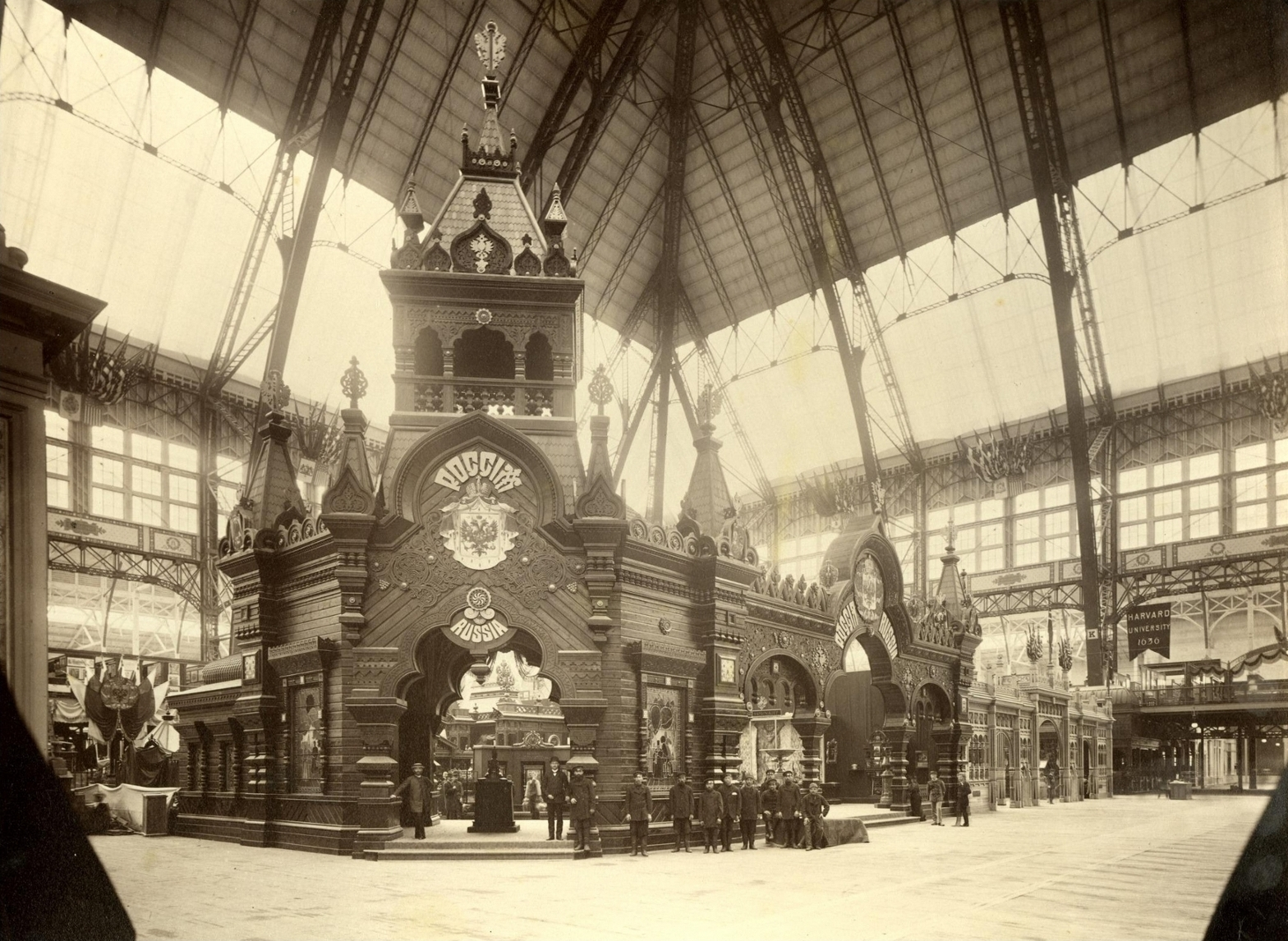
Pabellón ruso en la Exposición Mundial Colombina de Chicago (1893)
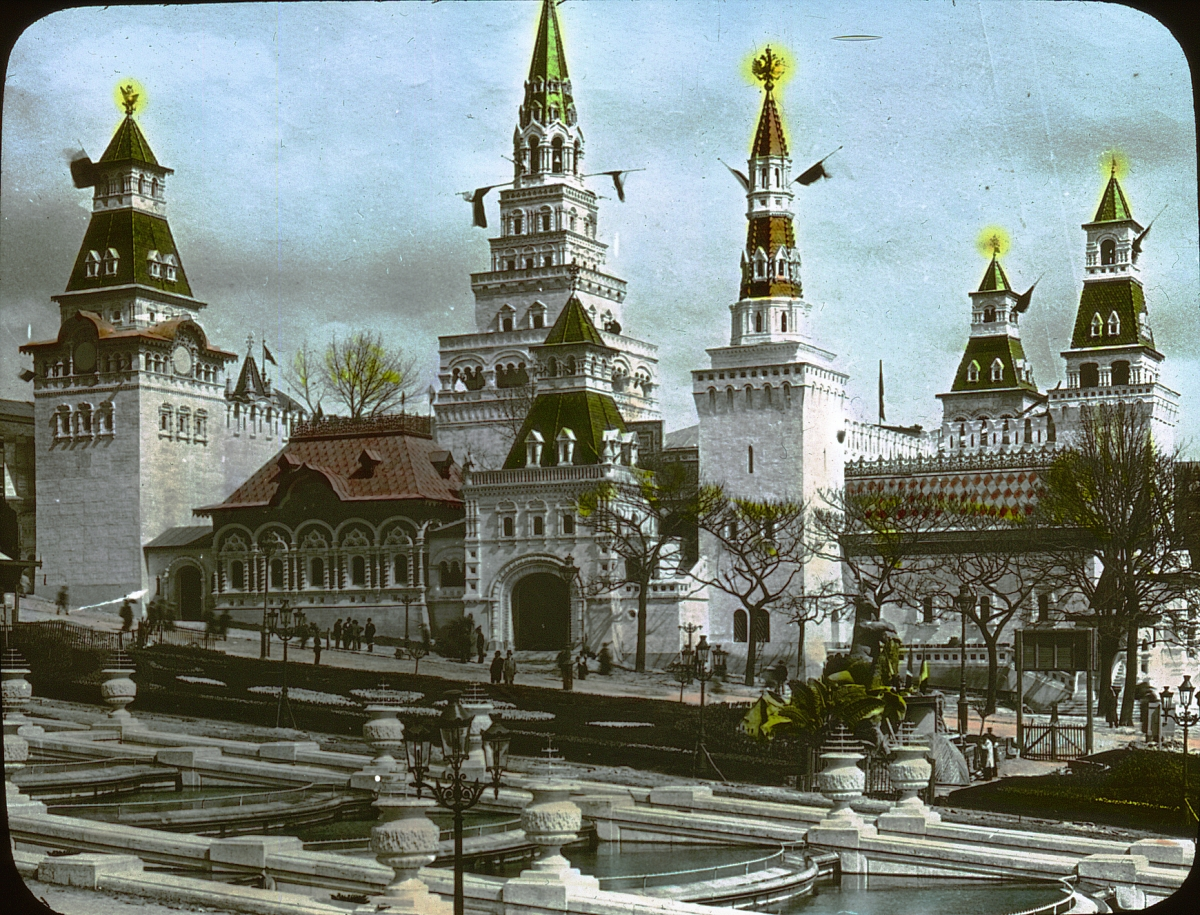
Pabellón ruso en la Exposición Universal de París (1900)

A principios de la década de 1880, el estilo de Ivan Ropet había reemplazado al estilo pseudorruso oficial al recopiar casi literalmente los motivos de la arquitectura rusa del siglo XVII. Y durante un corto periodo casi tuvo éxito en convertirse en el nuevo arte oficial. Estos edificios que fueron construidos, por regla general, a partir del ladrillo o de la piedra blanca, con la aplicación de la moderna tecnología de la construcción, comenzaron a ser abundantemente decorados en las tradiciones de la arquitectura popular rusa. Las columnas de esta arquitectura son abombadas o barrigonas, los techos bajos están cubiertos con bóvedas arqueadas, las troneras de las ventanas son angostas, los techos carpados,los frescos decoran las paredes de adornos florales, las tejas de cerámica y la forja masiva se usan abundantemente, tanto en el exterior como en la decoración internior. Es en este género que fueron construidos: las plantas de las galerías comerciales del edificio actual de la GUM (1890-1893) por el arquitecto Alexander Pomerantsev; el edificio del Museo Estatal de Historia (1875-1881), del arquitecto Vladimir Sherwood) que completó el conjunto de la Plaza Roja en Moscú; y el Savvinskoïe Podvore, una hostelería del arquitecto Ivan Kouznetsov (1907).

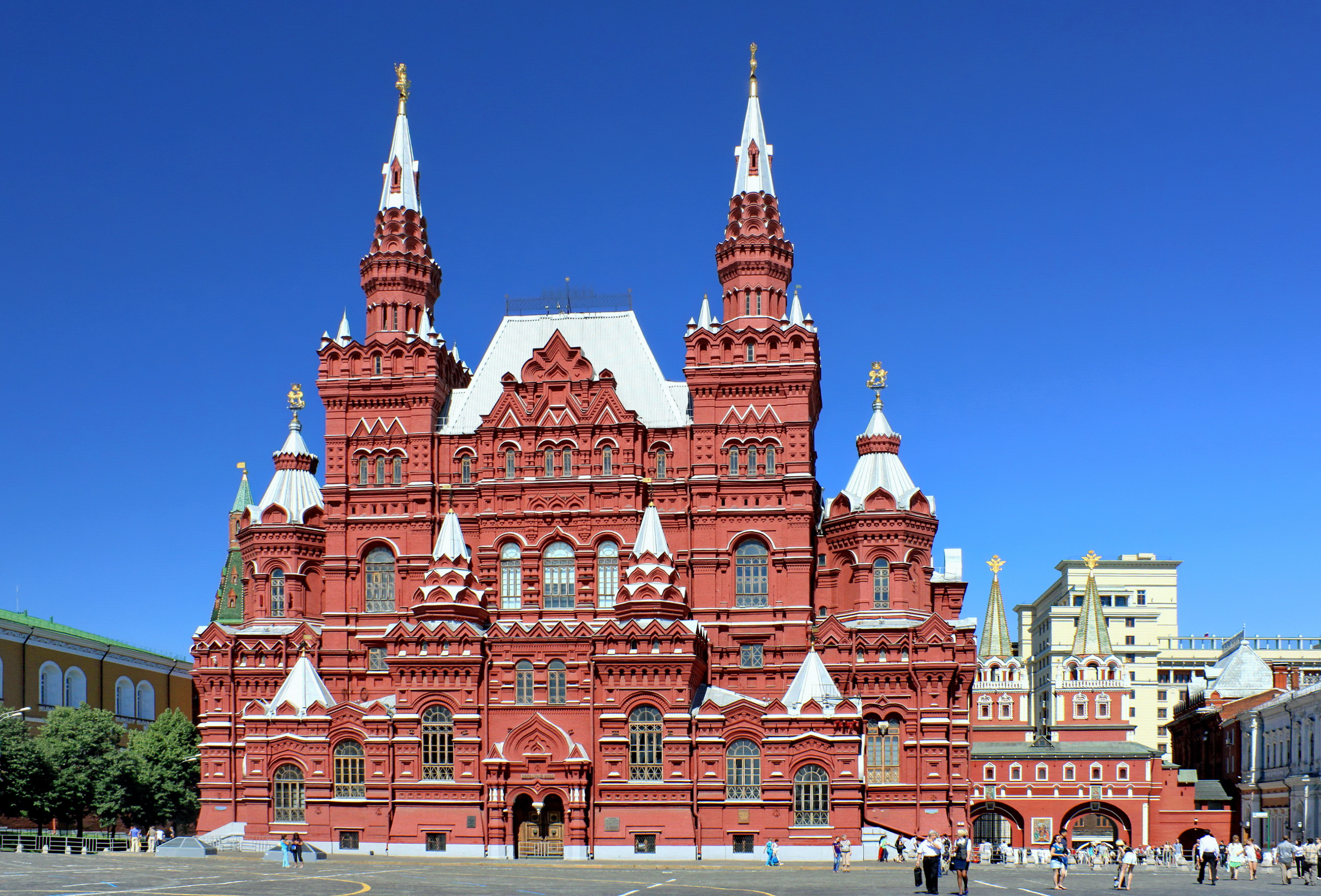
Museo Estatal de Historia, plaza Roja, Moscú (1875-1881).
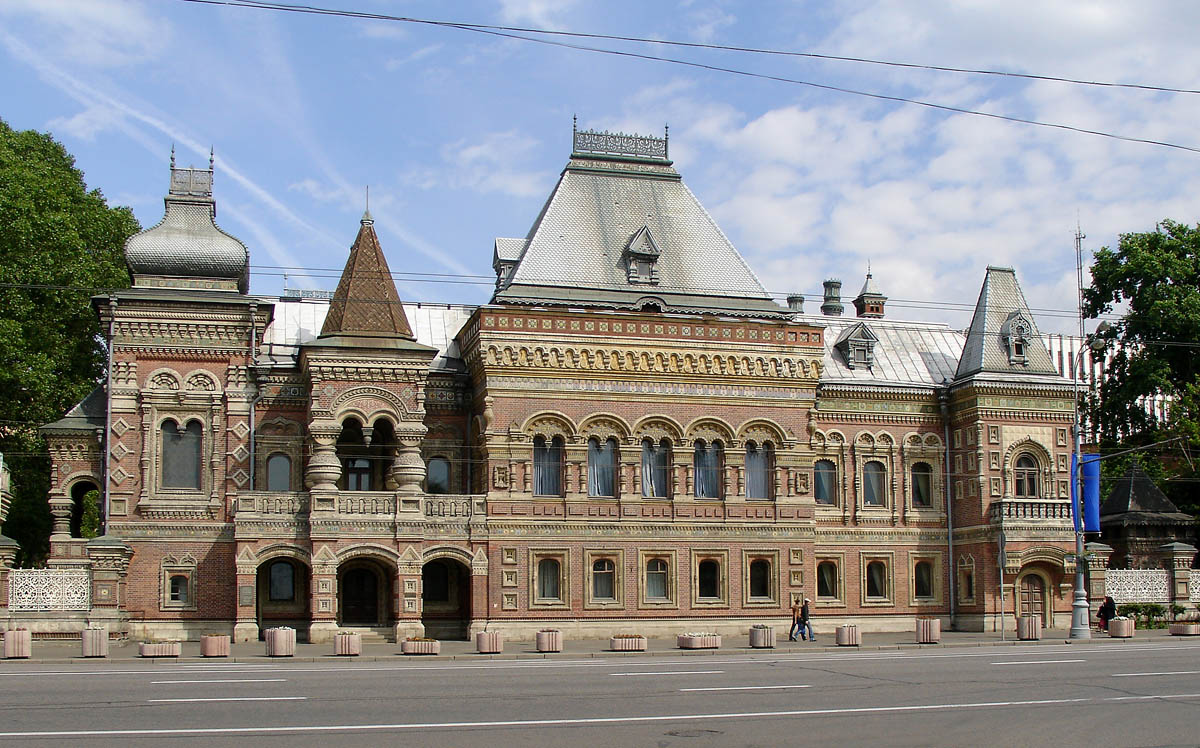
Casa del comerciante Igoumnov (1888-1895) (actualmente residencia del embajador francés en Moscú)
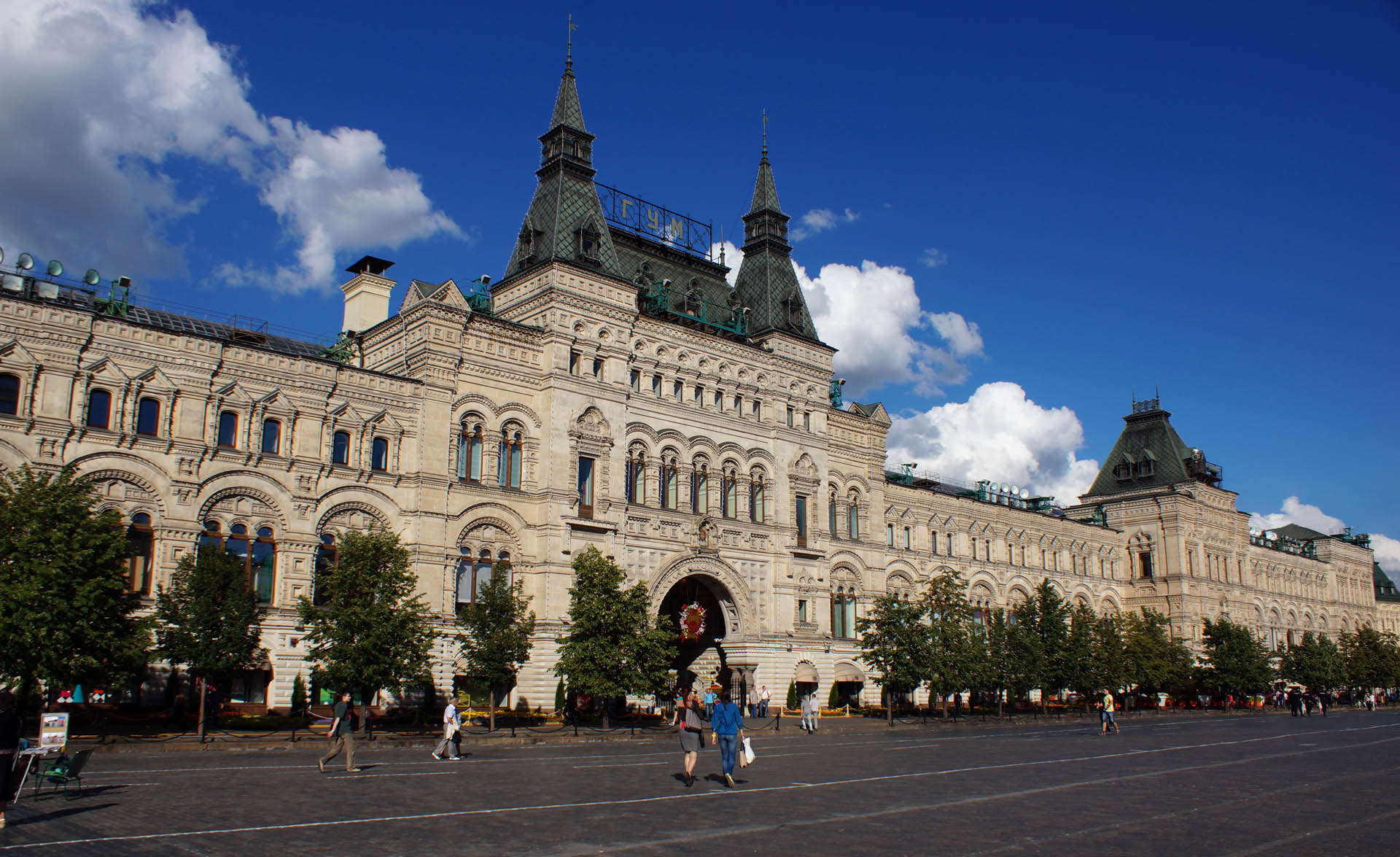
GUM (1890-1893), edificio de tiendas en Moscú del arquitecto Alexander Pomerantsev.
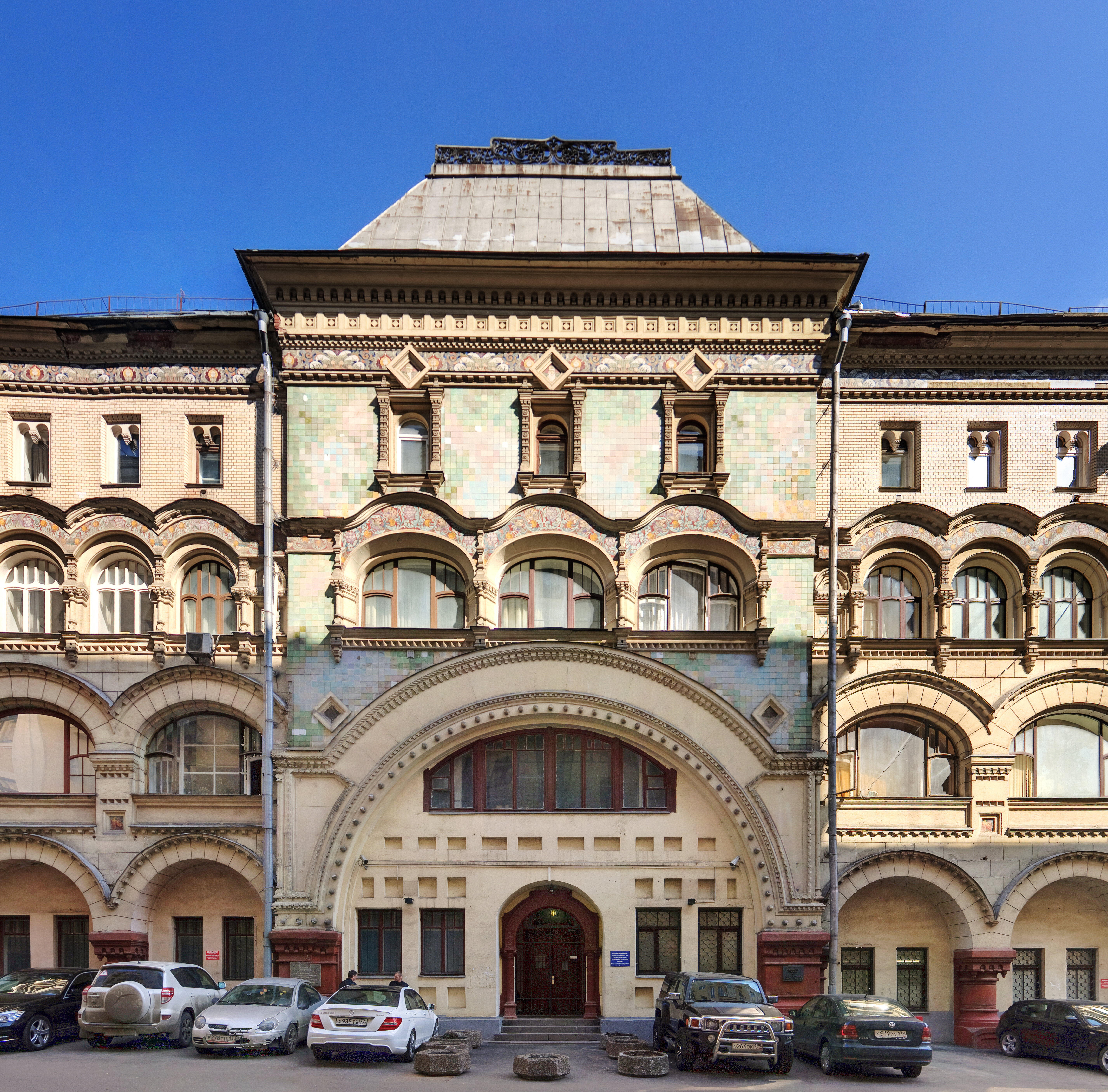
Savvinskoïe Podvore, hostelería de Ivan Kouznetsov (1907).

Edificios religiosos de finales de lXIX
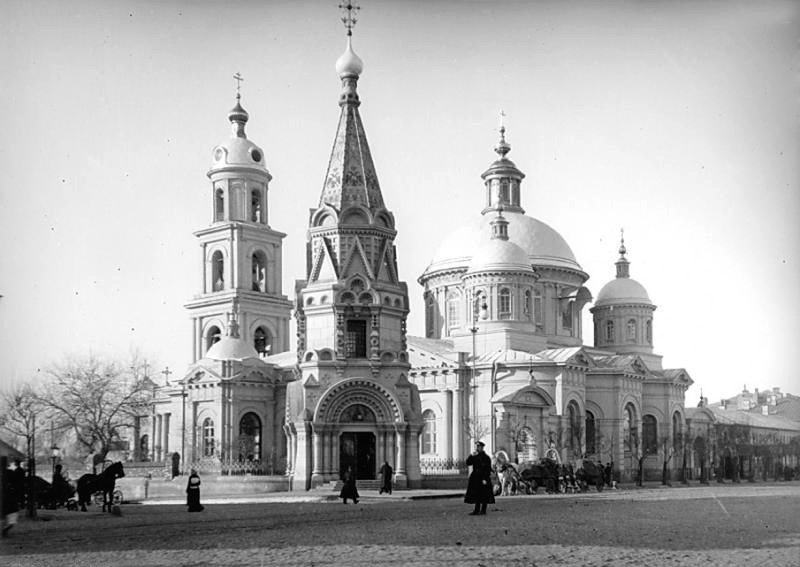
Iglesia de San Basilio de Caeasarea, Moscú (1816-1884; demolida en 1935).
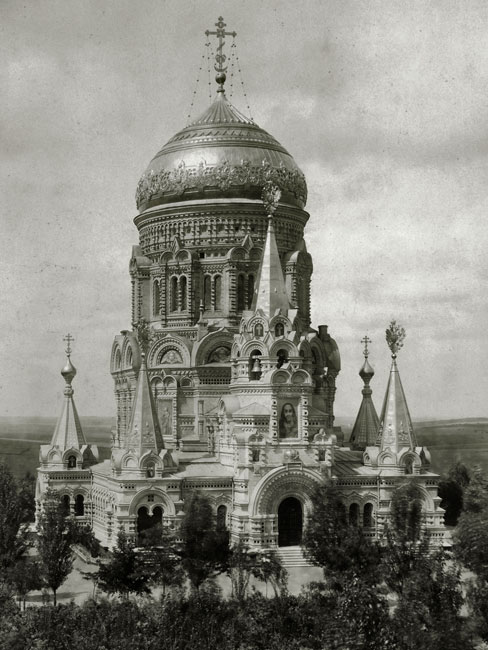
Catedral de Cristo el Salvador en Borky (Ucrania)
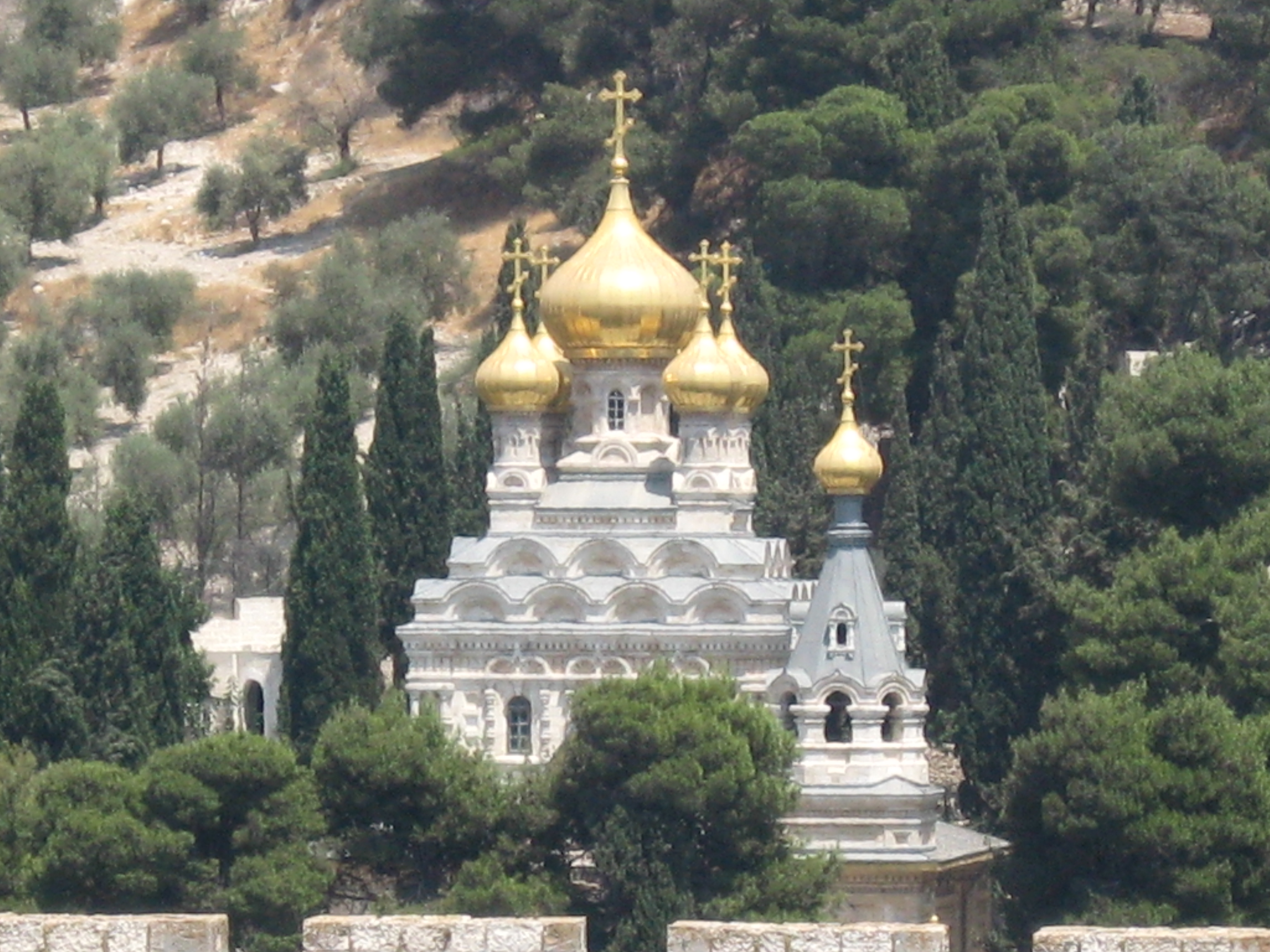
Iglesia de María Magdalena, Jerusalén (arq. David Grimm, 1888).
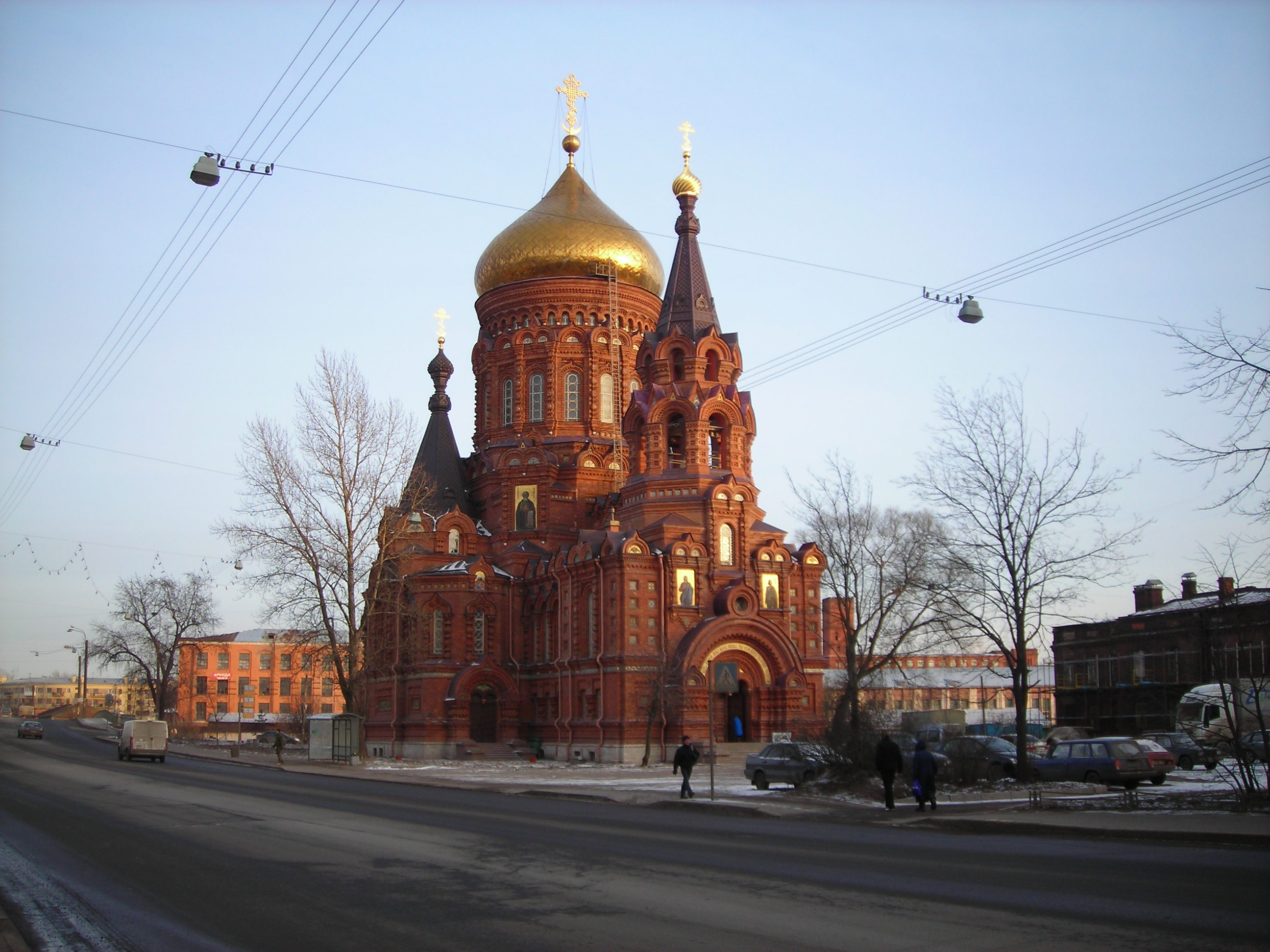
Iglesia de la Epifanía (San Petersburgo) (arq. Vasili Kosiakov, 1888).
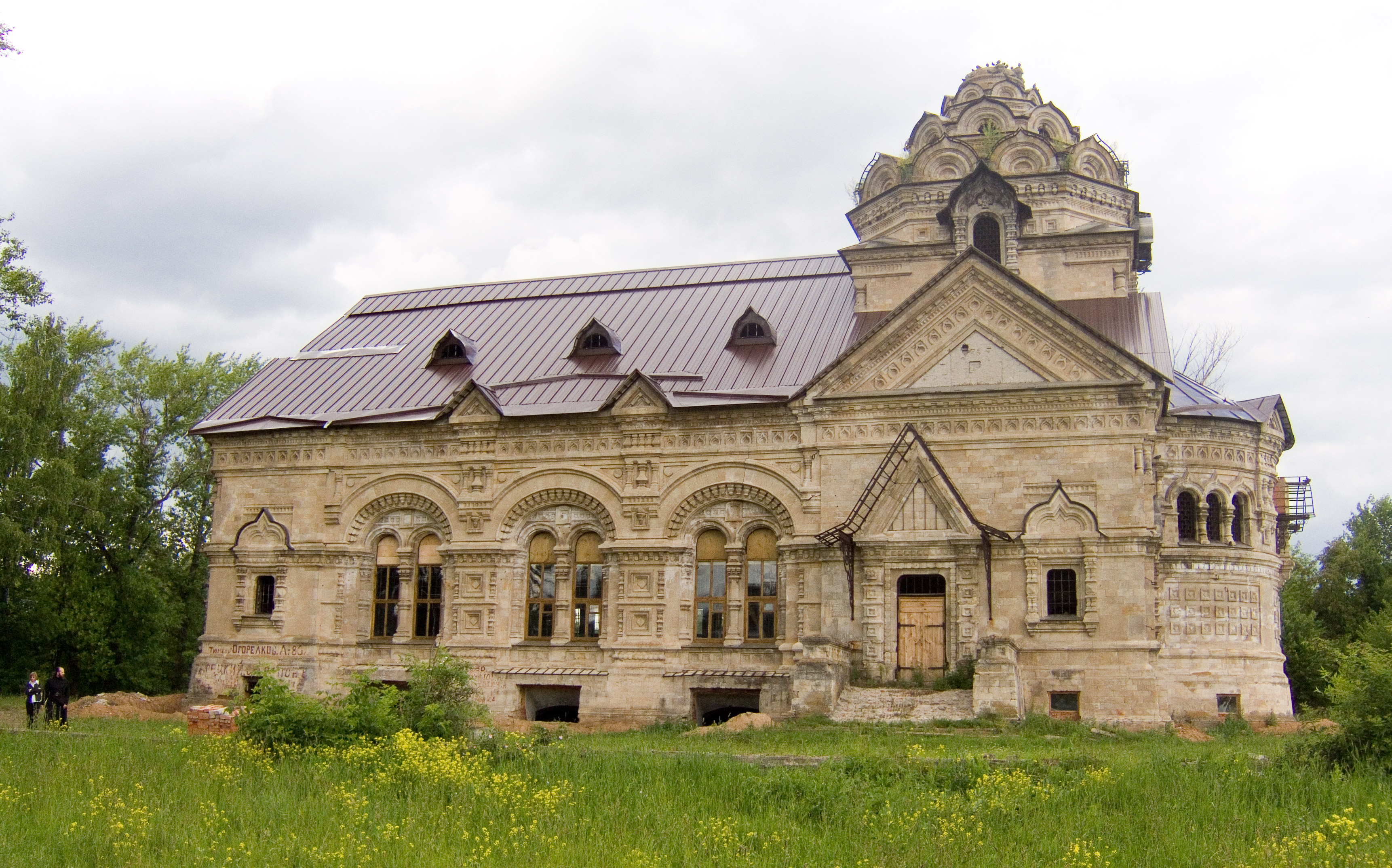
Templo de Demetriuo de Tesalonika, en Beryozovka, óblast de Lípetsk (Alexander Pomerantsev, 1891).
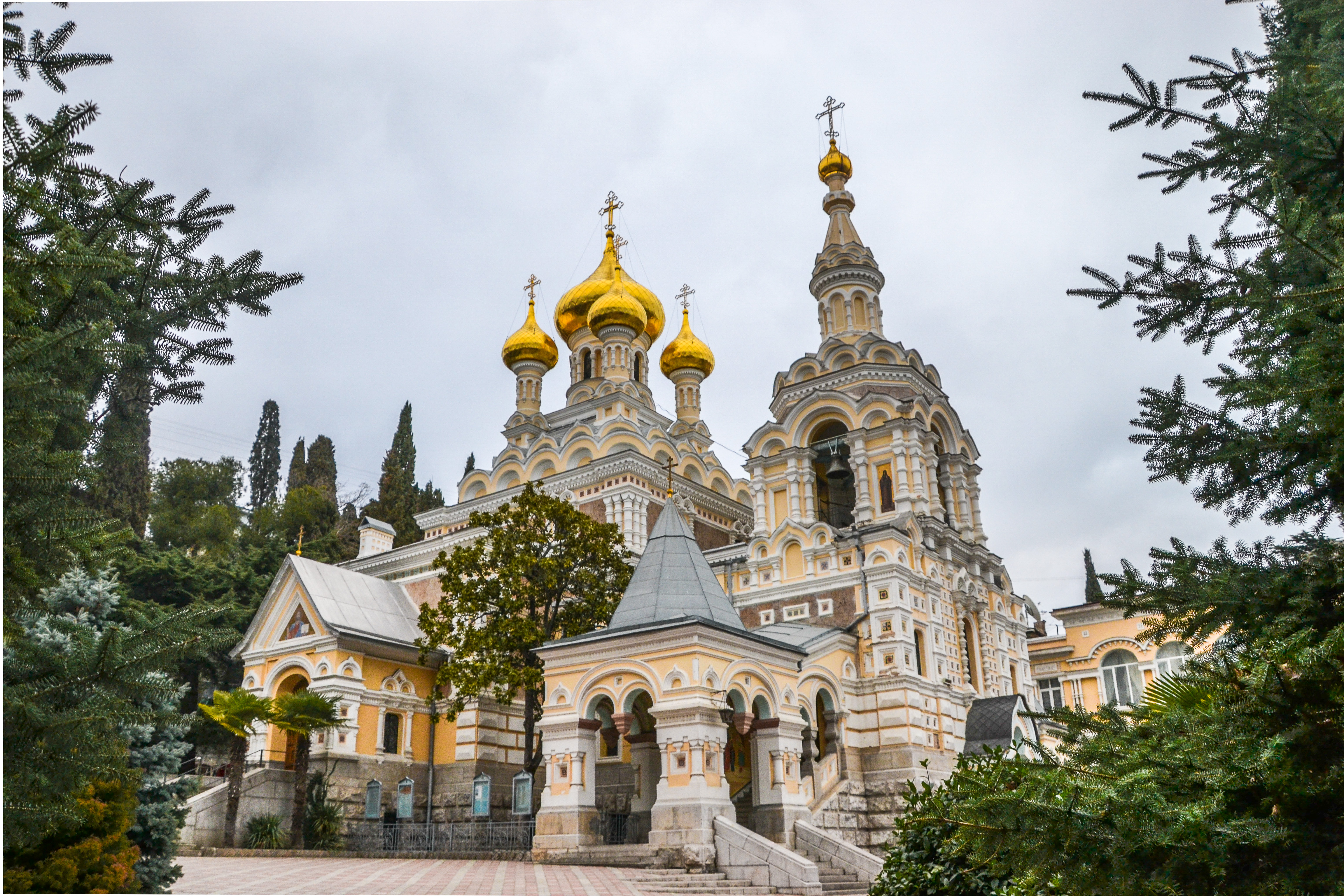
Catedral de Alexander Nevsky (Yalta) (arq. Nikolay Krasnov, 1891-1902).
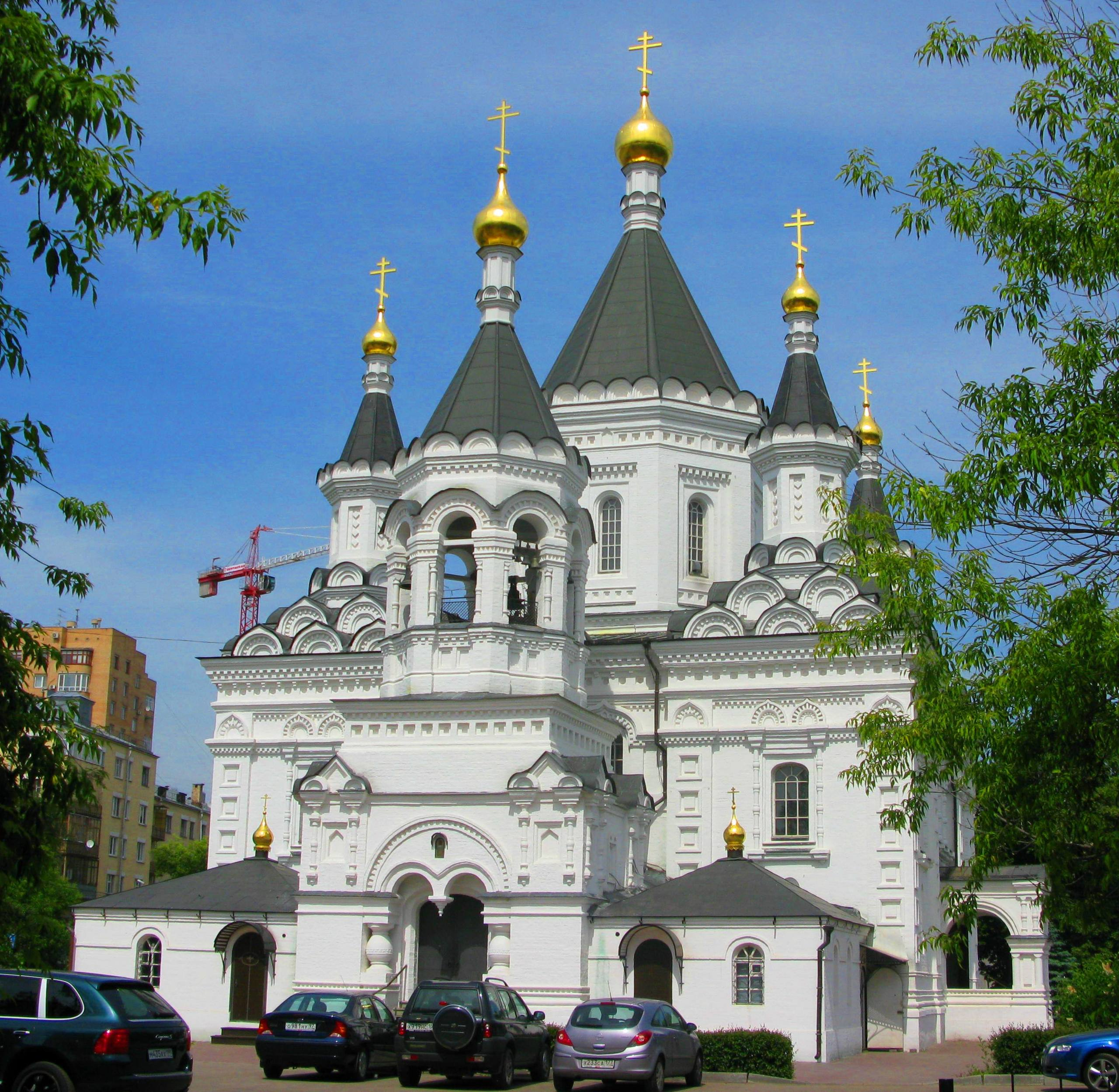
Iglesia del Arcángel Miguel de Moscú (arq. Mikhail Nikiforov, 1894-1897).
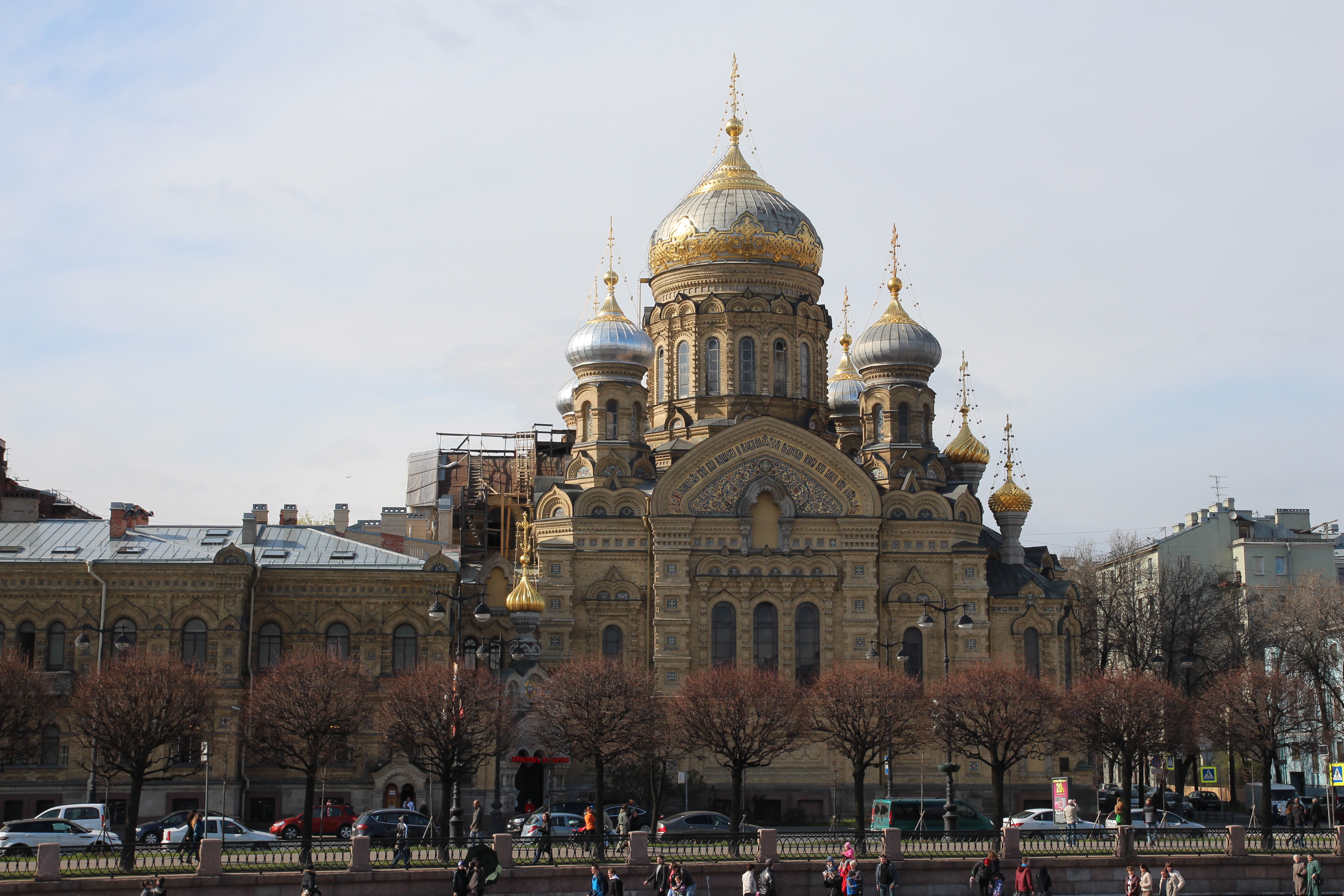
Iglesia de la Asunción, San Petersburgo (arq. Vasili Kosiakov, 1894-1900).
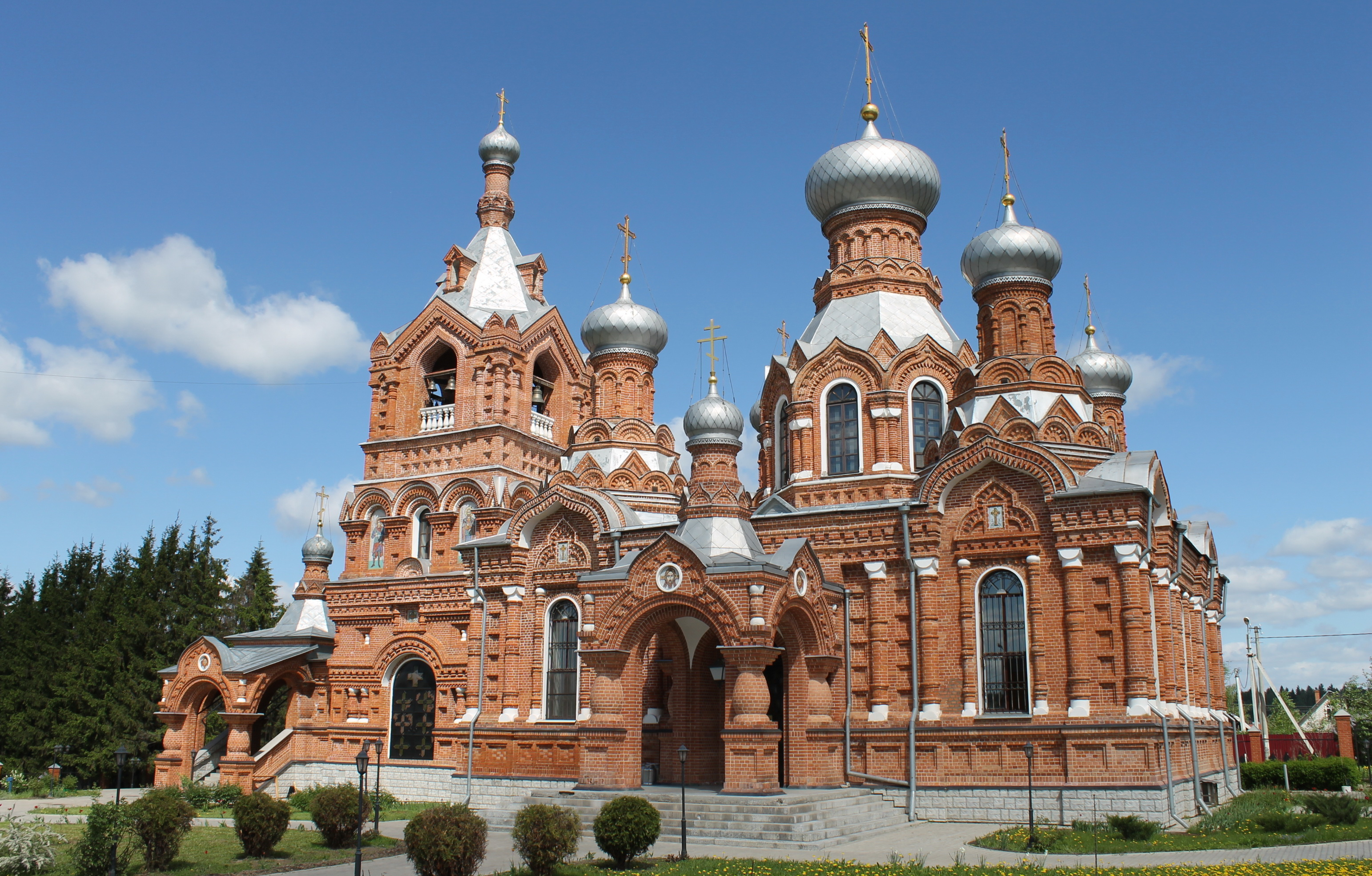
Iglesia de la Santa Cruz en Darna (arq. Sergei Sherwood, 1895-1900).

### A principios delsigloXX

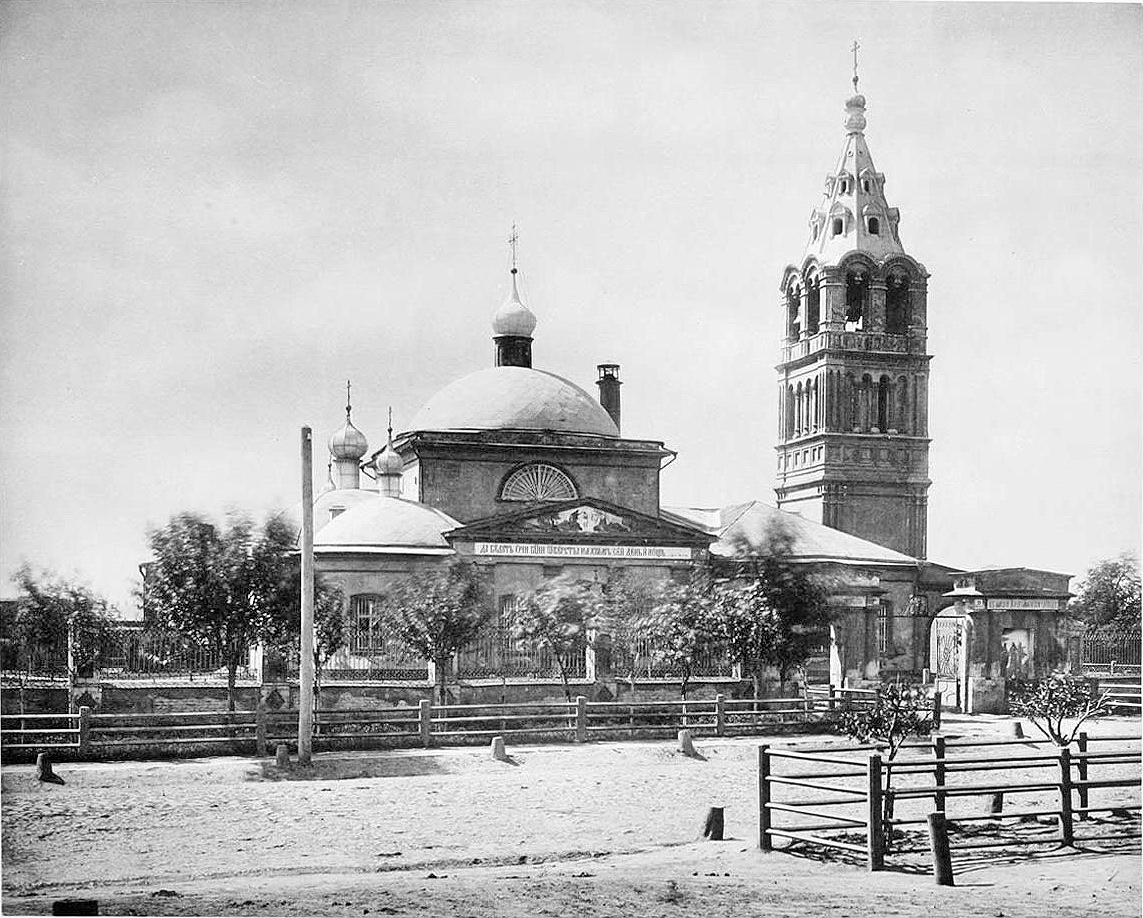
Catedral de la Ascension de Dorogomilovo (1898-1910), demolida en 1938.

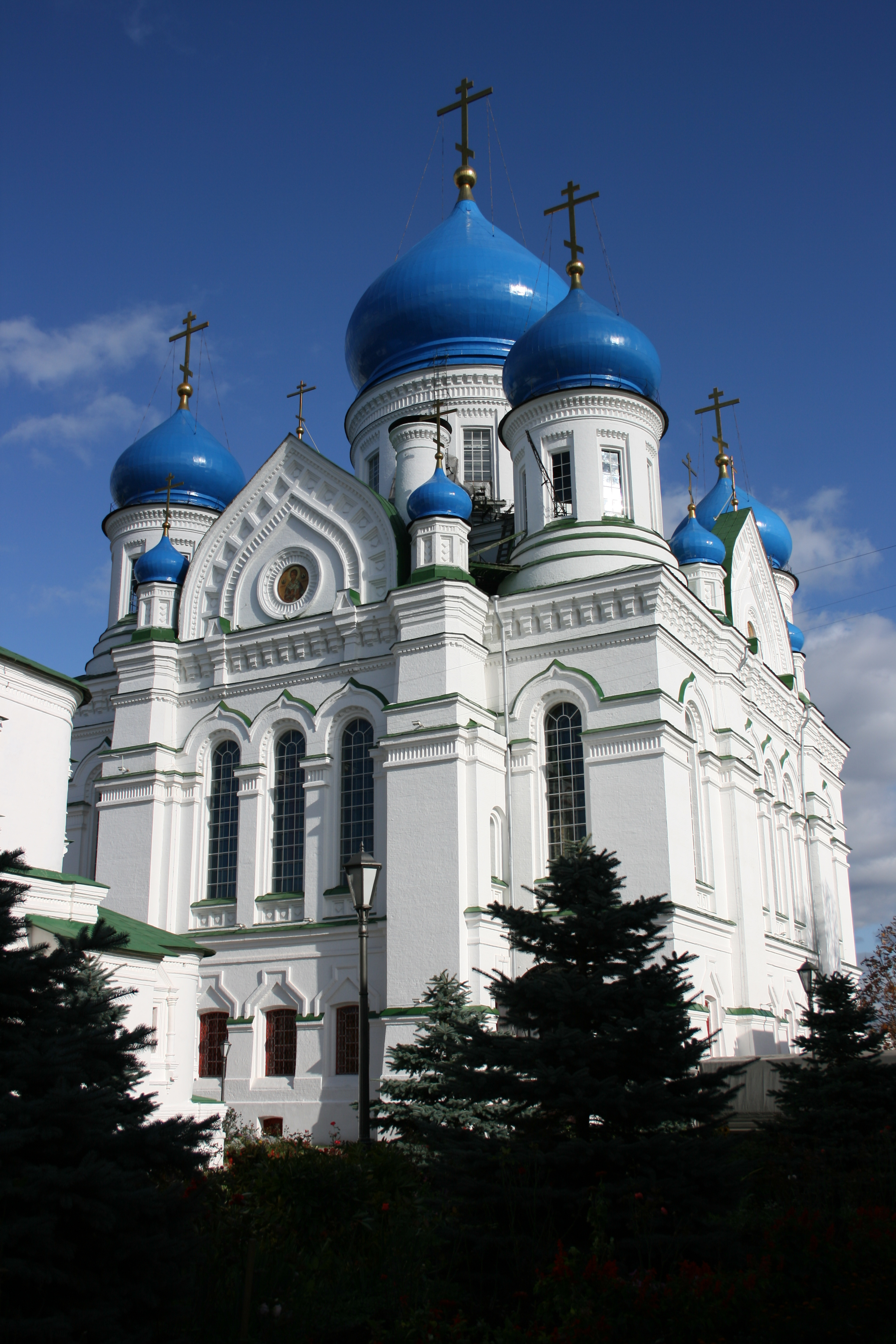
Catedral de Nuestra Señora de Iveron, Pererva (ahora Moscú) (1904-1908).

A principios del siglo XX, se desarrolló el «estilo neorruso». Los arquitectos buscaban inspiración en la simplicidad de los monumentos antiguos, como los de Nóvgorod o de Pskov y otras regiones del norte de Rusia. Las realizaciones que siguieron fueron a veces también estilizadas en el espíritu del estilo romántico nacionalista de los países nórdicos.
En el cambio de siglo, la Iglesia Ortodoxa Rusa experimentó una nueva tendencia, la construcción de catedrales inusualmente grandes en los suburbios de la clase obrera de las grandes ciudades. Algunos, como la catedral de la Ascension de Dorogomilovo (1898-1910), en las afueras de Moscú, capaz para 10 000 fieles, se emprendieron en las afueras tranquilas de la campiña, que aumentaban en población en el momento de su finalización. (la catedral fue demolidad por las autoridades oviéticas en 1938). Los teóricos cristianos explicaban la elección de esos lugares remotos con el deseo de extender el alcance de la Iglesia a la clase trabajadora, y solo a la clase trabajadora, en un momento en que las clases más ricas se alejaban de ella. La arquitectura bizantina era una opción natural para estos proyectos. Era una declaración clara de raíces nacionales, en contra de las herejías europeas modernas. También era mucho más barato que las grandes catedrales neoclásicas, tanto en los costos iniciales como en el mantenimiento posterior. Los ejemplos más grandes de este tipo se completaron después de la revolución rusa de 1905.
En San Petersburgo, este estilo neorruso encuentra aplicación en los edificios religiosos de los arquitectos Vladimir Pokrovski, Stepane Kritchinski, Andre Aplaksine y Herman Grimm. Pero también se construyeron en este estilo edificios de viviendas o en alquiler como la casa Koupermane, del arquitecto Alexandre Lichnevski en la calle Ploutalova.

Edificios religiosos de inicios del XX
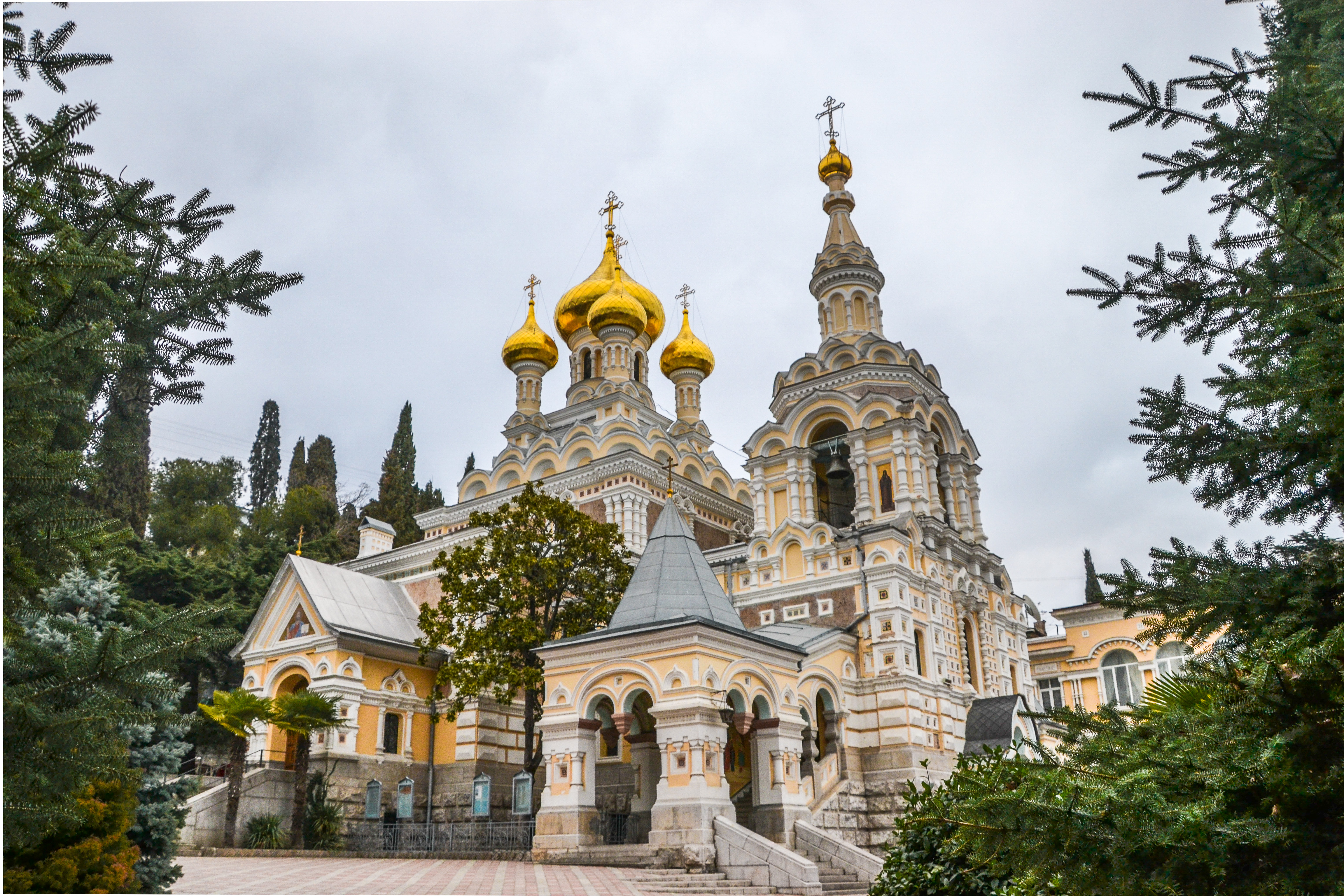
Catedral de Alexander Nevsky (Yalta) (arq. Nikolay Krasnov, 1891-1902).
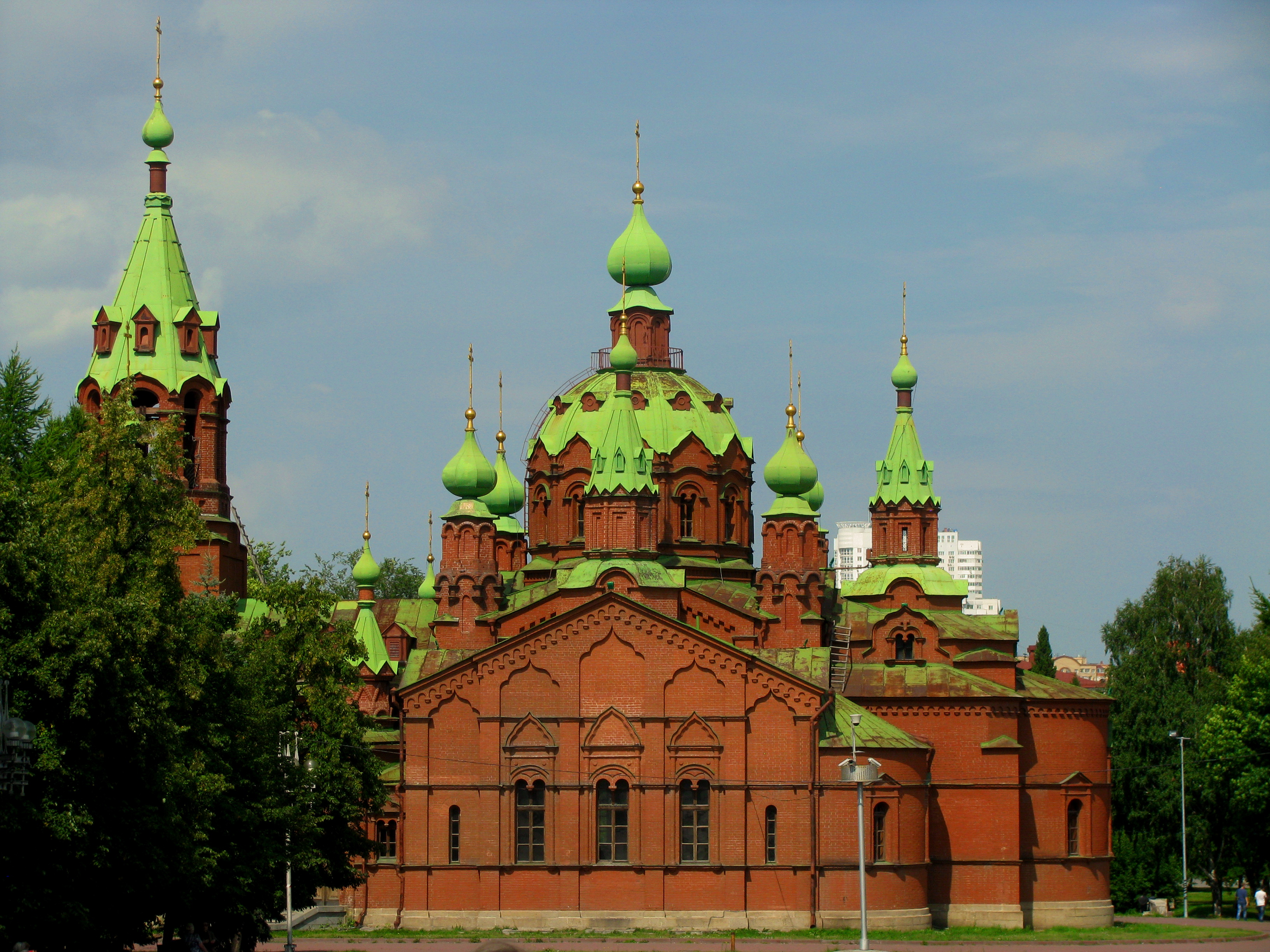
Iglesia de Alexander Nevsky, Cheliábinsk (arq. Alexander Pomerantsev, 1911).
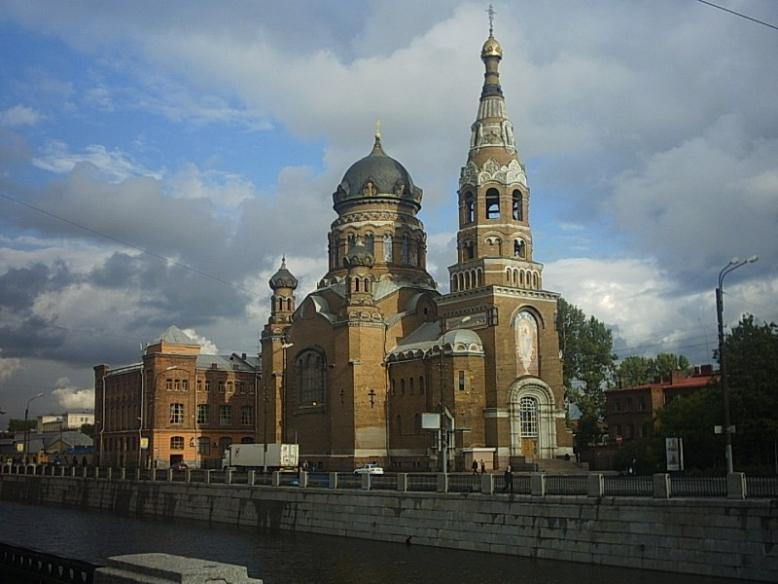
Iglesia de la Resurrección de Cristo (San Petersburgo) (1904-1908) (arq. G. Grimm/G. Goli/A. Goena).

Un ejemplo interesante de estilo neorruso (pero con algunas características modernistas) es la Iglesia de la Santa Faz en Kliazma, construida en honor de los 300 años de reinado de la dinastía Románov por el arquitecto Vasili Motyliov según los dibujos de Sergey Vashkov (1879-1914), alumno de Victor Vasnetsov en 1913-1916.

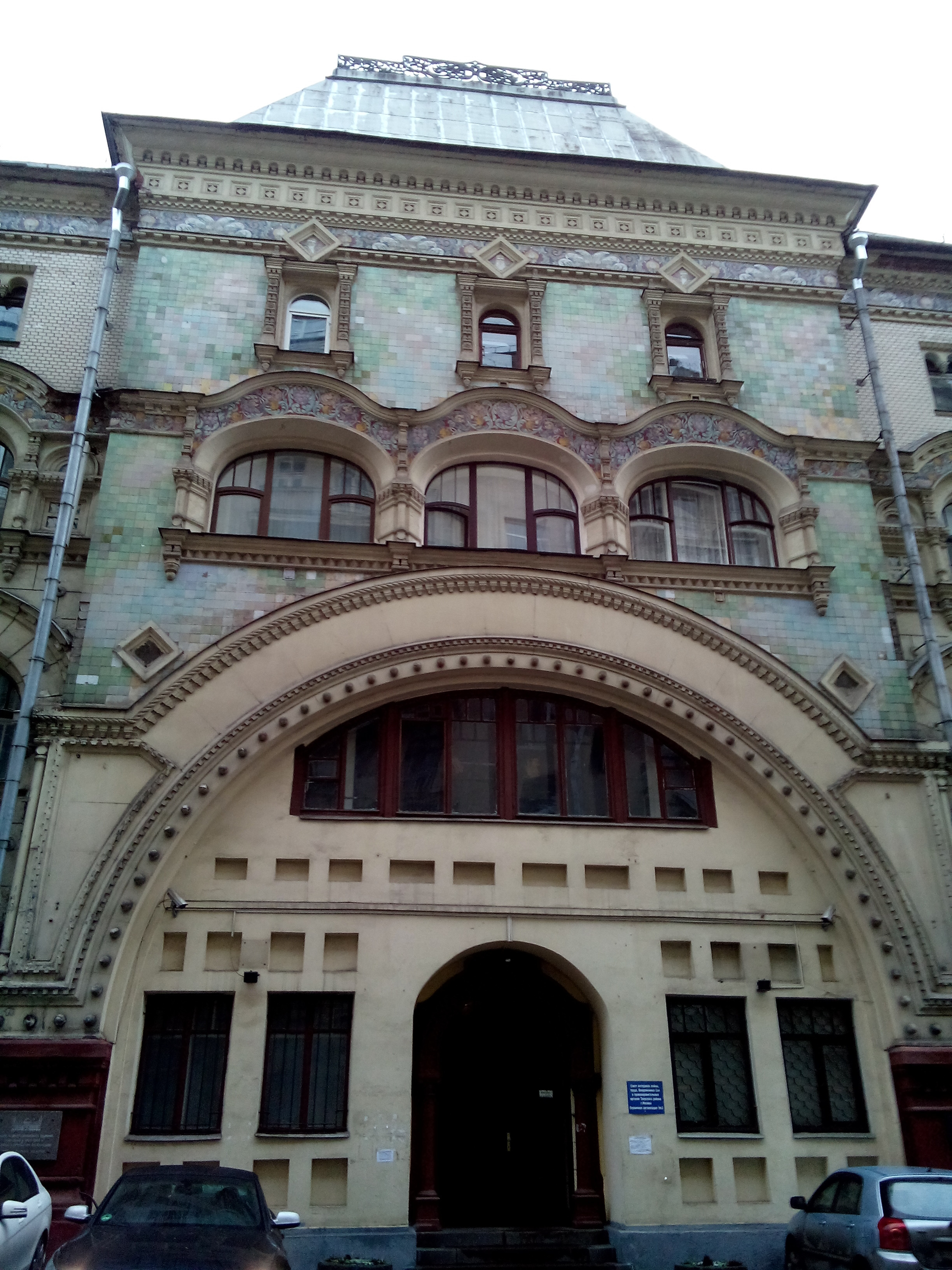
Savvinskoye Podvore
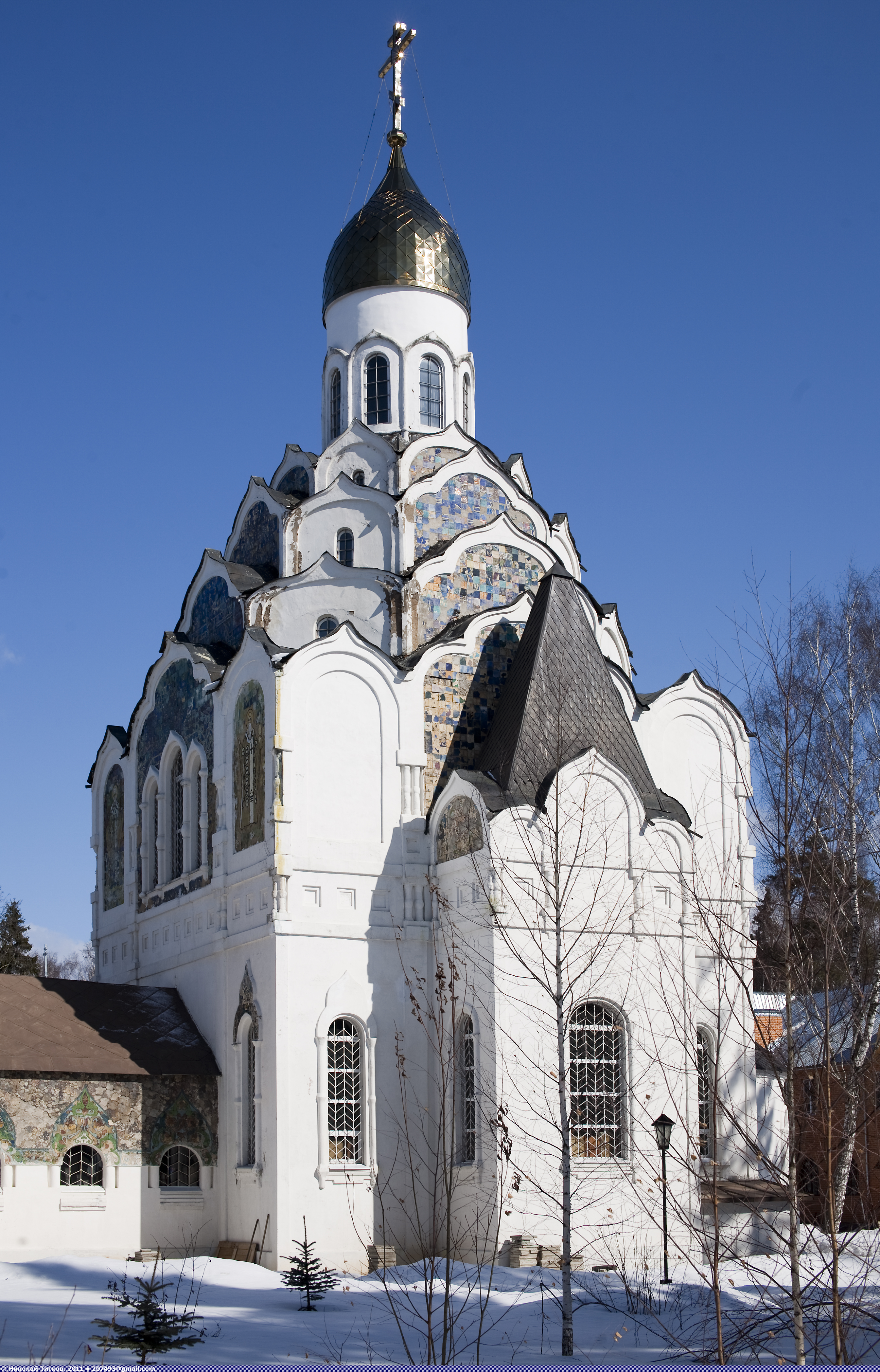
Iglesia de la Santa Faz en Kliazma
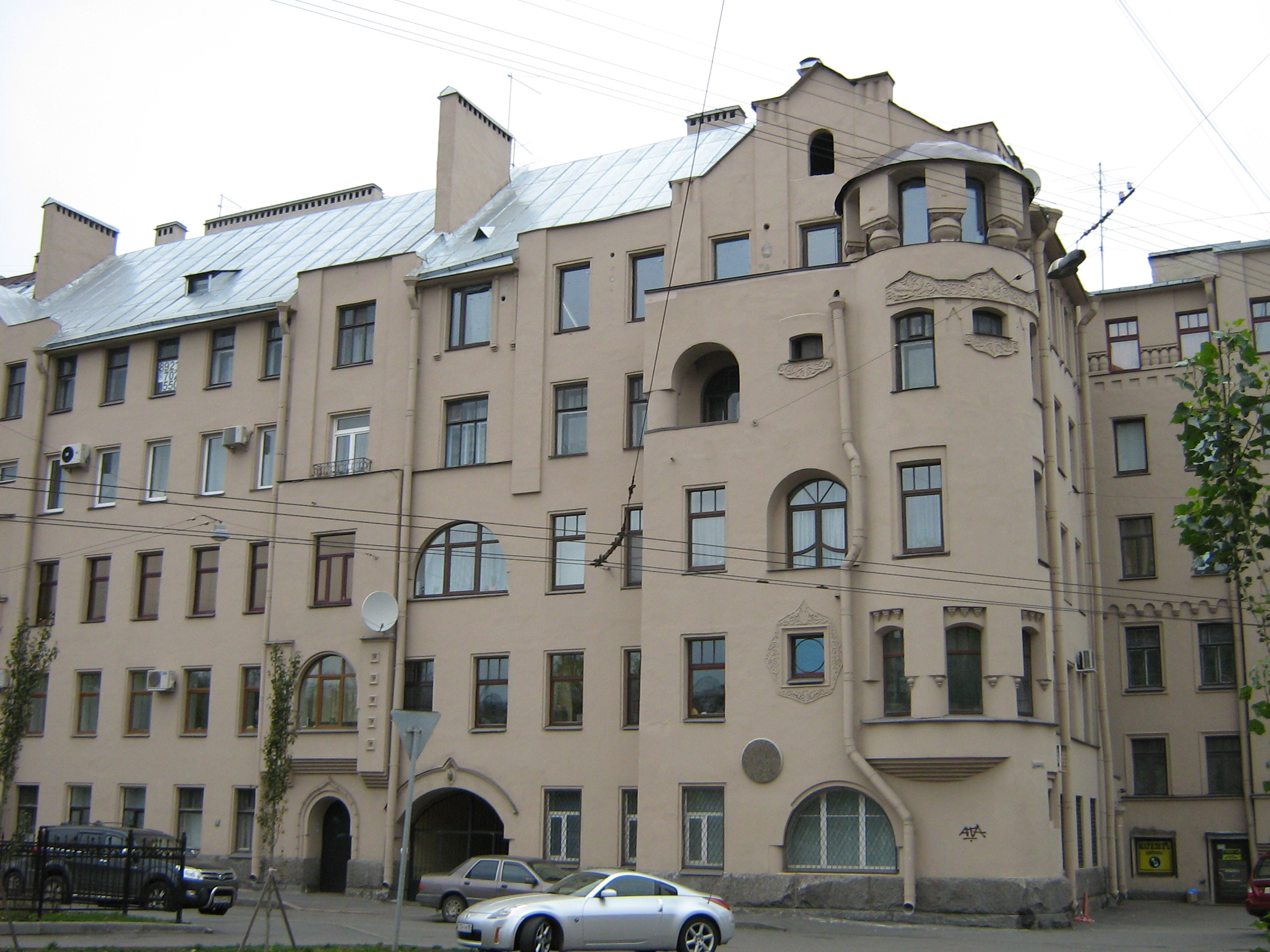
Casa Koupermane en San Petersburgo

### 1898-1917
- Catedral de Nuestra Señora de Iveron en el monasterio Nikolo-Perervinsky, Pererva (ahora Moscú)
- Catedral Naval de Kronstadt (1908-1913)
- Campanario del cementerio Rogozhskoye, de Fyodor Gornostaev (1908-1913)
- Iglesia de Balakovo, de Fyodor Schechtel (1909-1912)
- Estación ferroviaria del emperador en la ciudad de Pushkin (1912)
- Iglesia de San Nicolás, de Belorusskaya Zastava en Moscú (1914-1921)

### Galería de imágenes

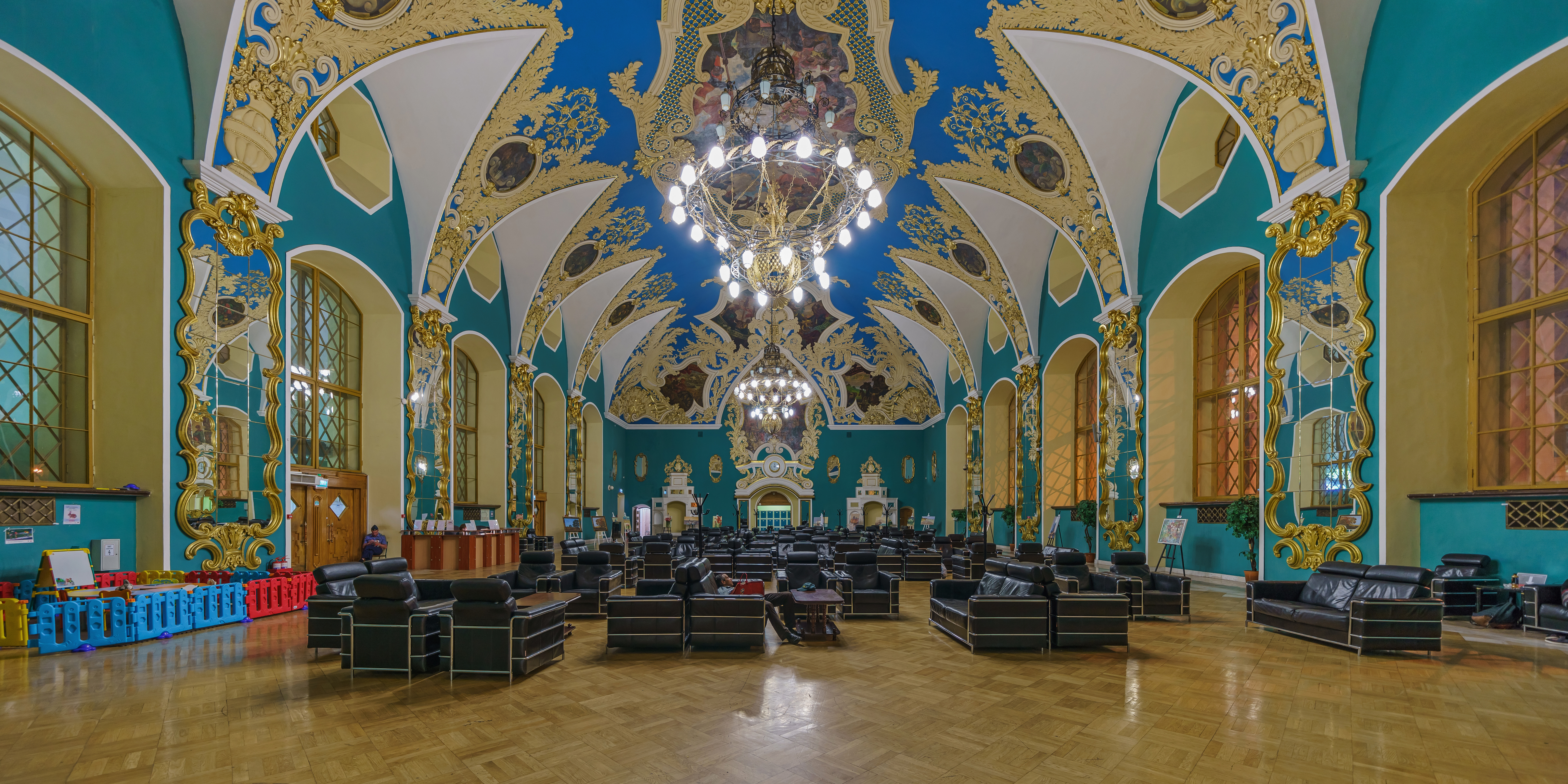
Estación Kazanski de Moscú (arq. Alekséi Shchúsev, 1864).
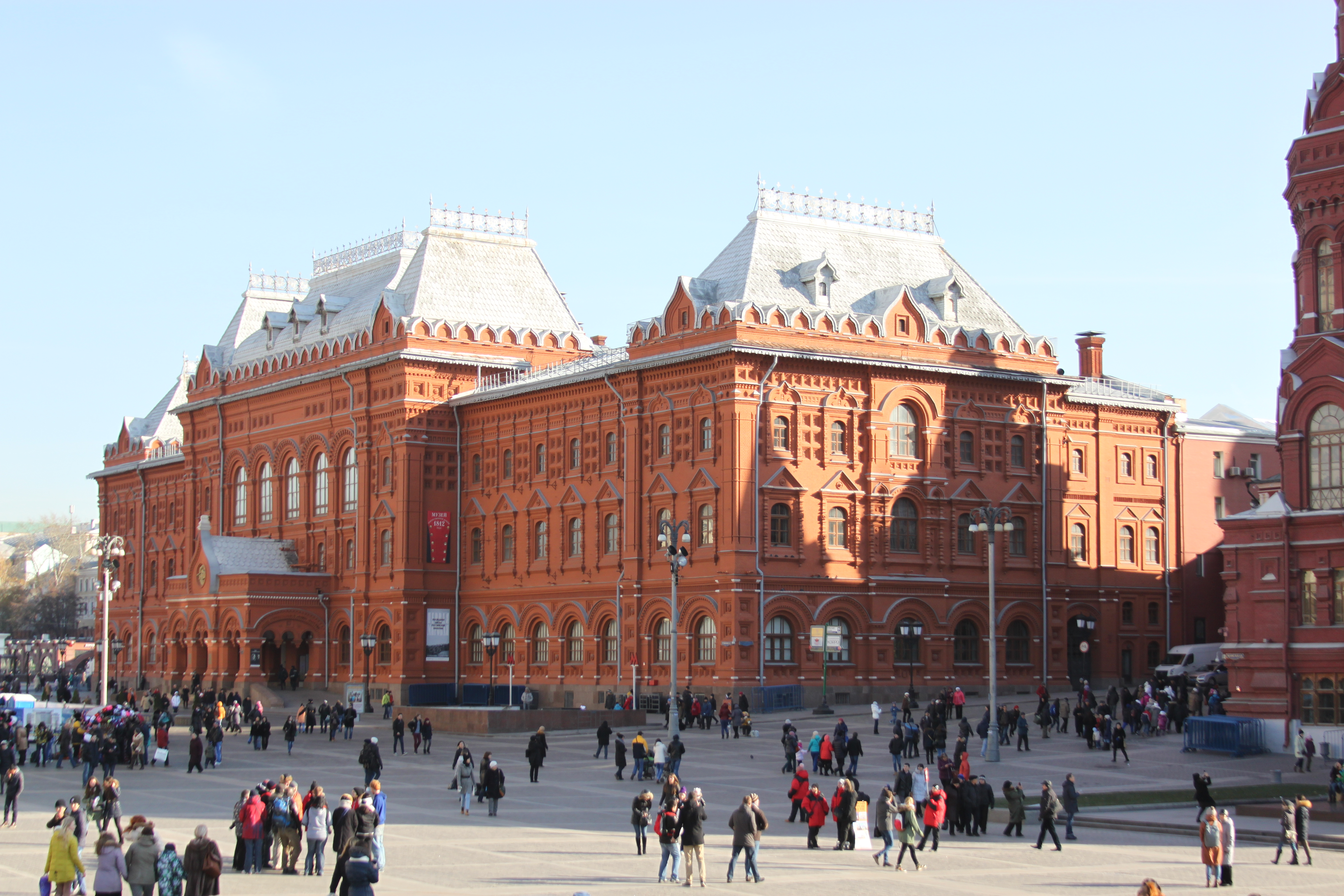
Duma de la ciudad de Moscú (arq. Dmitry Chichagov, 1887-1892).
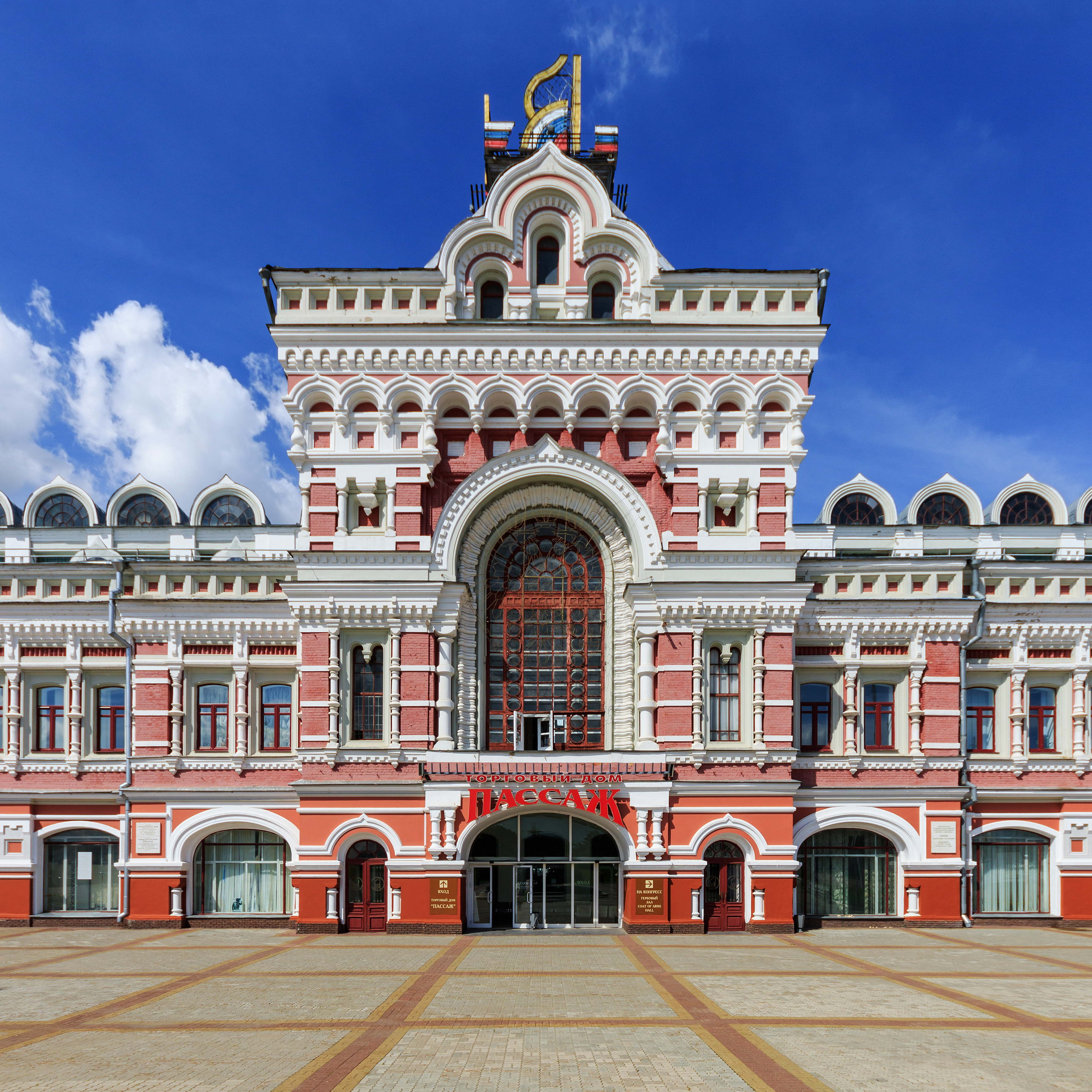
Edificio principal de la Feria de Nizhni Nóvgorod (arq. Treiman, A. von Gauguin y A. Trumbitsky, finales de los 1880).
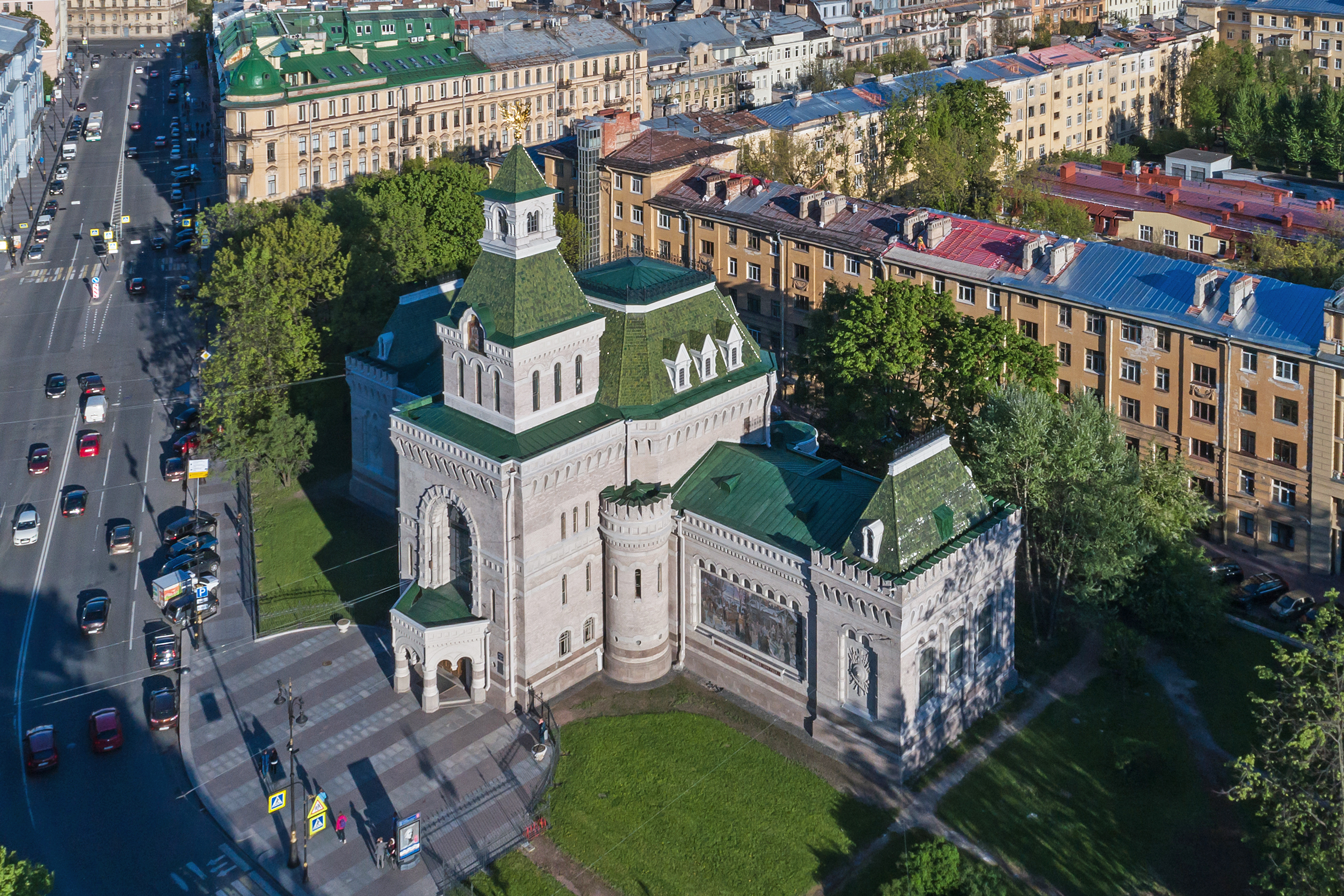
Museo Suvórov (San Petersburgo) (arq. Alexander von Hohen, 1904).
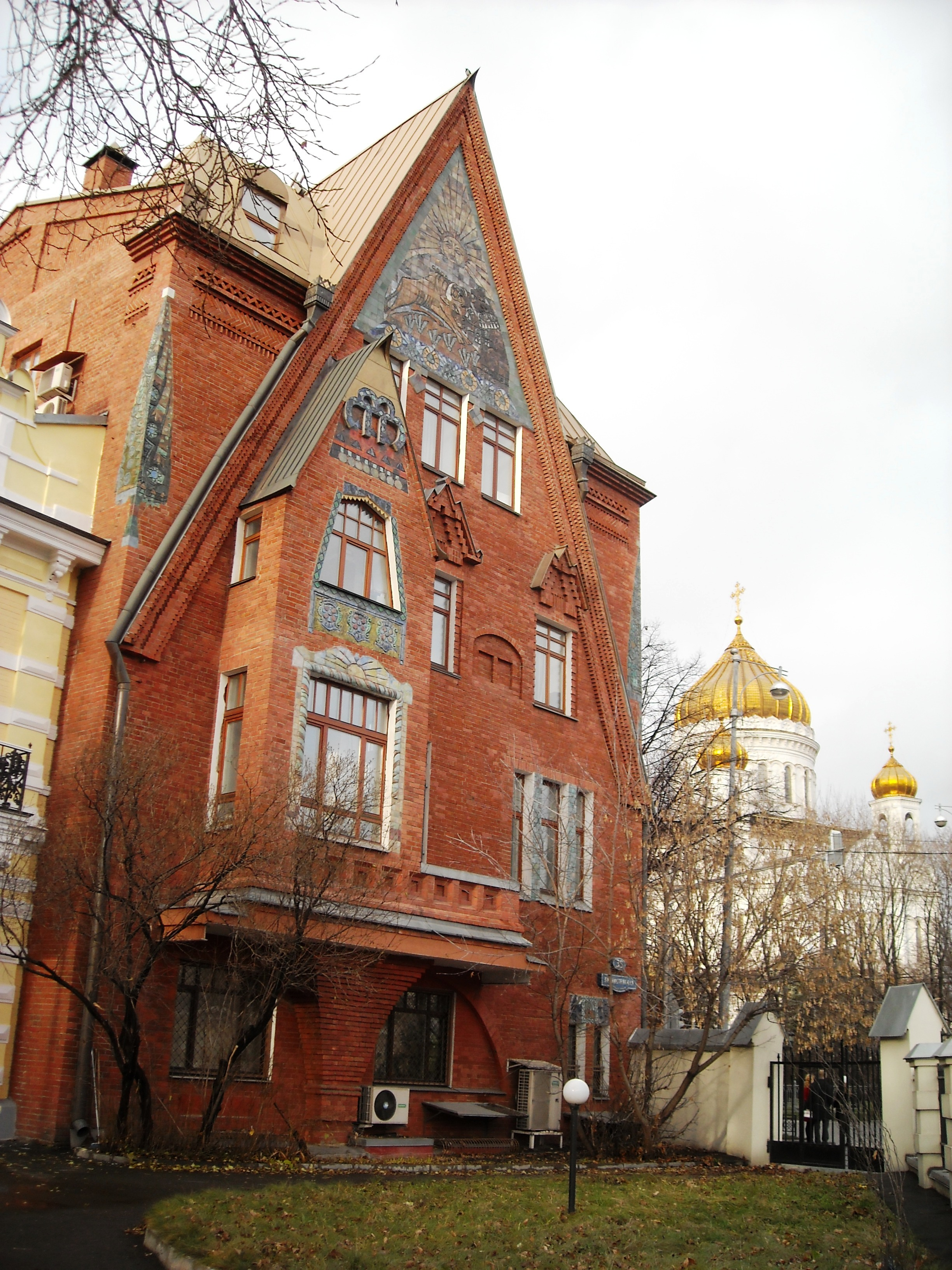
Edificio Pertsov, 1906-1910.
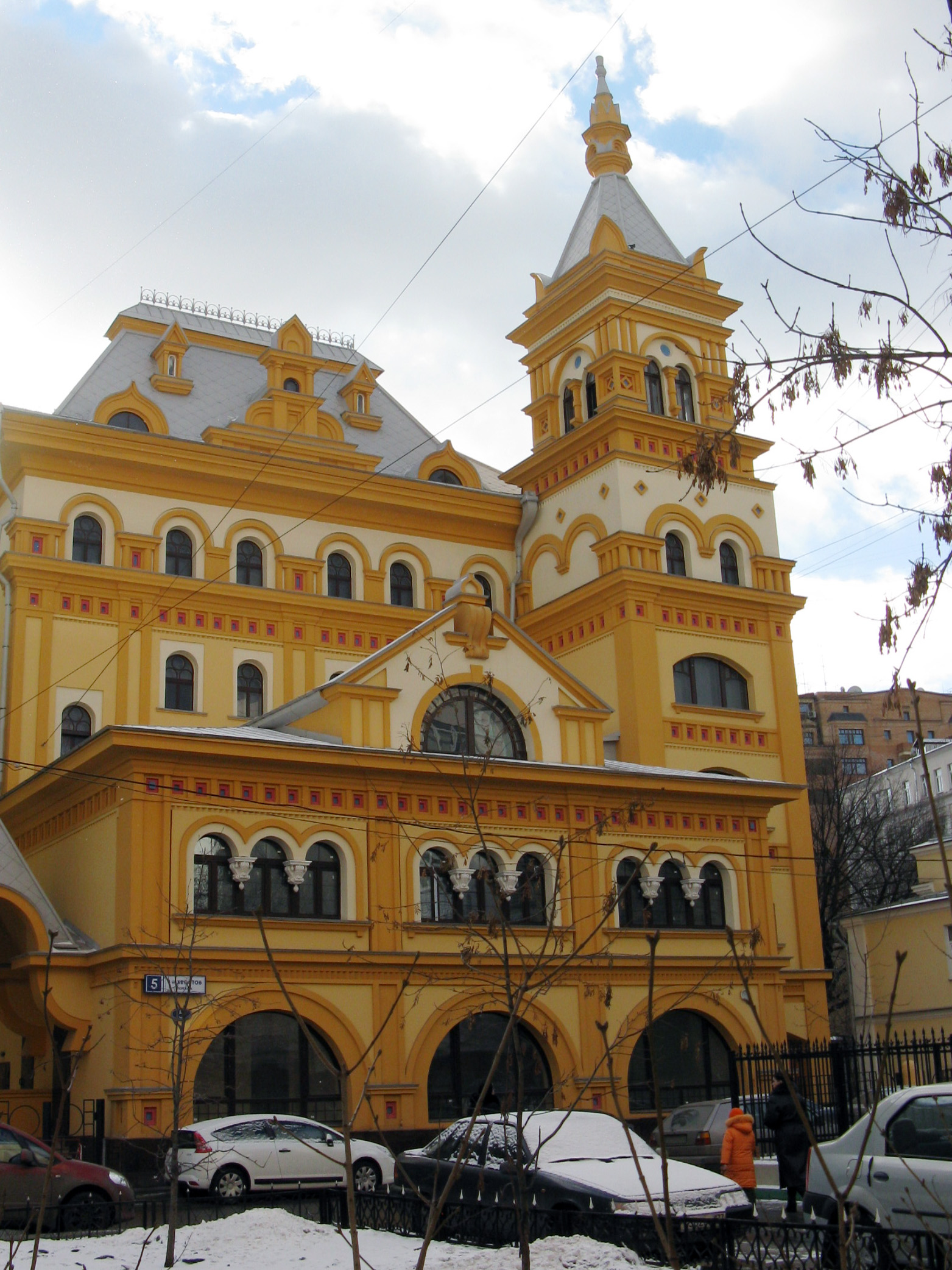
Edificio moderno Teremok en Moscú
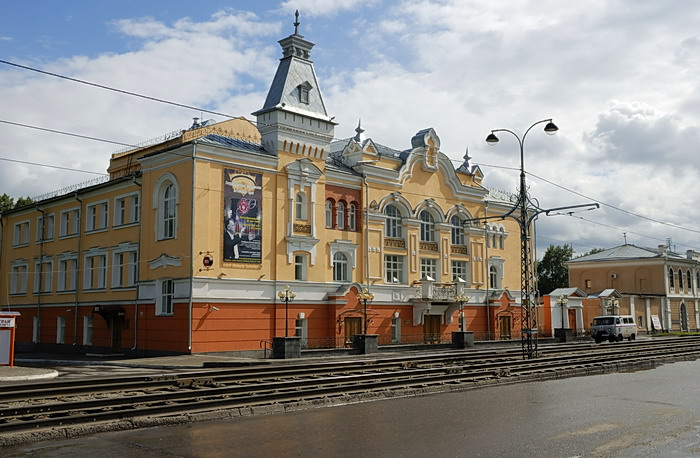
Edificio Filarmónico, Barnaúl
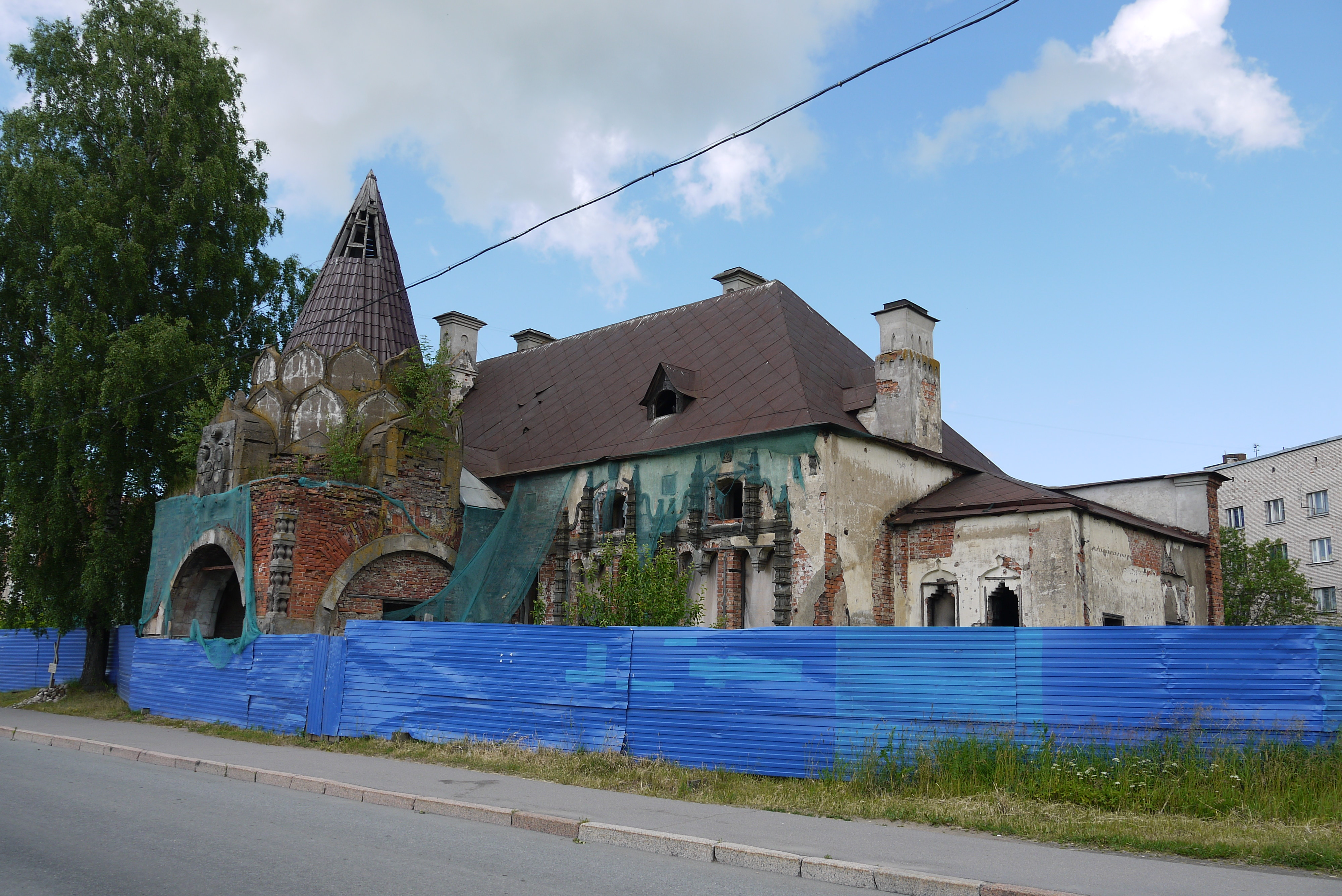
Pabellón del zar, la estación de tren del emperador en Pushkin (1912).
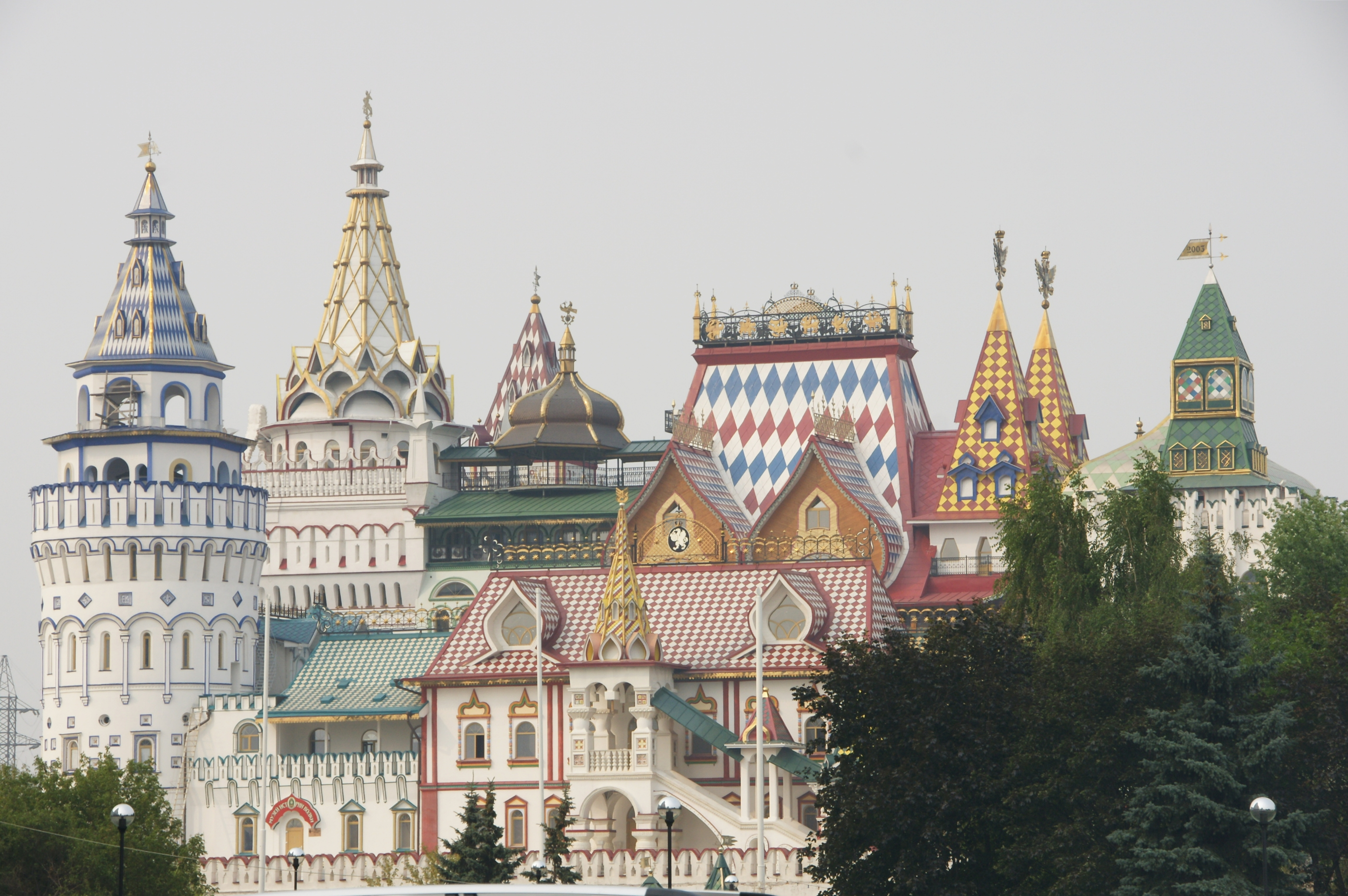
Kremlin de Izmáilovo (2003)

## Logros de los principales arquitectos

### Víktor Vasnetsov

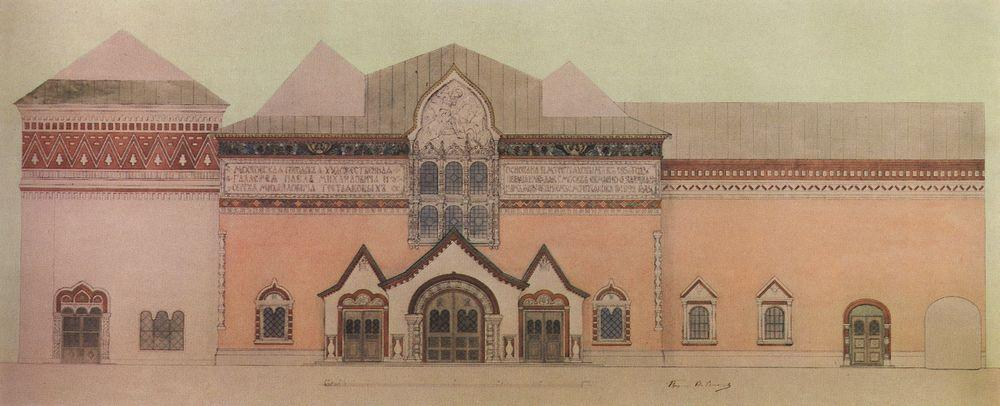
Boceto de la fachada de la Galería Tretyakov (1904)

Es a Víktor Vasnetsov (1848-1926) a quien se deben los primeros experimentos arquitectónicos basados en la interpretación emocional del folclore y de los cuentos rusos que son la originalidad del estilo neo -ruso. En el dominio de Savva Mámontov en Abrámtsevo, él construyó una iglesia de piedra. Pero en lugar de copiar los detalles arquitectónicos de las iglesias de Pskov y de Novgorod del siglo XIV, intentó capturar el espíritu, la atmósfera de esos edificios religiosos. También aportó a la arquitectura algo de su técnica de pintura histórica de inspiración épica, cercana al art nouveau. En Moscú se construye en 1927 en la calle que ahora lleva su nombre (Vasnetsov Pereoulok), una casa de cuento de hadas hecha de troncos ennegrecidos sobre paredes cubiertas de blanco.
El logro arquitectónico más conocido de Vasnetsov es la Galería Tretiakov (1900-1905). La fachada emblemática está coronada por las armas de la ciudad de Moscú, talladas en piedra blanca. Vasnetsov creó una metáfora pintoresca de la antigüedad rusa sin que sus préstamos no fuesen específicos. Retomando las palabras de uno de sus contemporáneos, se parece a un destacado florón de cabecera de un manuscrito medieval.

Obras de Víktor Vasnetsov
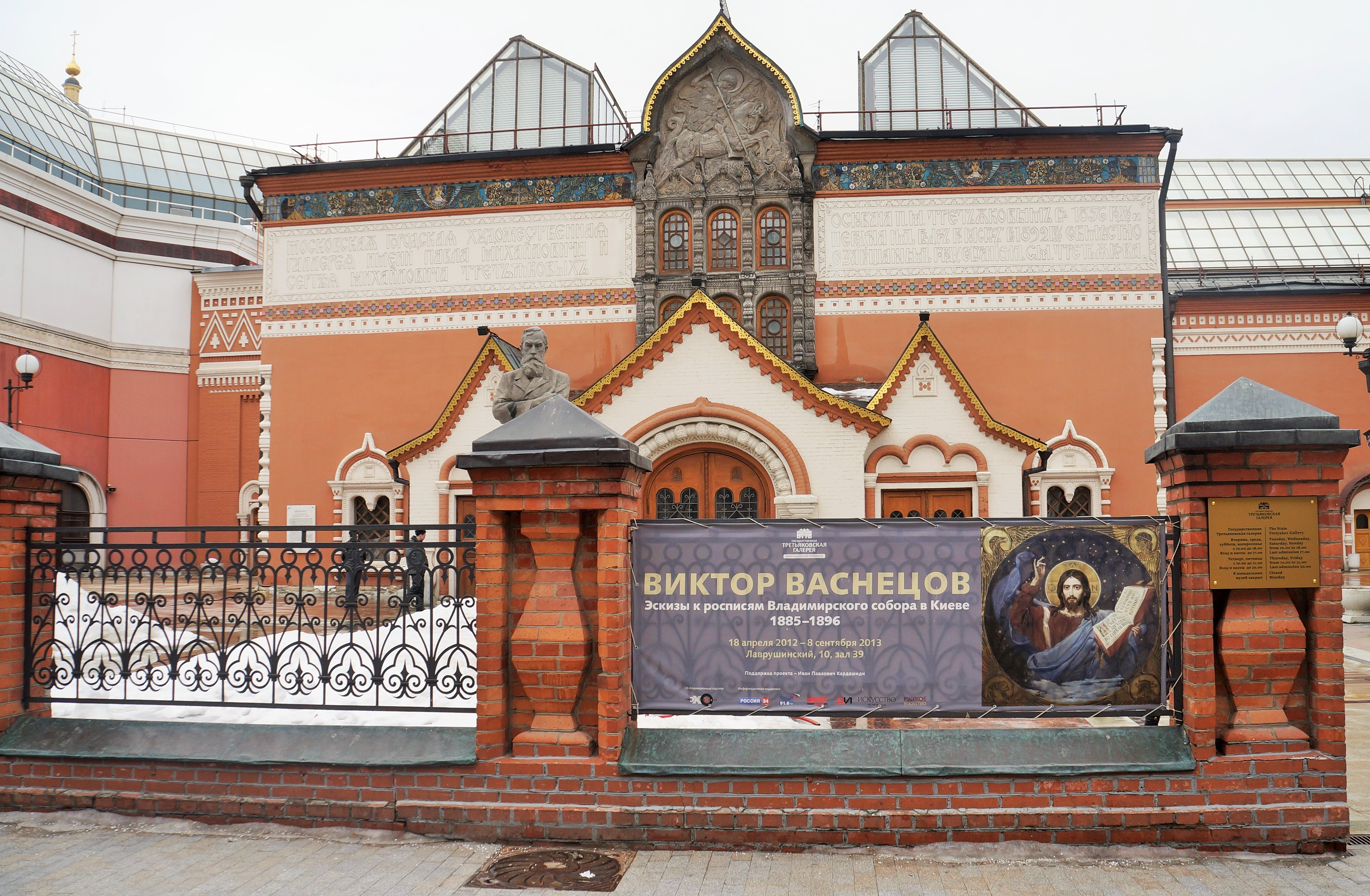
La galería Tretiakov (1900-1905)
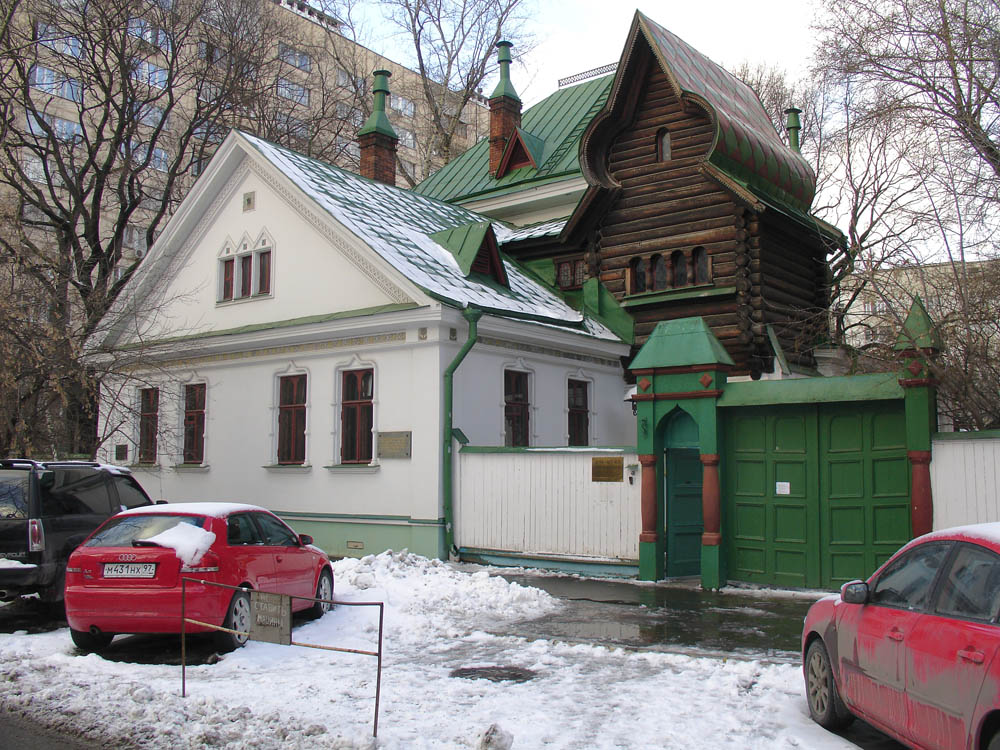
Casa Vasnetsov de Moscú (1927)
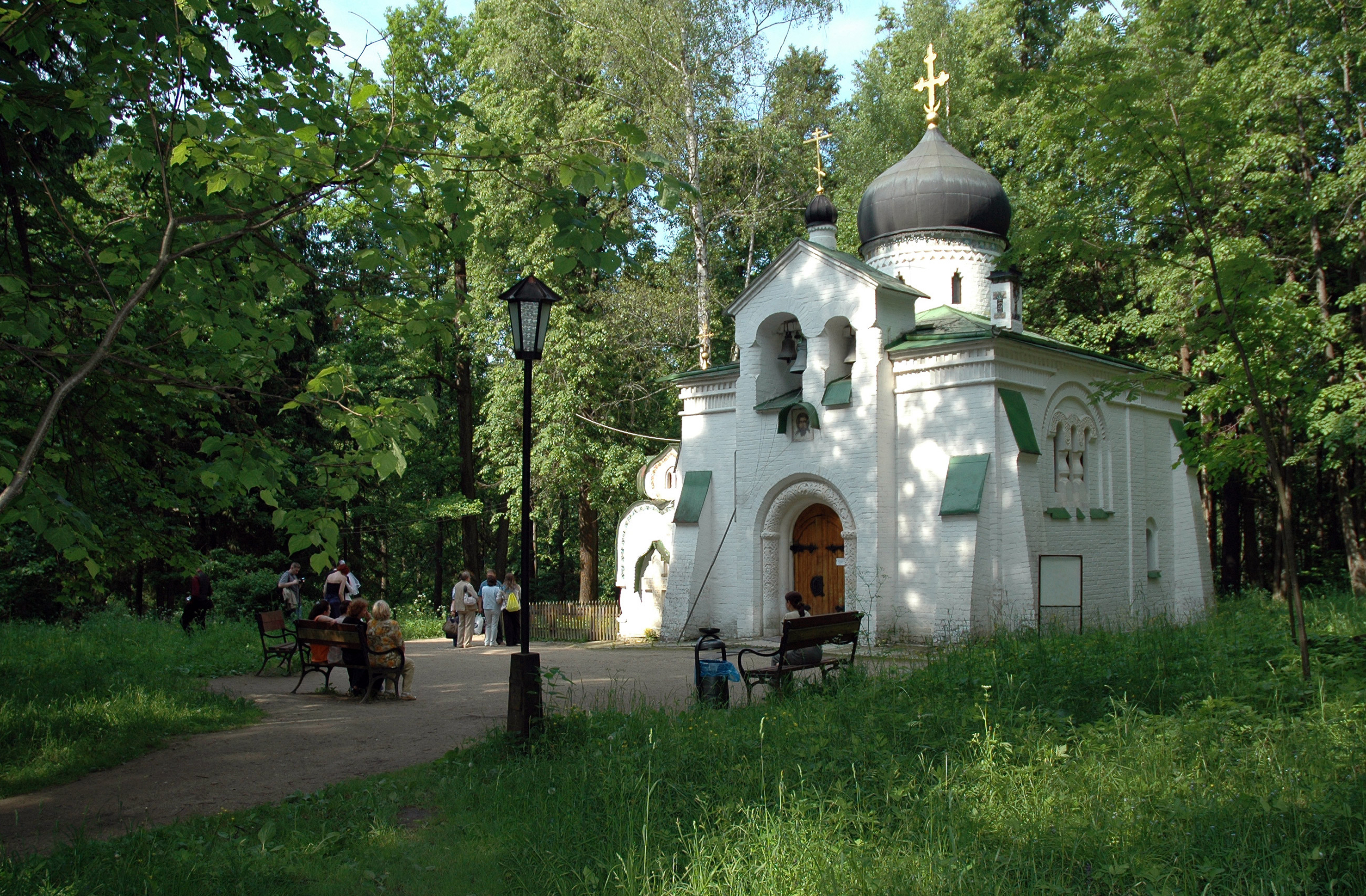
Iglesia de Abrámtsevo
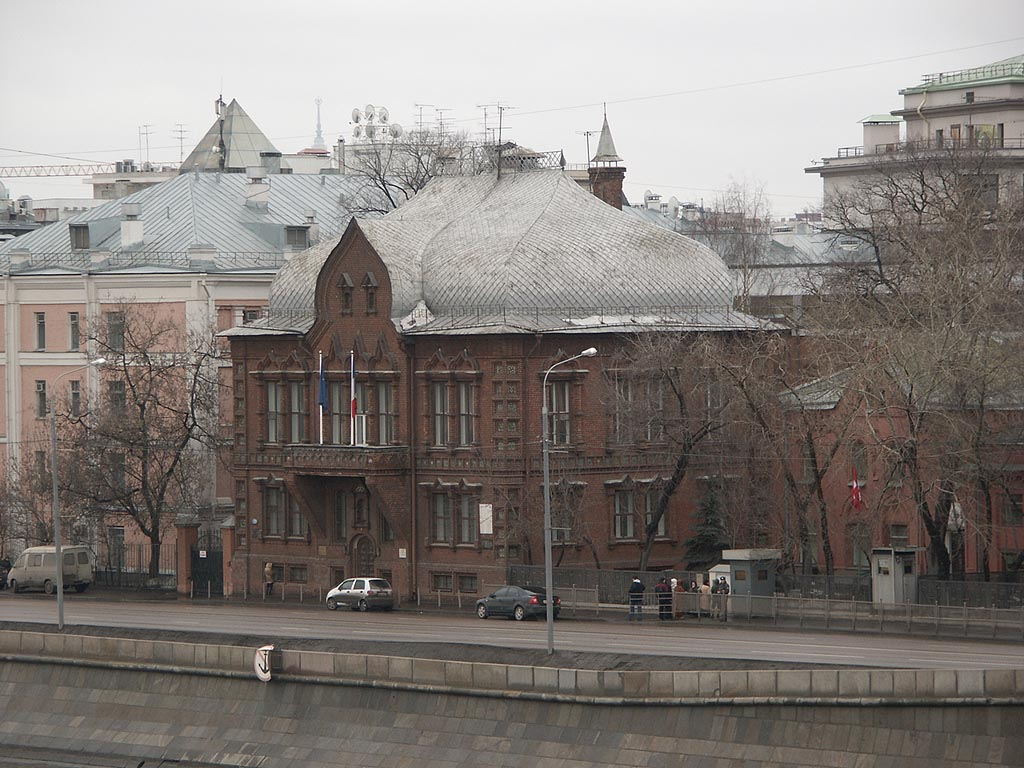
Mansión Tsvetkov, hogar del patrón y coleccionista Ivan Tsvetkov en el terraplén Prechistenskaya, construido para albergar una colección privada de pinturas y gráficos (1899-1901).

### Sergei Maliutin
Sergei Maliutin, un ilustrador de cuentos y pintor, fue también director de obras fantásticas al estilo neorruso. Sus dibujos fueron utilizados para construir el pequeño Terem de Talachniko en la finca de la Gran Duquesa Maria Tenicheva. El mismo estilo se encuentra en la casa Pertsov en Moscú (1905-1907).

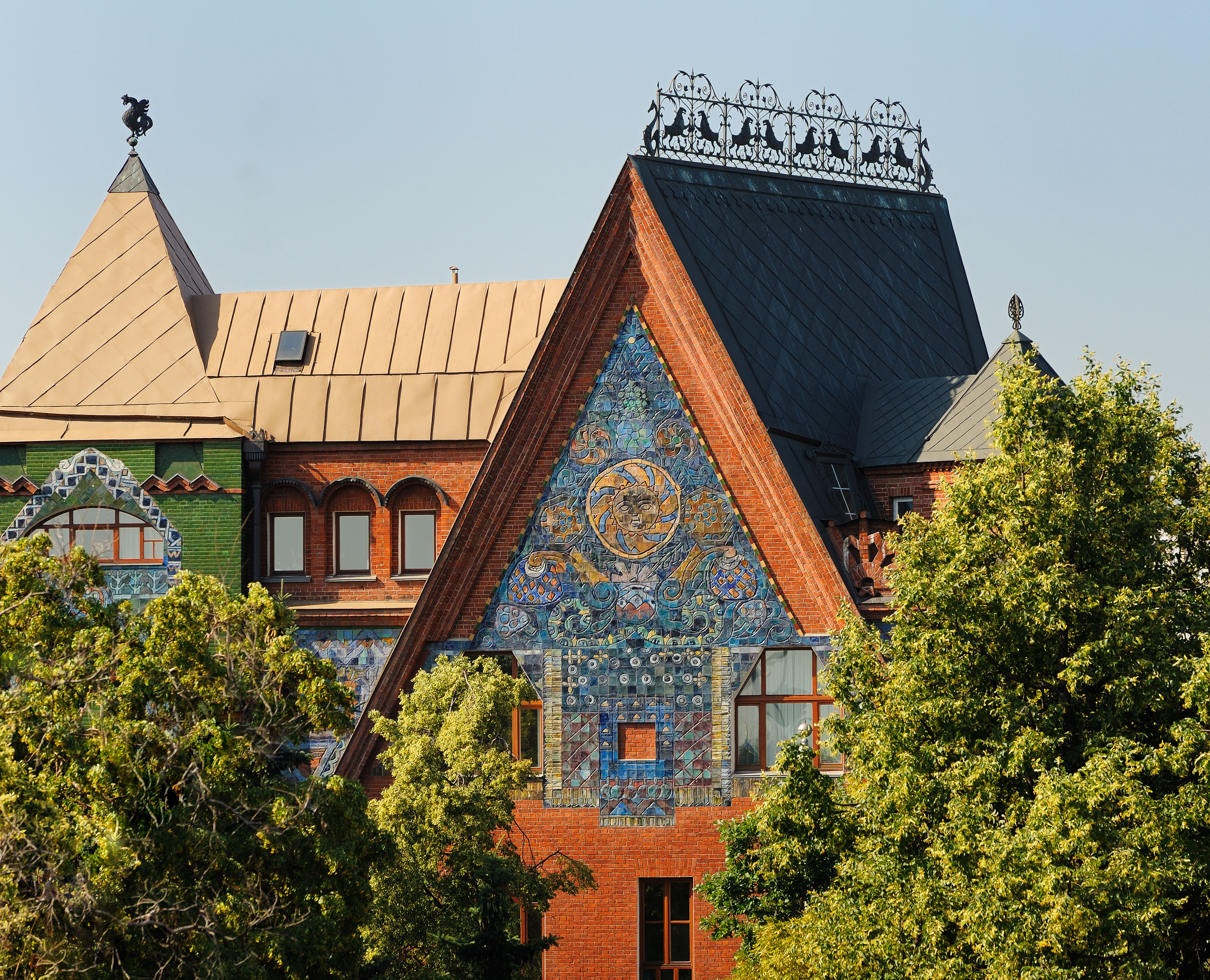
Casa Pertsov
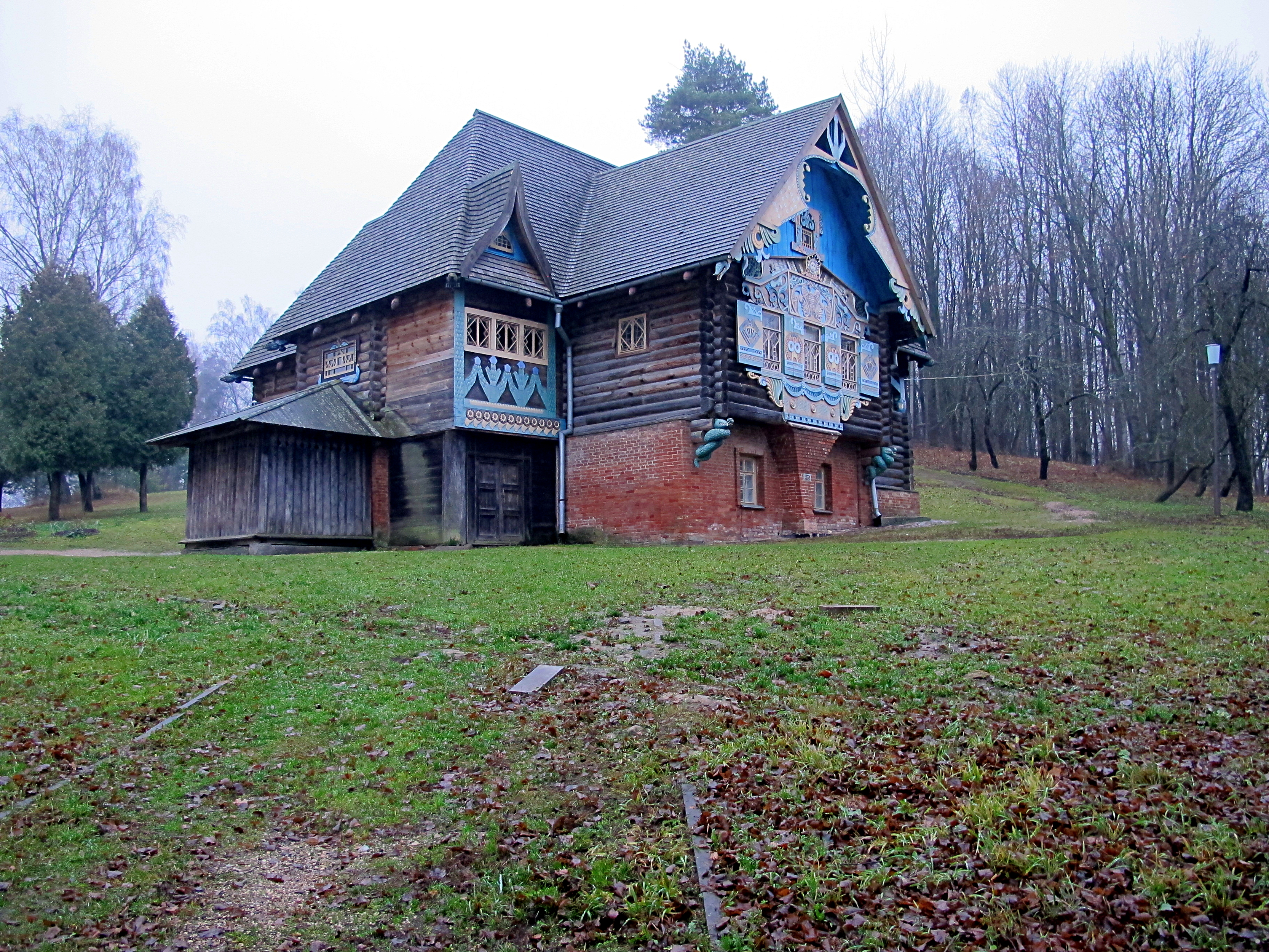
Teremok

### Franz Schechtel

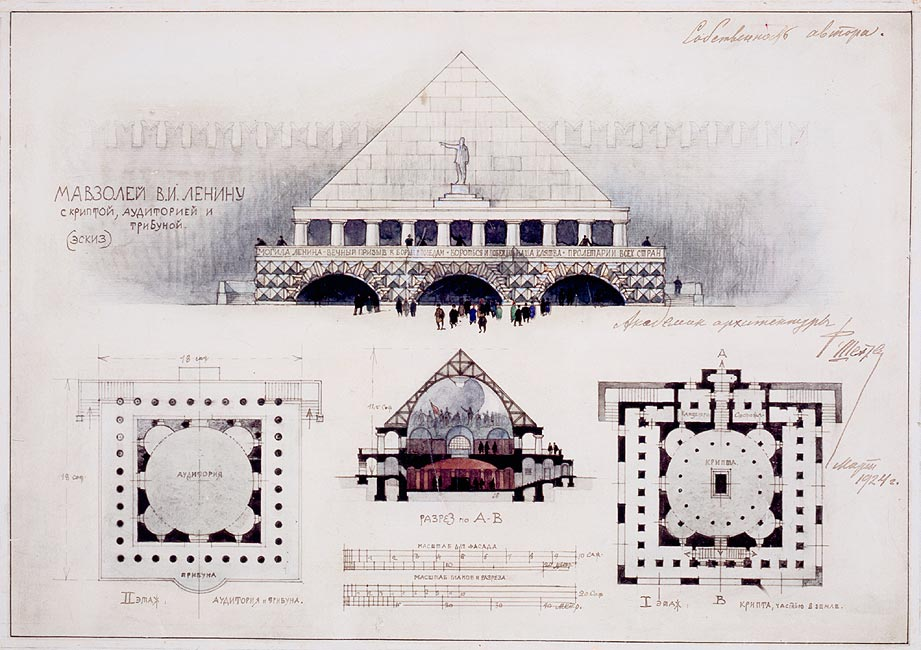
Proyecto para el mausoleo de Lenin (1924)

El edificio más importante de Franz Schechtel (1859-1926), la estación Yaroslavsky de Moscú (1902-1904), se erigió cuando el estilo neorruso aún no estaba libre del art nouveau. La idea del arquitecto era crear una imagen sintética de las extensiones del norte de Rusia, ya que los viajeros las verían al partir desde esta estación. La arquitectura de la antigua Rusia era una fuente de inspiración, pero Schechtel no se limitaba solo a reproducirla. El portal masivo al frente parece invitar al viaje. Mayólicas ricamente coloreadas se disponen debajo de las cornisas. El arquitecto crea una variación del art nouveau basada en las leyendas y los cuentos rusos más que en la historia. Combinado con el concepto arquitectónico de art nouveau, el estilo neorruso estudia minuciosamente la arquitectura de la antigua Rusia con el fin de identificar los principios básicos y conduce a una percepción puramente artística y emocional.

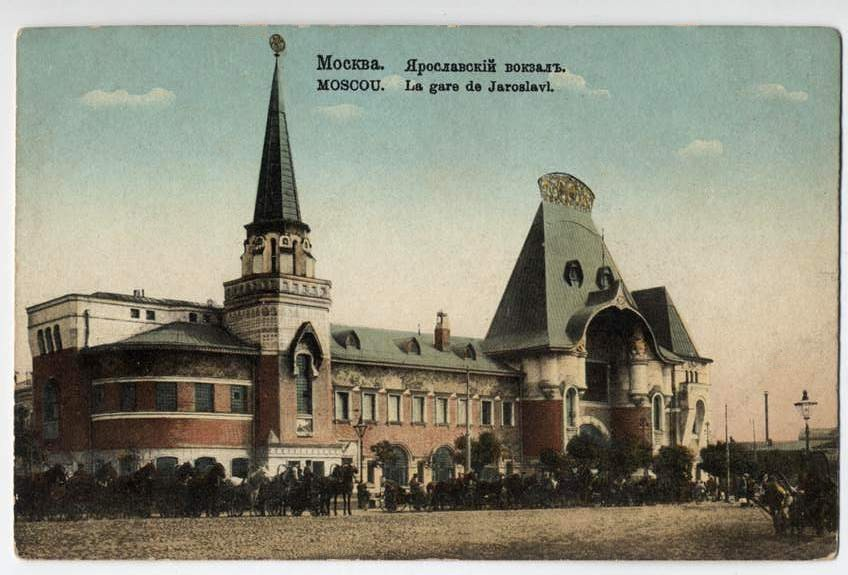
Estación ferroviaria de Yaroslavl
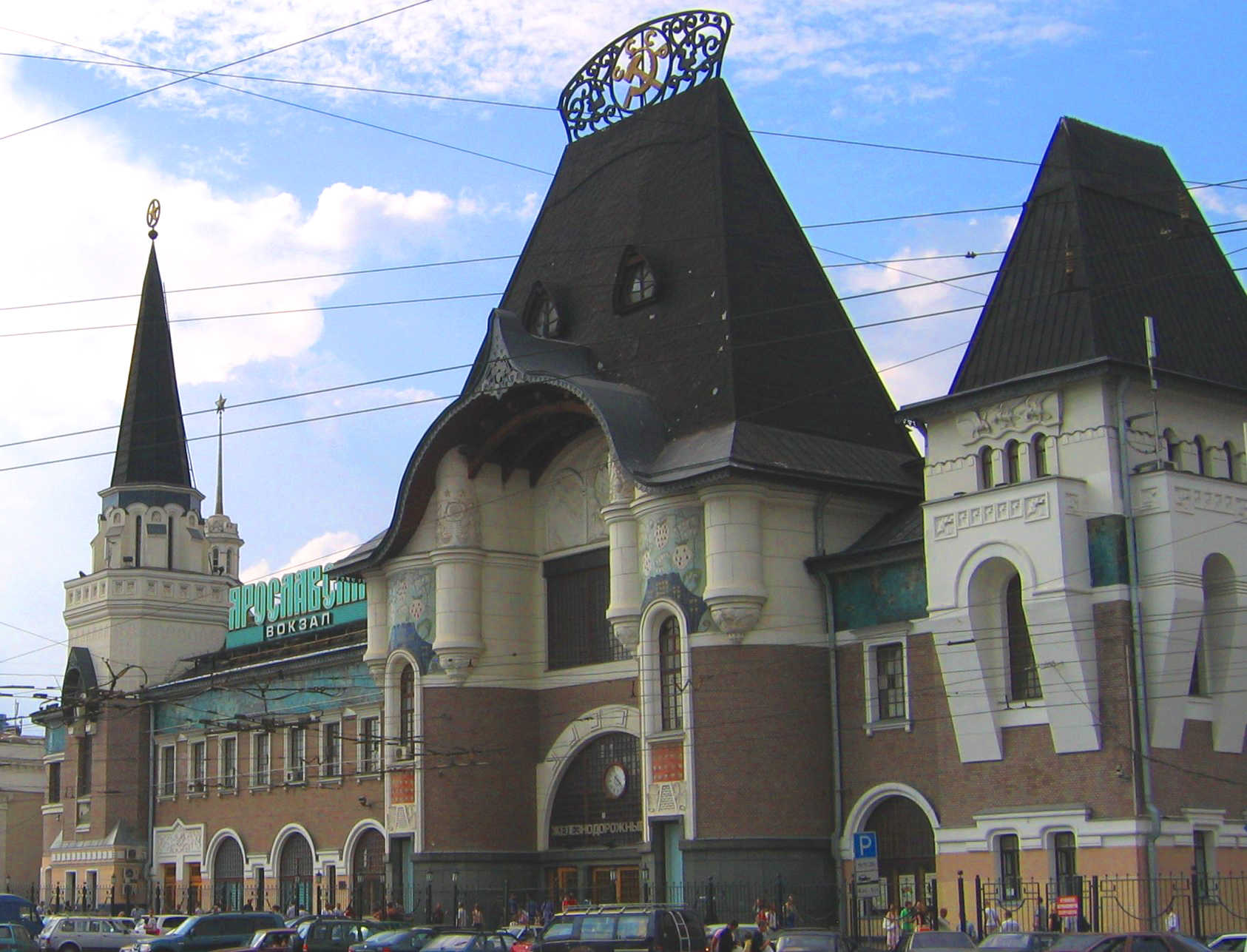
La estación en 2007
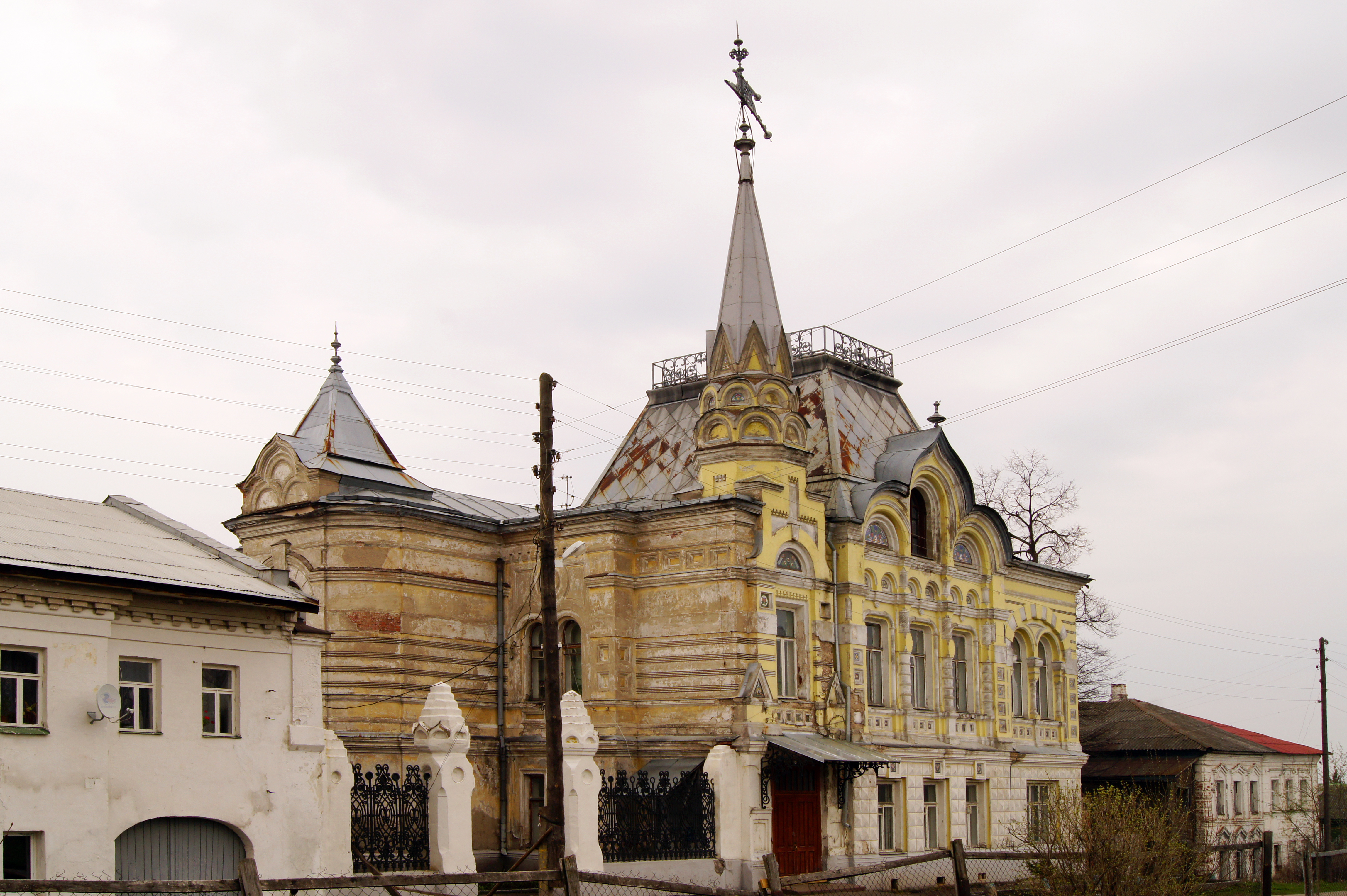
Casa de campo de los Lokalov en Velikoïe (óblast de Iaroslavl)
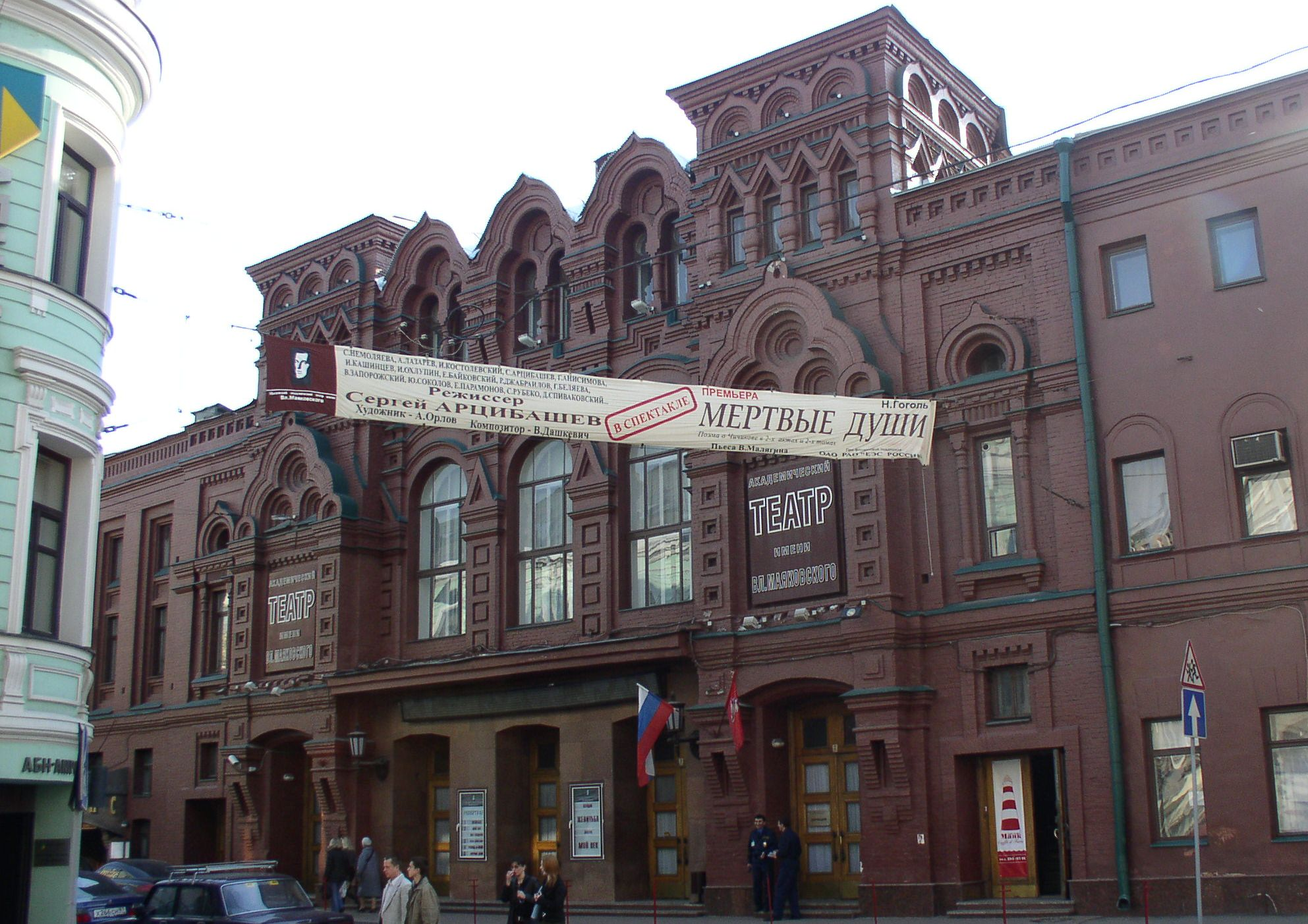
Fachada del teatro Maïakovski (antiguo teatro Paradis), en colaboración con Constantin Terski.

### Aleksey Shchusev
A diferencia de sus predecesores, que fueron pintores y más bien diletantes en el campo de la arquitectura, Aleksey Shchusev era arqueólogo y conservador de edificios simultaneada con un ejercicio de la arquitectura como profesional. Entre 1904 y 1911 restauró la catedral de San Basilio de Ovruch (siglo XII) en Ucrania. La iglesia de Kulikovo, cerca de Tula (en el lugar de la batalla de 1380, que marcó el comienzo de la liberación rusa del yugo tártaro-mongol) es una de sus obras neorrusas más notables. La simetría se rompe por irregularidades como las torres que flanquean el portal que son de diferentes formas. La distribución de las ventanas parece estar elegida al azar. La iglesia extrae de sus imprecisiones e irregularidades una imagen viva, imperfecta y esculpida.
La estación de Kazan en Moscú, comenzada en 1913, fue completada bajo el régimen soviético en 1926. Se usaron prototipos de diferentes épocas para diferentes partes de la estación que imitaban un grupo de edificios de la arquitectura de la antigua Rusia. La torre principal reproduce la torre escalonada del Kremlin de Kazán. Shchushev propuso dotar el interior del edificio con pinturas de artistas de la época atraídos por el art nouveau. Este deseo no se planteó y solo Eugène Lanceray pintó más tarde el techo del restaurante.
El convento de las Santas Marta y María se construyó entre 1908 y 1912. Shchushev interpretó la pintoresca arquitectura de Pskov y de Novgorod. Pero si la silueta general es tradicional, expresa sin embargo una emotividad sincera a pesar de ciertas exageraciones debido a sus asimetrías y sus formas pintorescas.

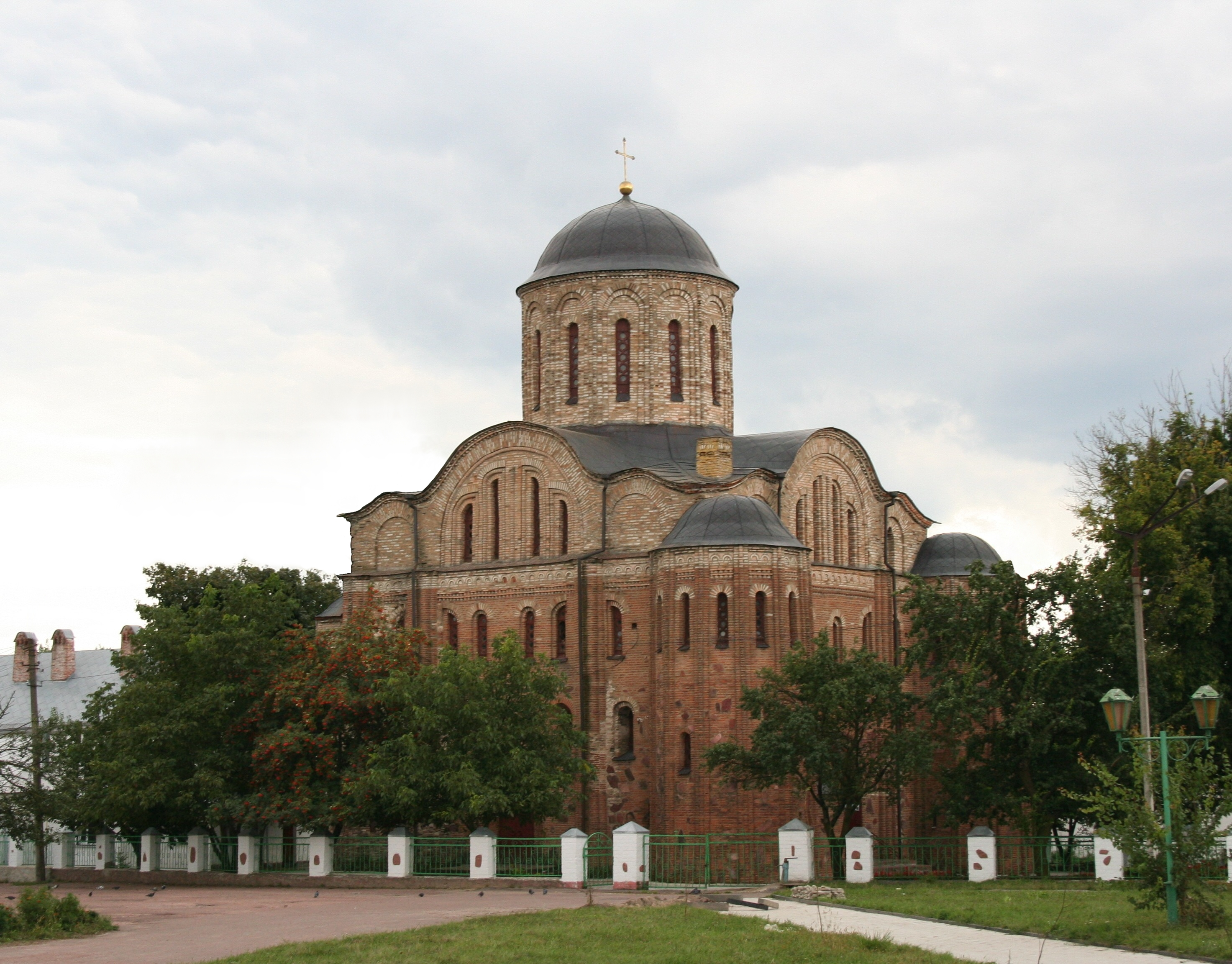
San Basilio en Ovroutch
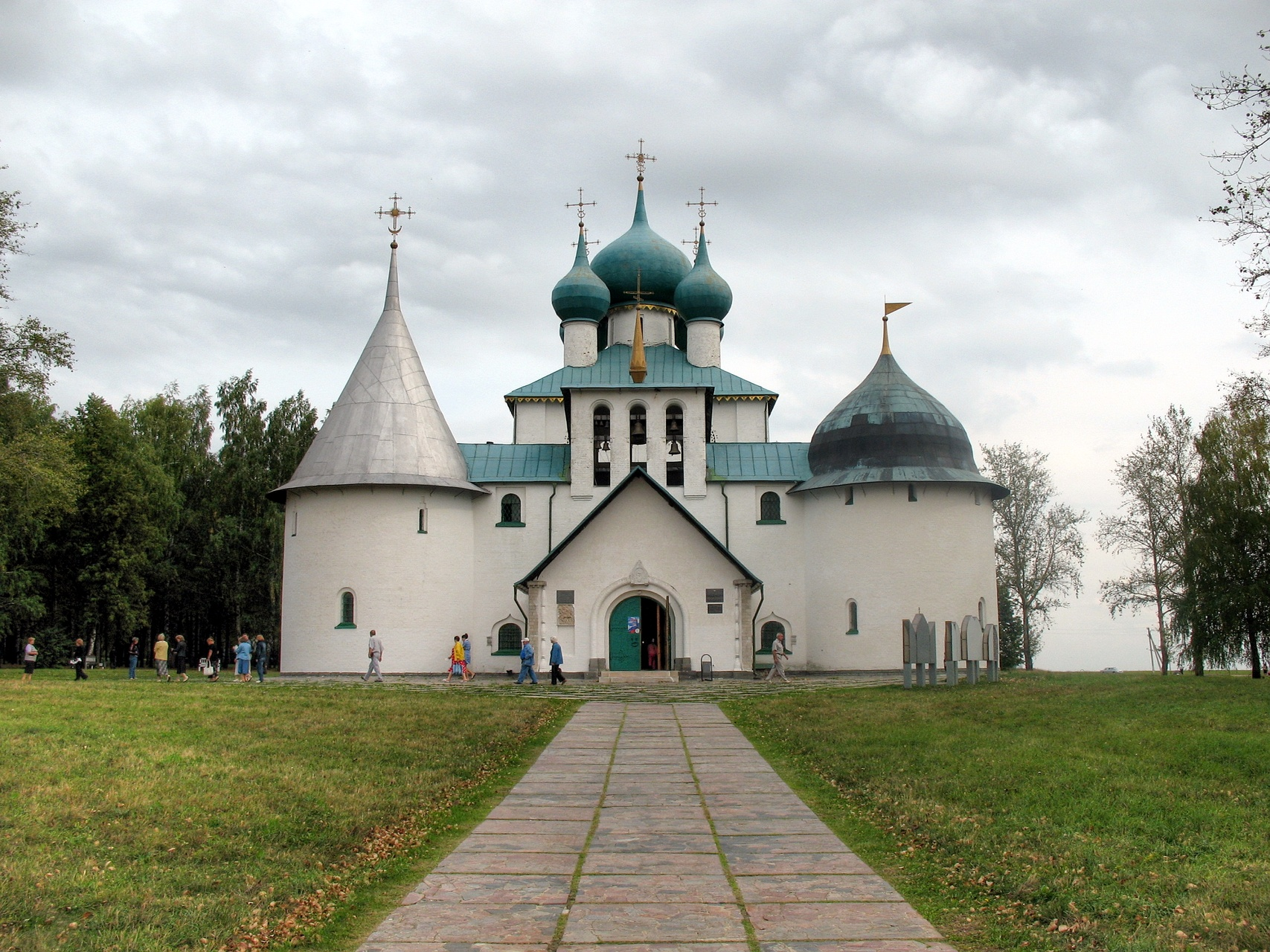
Iglesia de Kulikovo
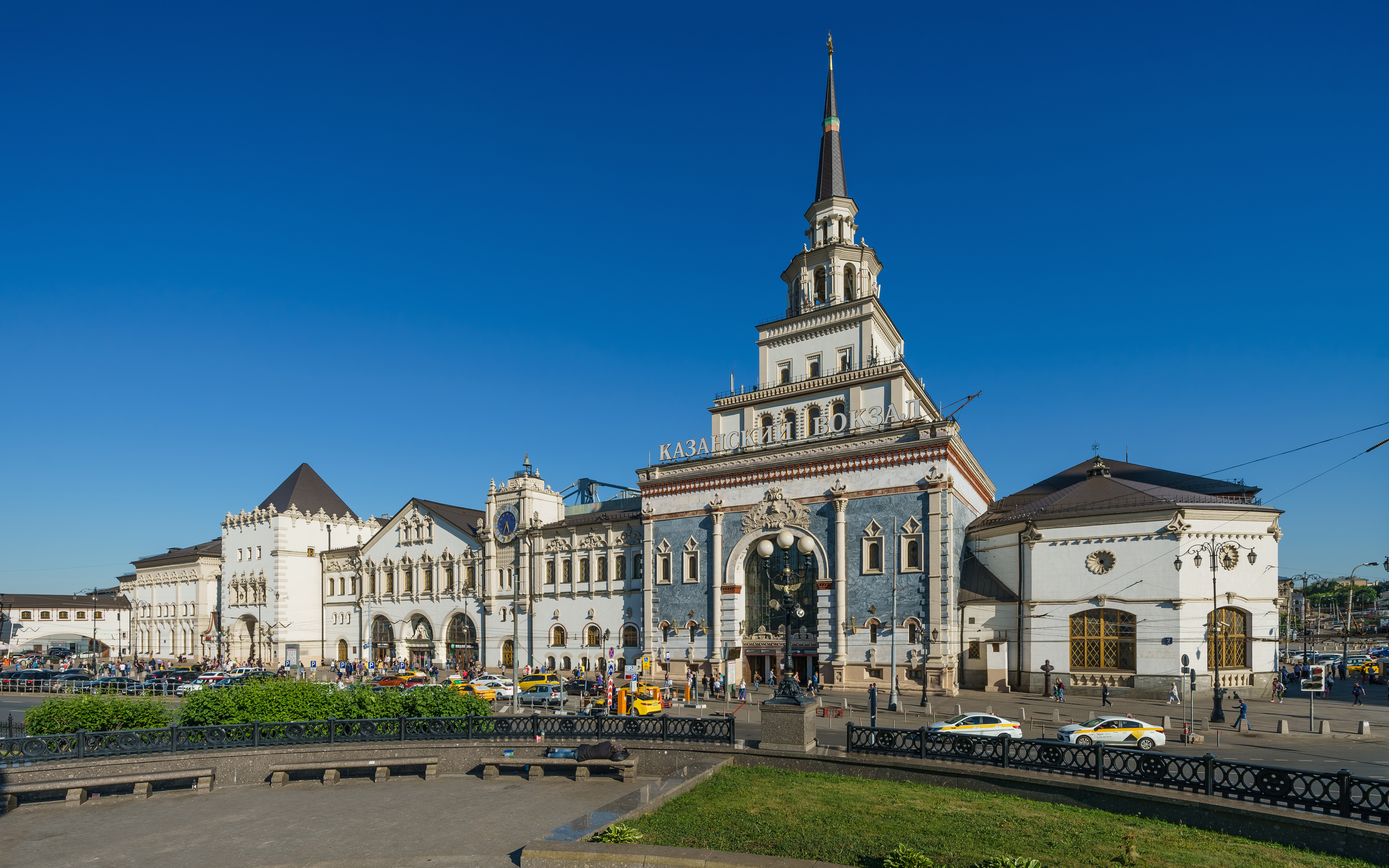
Estación de Kazan en Moscú
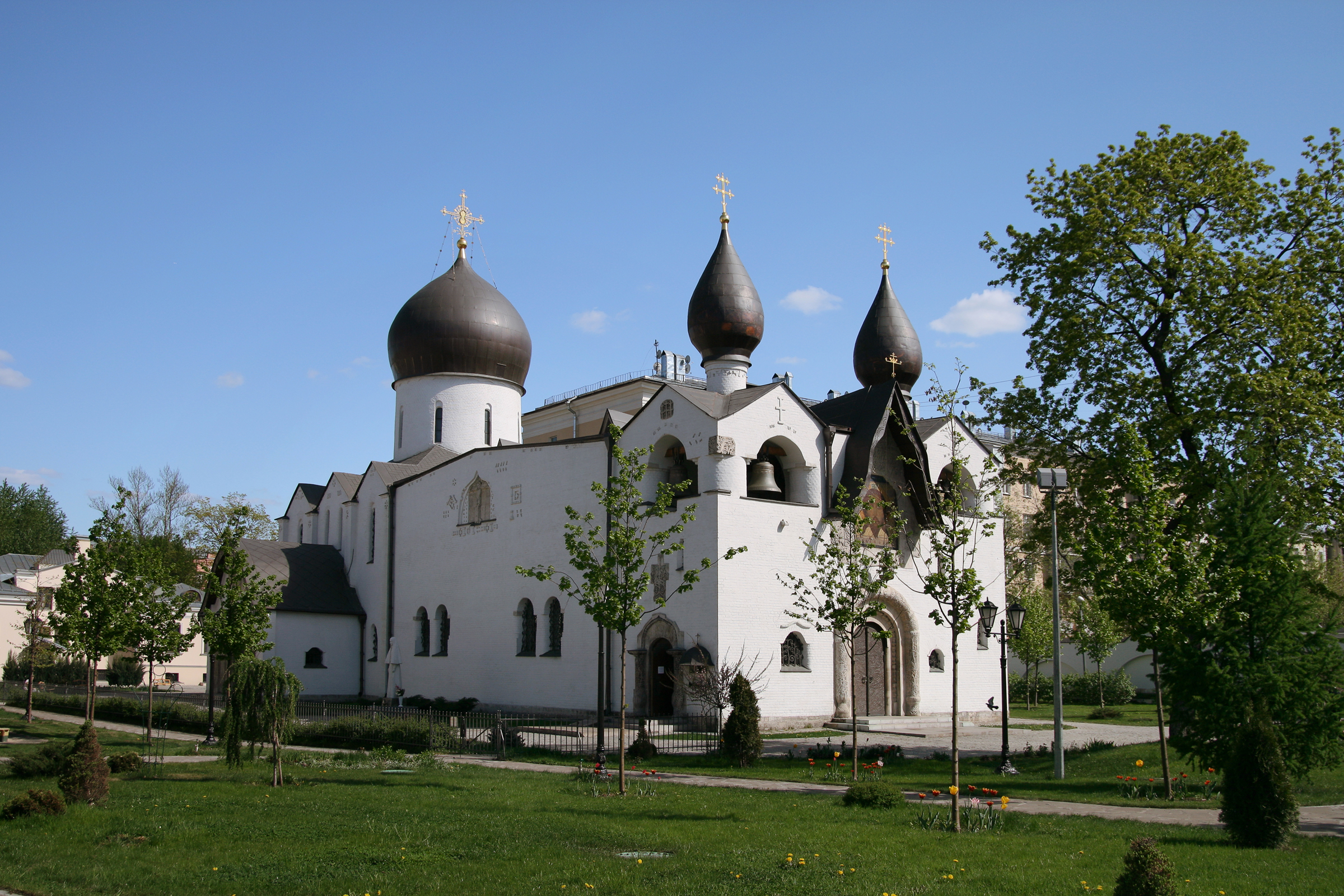
Convento de las Santas Marta y María

### Vladimir Pokrovski
Vladimir Pokrovski fue el arquitecto del cuartel de Fyodorovsky, construido en Pushkin cerca de Tsárskoye Seló. El cuartel que debía servir para los guardas del último emperador se concibió como una escena ambientada en el estilo neorruso. Su moedlo general era la arquitectura rusa medieval. El complejo era, de hecho, una reproducción a escala del Kremlin de Rostov. Sus edificios están unidos por muros con torres. En 1911, la construcción de una catedral se llevó a cabo sobre la base de los planos de Pokrovski. Sus formas son robustas y su forma piramidal está coronada por un enorme bulbo. Estas construcciones en la víspera de la Revolución de Octubre no se terminaron completamente en el momento y permanecieron parcialmente sin acabar.
La sede de la sucursal del Banco de Estado de Nizhni Nóvgorod (anteriormente ciudad de Gorky) también es del arquitecto Pokrovsky. Fue construida entre 1910 y 1913. Los pasos están flanqueados por dos torres redondas. Los huecos no corresponden a la decoración que se supone que evoca la arquitectura rusa del siglo XVII. Las pinturas murales interiores están hechas a partir de cartones de Iván Bilibin.

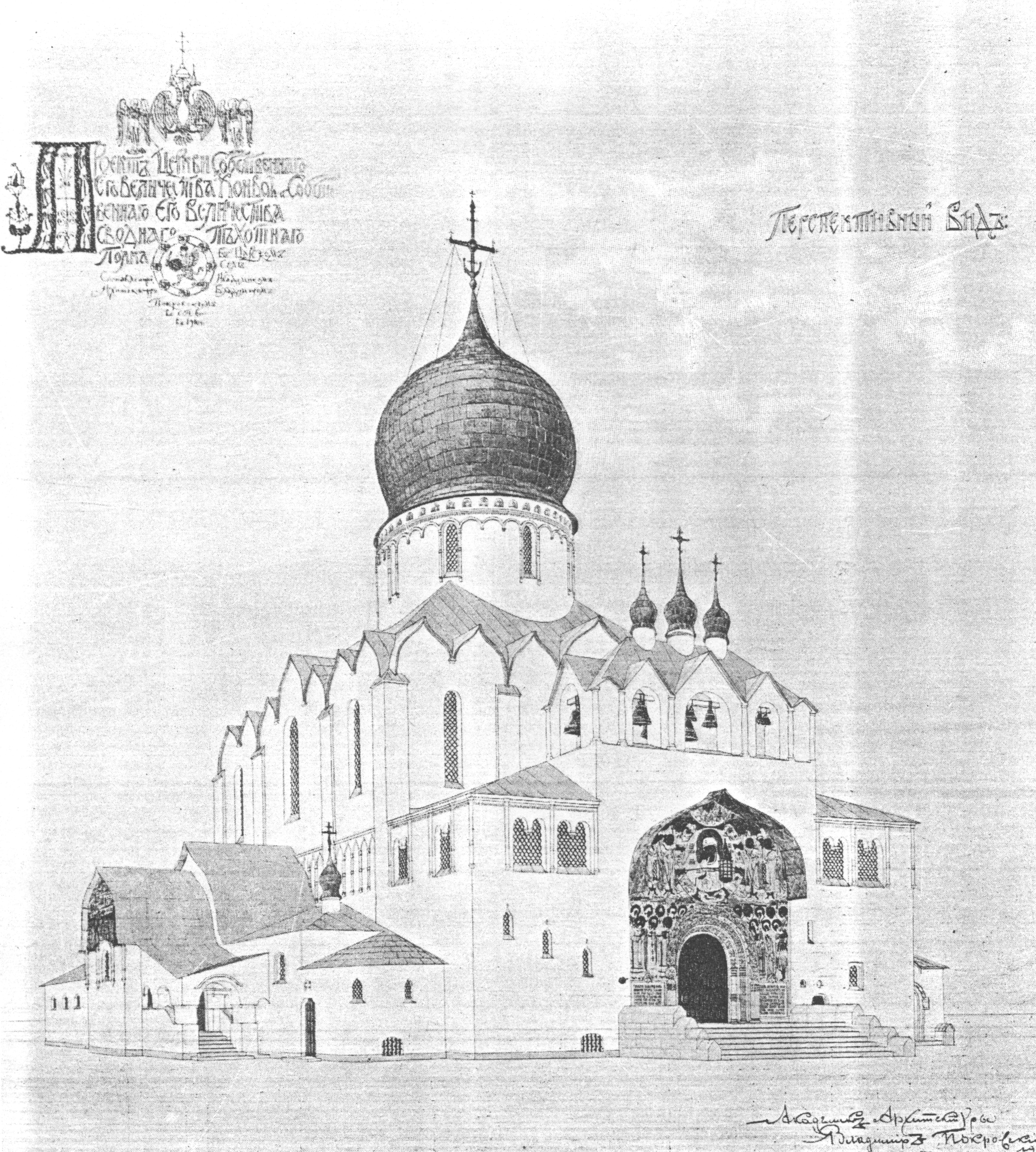
Planta de la Catedral de Feodorovsky
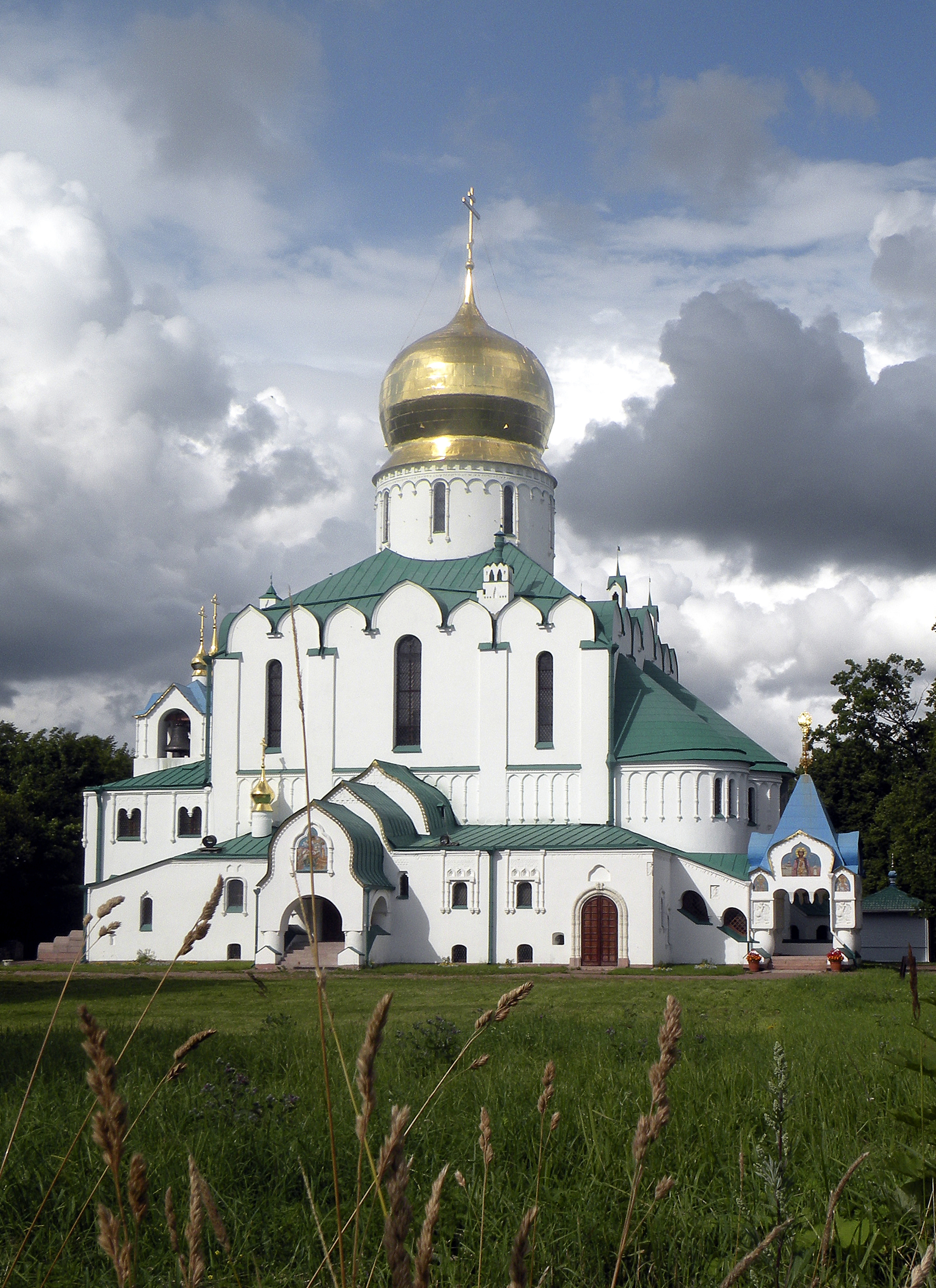
Catedral de Feodorovsky
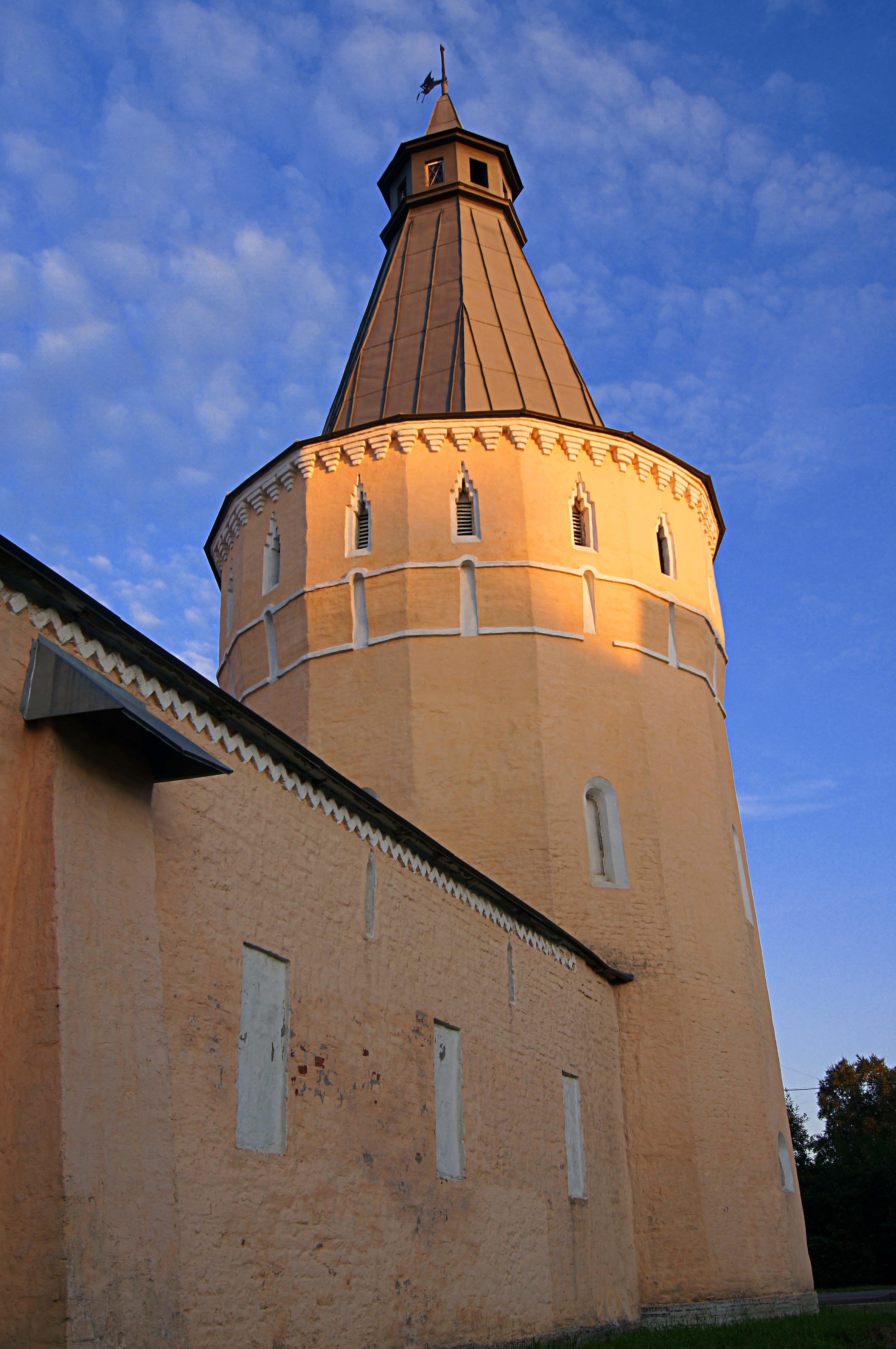
Cuarteles de Tsárskoye Seló
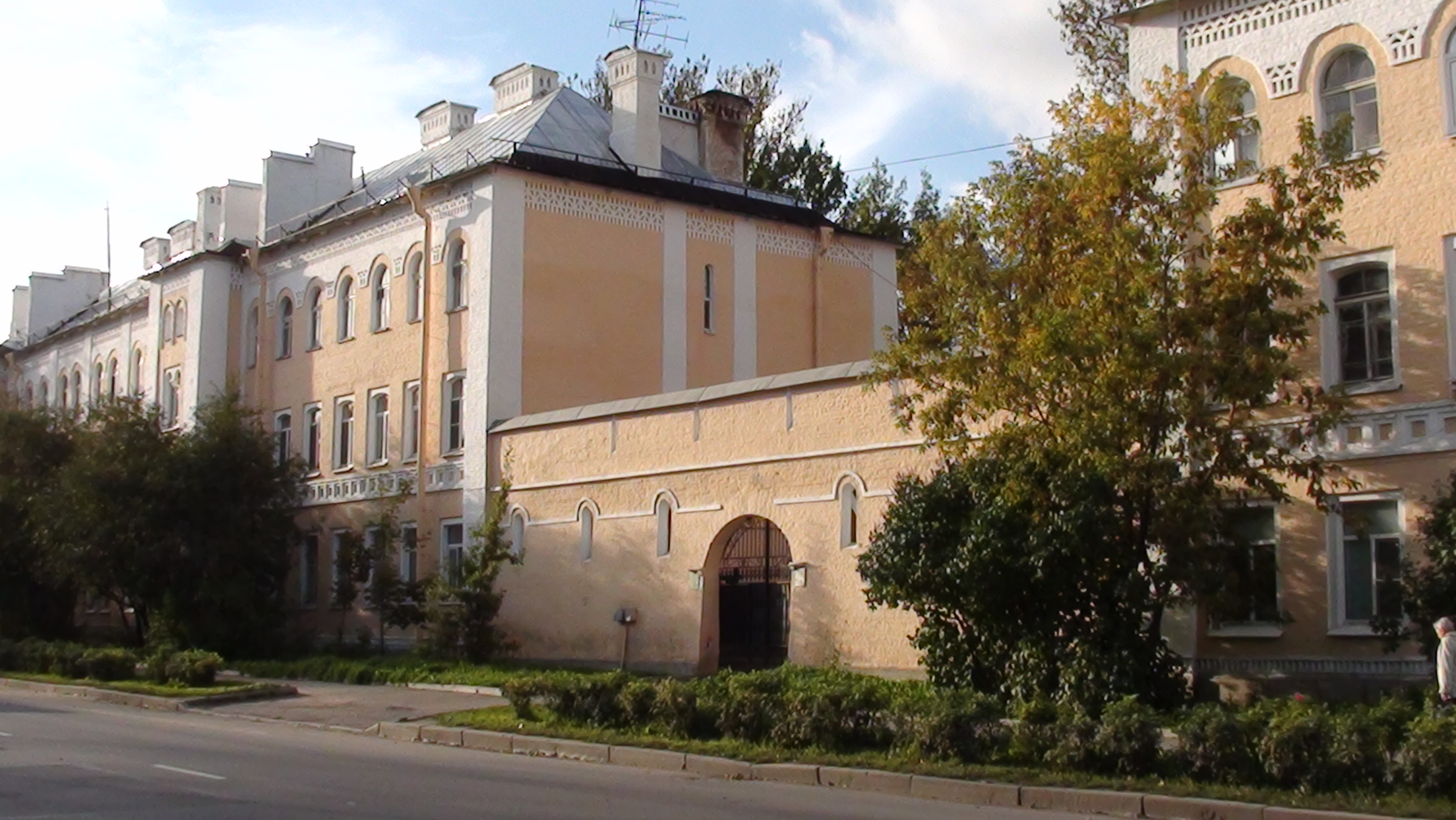
Puerta de los cuarteles de Tsarskoe Selo
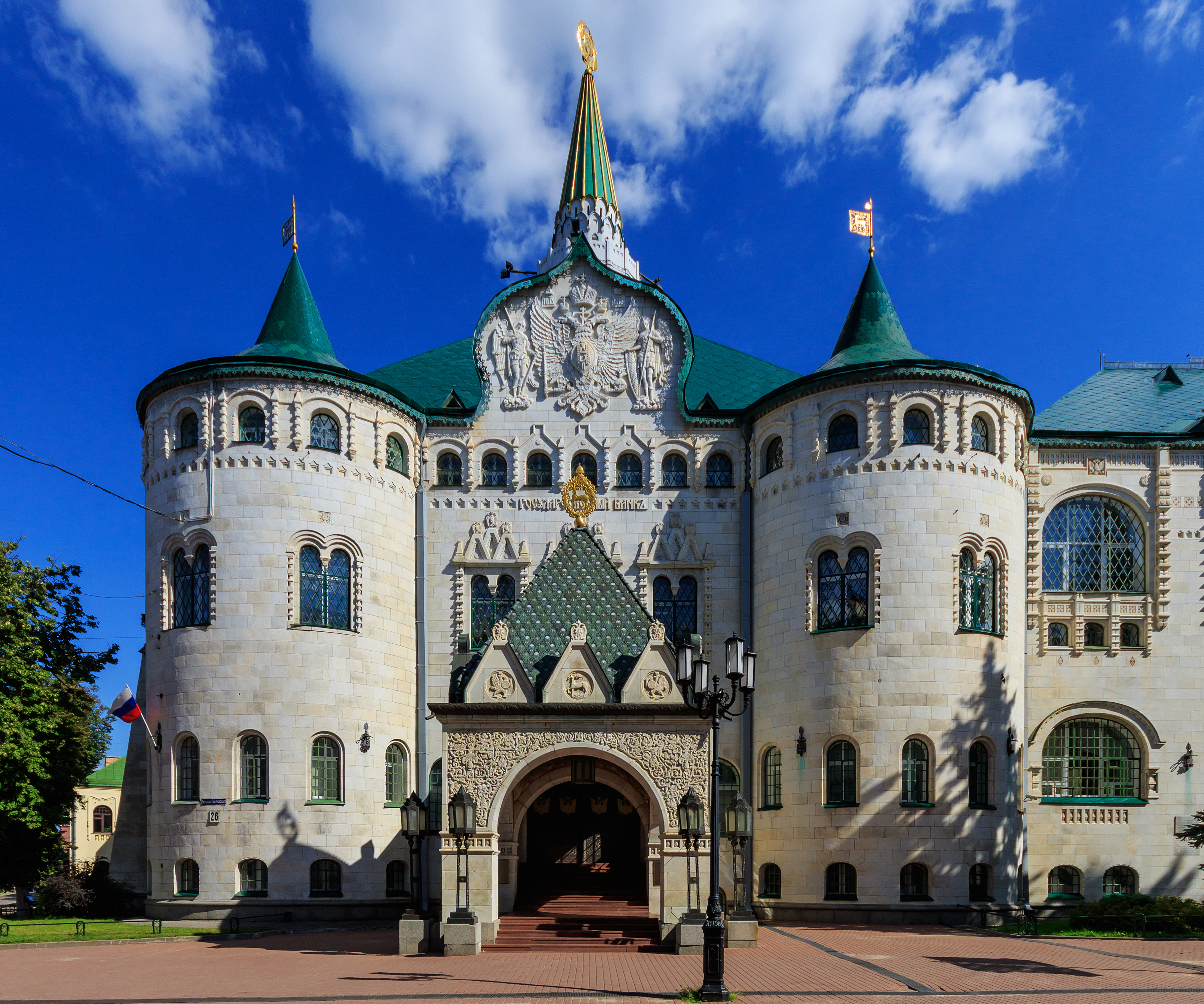
Sede principal del Banco de Estado del Imperio ruso en Nizhni Nóvgorod